# Amsterdam
Amsterdam (česky též méně používaně Amsterodam, nizozemsky Amsterdam, IPA: [ˌɑmstərˈdɑm],  poslech) je hlavní a nejlidnatější město Nizozemska. Právě v něm a ještě v Haagu sídlí nizozemská vláda. Ve městě žije přibližně 921 tisíc obyvatel, v městské oblasti přibližně 1,5 milionu lidí. Nizozemská metropole je součástí provincie Severní Holandsko, zároveň je jedním z měst souměstí Randstad. Amsterdam je pro velké množství vodních kanálů označován jako Benátky severu. Kanály jsou zapsány i na seznamu světového kulturního dědictví UNESCO. Se svými -2 m n. m. je Amsterdam druhým nejníže položeným hlavním městem na světě (hned po Baku s -28 m n. m.).
Amsterdam byl založen u ústí řeky Amstel do Severního moře. Vodní tok byl přehrazen kvůli omezení rizika záplav. Jméno města v doslovném překladu znamená přehrada na řece Amstel. Původně malá rybářská vesnice z konce 12. století se stala významným světovým přístavem. Největší rozvoj zaznamenala během nizozemského zlatého věku v 17. století, v té době bylo Nizozemsko hospodářskou velmocí. Amsterdam se postupně stal předním centrem financí, obchodu i produkce umění. V 19. a 20. století se město nadále rozrůstalo, bylo naplánováno a vybudováno mnoho nových čtvrtí a předměstí. Amsterdamské kanály a obranná linie Amsterdamu z 19. až 20. století jsou na seznamu světového dědictví UNESCO. V roce 2021 došlo k rozšíření ochrany UNESCO i na prvky Nové holandské vodní linie (spojující Zuiderzee a Rýn) a přejmenování položky na „Nizozemské vodní obranné linie“. Část Sloten, začleněná v roce 1921 magistrátem Amsterdamu, je nejstarší částí města. Vznikla již v 9. století. Město má dlouhou tradici otevřenosti, liberalismu a tolerance. Cyklistika je symbolem moderního charakteru města. Po celém městě je mnoho cyklostezek a pruhů pro kola.
Mezi hlavní atrakce Amsterdamu patří jeho historické kanály. Rijksmuseum Amsterdam je státní muzeum s rozsáhlou sbírkou umění nizozemského zlatého věku. Dalšími významnými muzei jsou Van Goghovo muzeum, Muzeum Stedelijk zaměřené na moderní umění, Amsterdamské muzeum shromažďující exponáty o historii města, dům Anne Frankové, muzeum vědy a techniky NEMO či Národní námořní muzeum. Populární je i návštěvnické centrum pivovaru Heineken – Heineken Experience. Známá je zoologická zahrada Natura Artis Magistra nebo městská botanická zahrada.
Známým místem je i náměstí Dam, kde se nachází Královský palác v Amsterdamu a bývalá radnice. Koncertní síň Concertgebouw je známá svou skvělou akustikou. Populární je také čtvrť červených luceren a mnoho kaváren s konopím. Amsterdam je také známý svým nočním životem, některé noční kluby (Melkweg, Paradiso) patří mezi nejznámější na světě. Ve městě se koná i nespočet festivalů. Návštěvníci také míří za propracovaným systémem kanálů a úzkými domy se štítovými fasádami na jejich březích. Ty byly postaveny během nizozemského zlatého věku města v 17. století.
Amsterdamská burza je považována za nejstarší „moderní“ burzu cenných papírů na světě. Jako obchodní centrum Nizozemska a jedno z nejdůležitějších v Evropě je považován za globální město kategorie alfa. Sídlí ze mnoho velkých společností, jako například konglomerát Philips, Booking.com, TomTom nebo ING Group. Některé světové společnosti mají ve městě sídlo své evropské pobočky, jedná se například o Uber, Netflix nebo Teslu. V roce 2022 se Amsterdam umístil na deváté příčce v žebříčku měst nejlepších pro život podle Economist Intelligence Unit. Zároveň je dvanáctý v hodnocení životního prostředí a infrastruktury společnosti Mercer. Ve zprávě Savills Tech Cities z roku 2019 je čtvrté největší technologické centrum na světě a druhé v Evropě.
Amsterdamský přístav je čtvrtý největší v Evropě. Letecká společnost KLM má svou hlavní základnu v Amsterdamu na letišti Schiphol. To je nejrušnějším letištěm v Nizozemsku, třetím nejrušnějším v Evropě a jedenáctým nejrušnějším na světě. Nizozemské hlavní město je považováno za jedno z nejvíce multikulturních měst na světě. Obývají jej příslušníci nejméně 177 národností. Imigrace a etnická segregace v Amsterdamu je jedním z největších problémů současného města.
Mezi významné obyvatele města patří malíři Rembrandt a Vincent van Gogh, filozof Baruch Spinoza nebo oběť holocaustu a autorka deníku Anne Franková.

## Název
Název města pochází z názvu řeky Amstel a nizozemského výrazu dam pro přehradu, která byla na dříve zmíněné řece postavena. Název samotné řeky Amstel pochází ze spojení výrazů Aa pro řeku a stelle označující místo na pobřeží neboli břeh řeky.
V minulosti se název psal různými způsoby, například Aemstelredam, Aemstelredamme, Amestelledamme, Amestelredamme, Amstelredam nebo Amstelredamme.

## Historie

### Pravěk a počátky města
Kvůli poloze v bývalých rašeliništích, byl Amsterdam založen později než jiná významná města. První obyvatelé se zde však usadili již před třemi tisíciletími. Žili podél původní řeky IJ, což byl mělký a klidný potok v rašeliništích. Tato odlehlá oblast se postupně v době bronzové, železné a římské stala jednou z nejdůležitějších v okolí. Artefakty pocházející z neolitu byly nalezeny ve čtvrtích Damrak a Rokin. Jedná se o střepy keramiky kultury se zvoncovitými poháry nebo žulový brusný kámen. Umístění těchto artefaktů v blízkosti dnešní řeky Amstel pravděpodobně ukazuje na sezónní osídlení. Trvalé nebylo možné kvůli příliš podmáčené půdě.
Počátky dějin samotného Amsterdamu jsou spojeny se zahájením meliorací oblasti na konci 10. století. Oblast byla obydlena farmáři, kteří žili dále od soutoku řek IJ a Amstel, kde půda nebyla tak podmáčená. Tito farmáři postupně začali krajinu na obou březích toku zkulturňovat. Území spravovali příslušníci rodu Van Amstel, kteří jsou pod tímto jménem známí od roku 1019. Ovládali celou severozápadní část církevního obvodu biskupa z Utrechtu.
Důležitou roli v amsterdamských dějinách sehrála povodeň v roce 1170. Během krátké doby se řeka Ij proměnila v široké ústí. Vzniklo tak dobré vodní spojení řeky Amstelu s dnes již zaniklým zálivem Zuiderzee. Zvětšil se i maximální objem vody, která mohla řekou Amstel protéct, takže přebytečná voda mohla být lépe odváděna. Po vysušení břehů se ústí řeky Amstel stalo atraktivním pro trvalé bydlení. Řeka se stala důležitou vodní cestou. Na konci 12. století zde vznikla osada soustředící se na dopravu, výrobu a obchod, nikoliv na zemědělství. Ve 13. století došlo k v výstavbě přehrady Dam. Poprvé byl Amsterdam zmíněn v roce 1275 v dokumentu, ve kterém panovník Floris V. osvobozuje jeho obyvatele od poplatků, například za užívání mostů.

### Středověk a 16. století

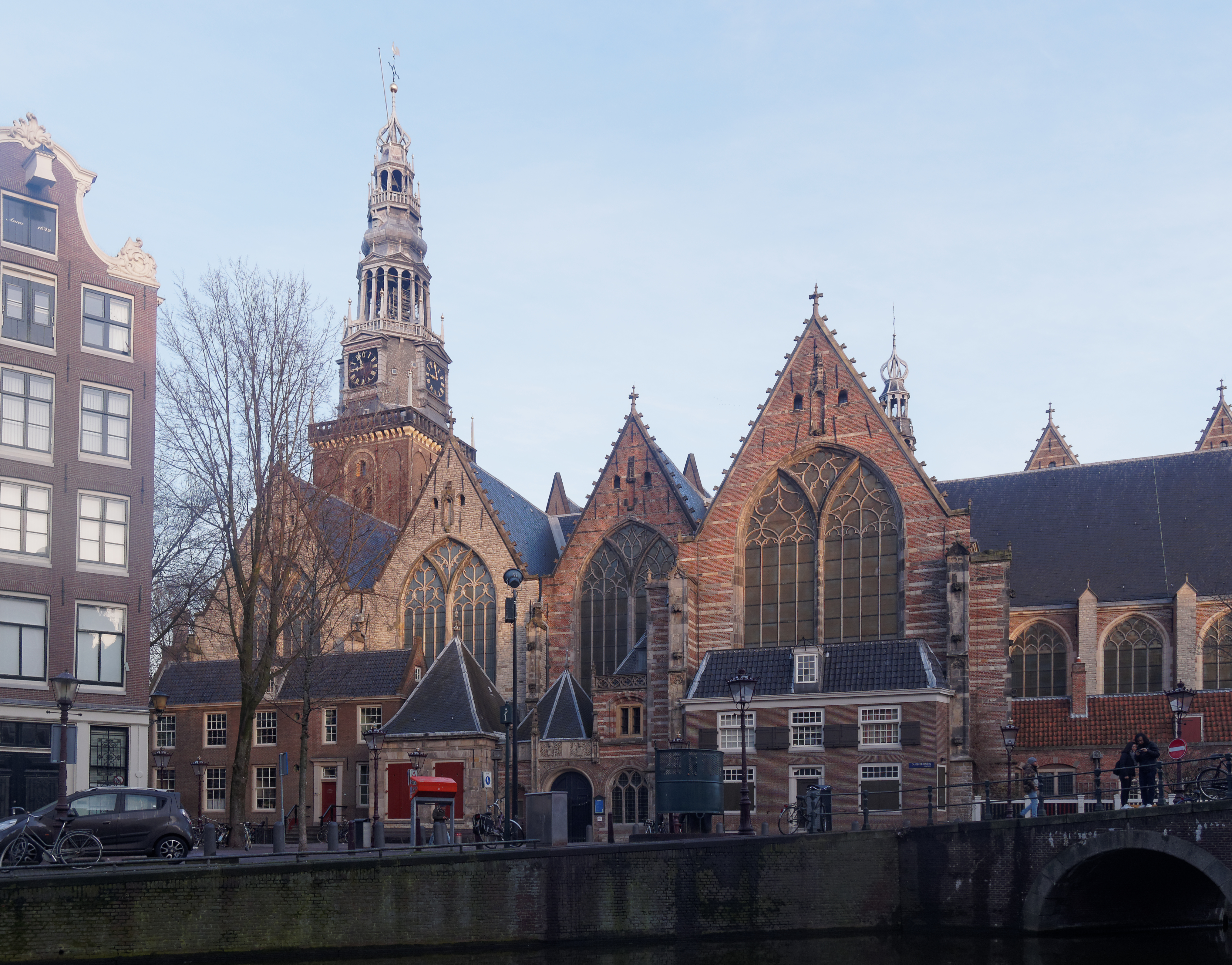
Oude Kerk, vysvěcený v roce 1306

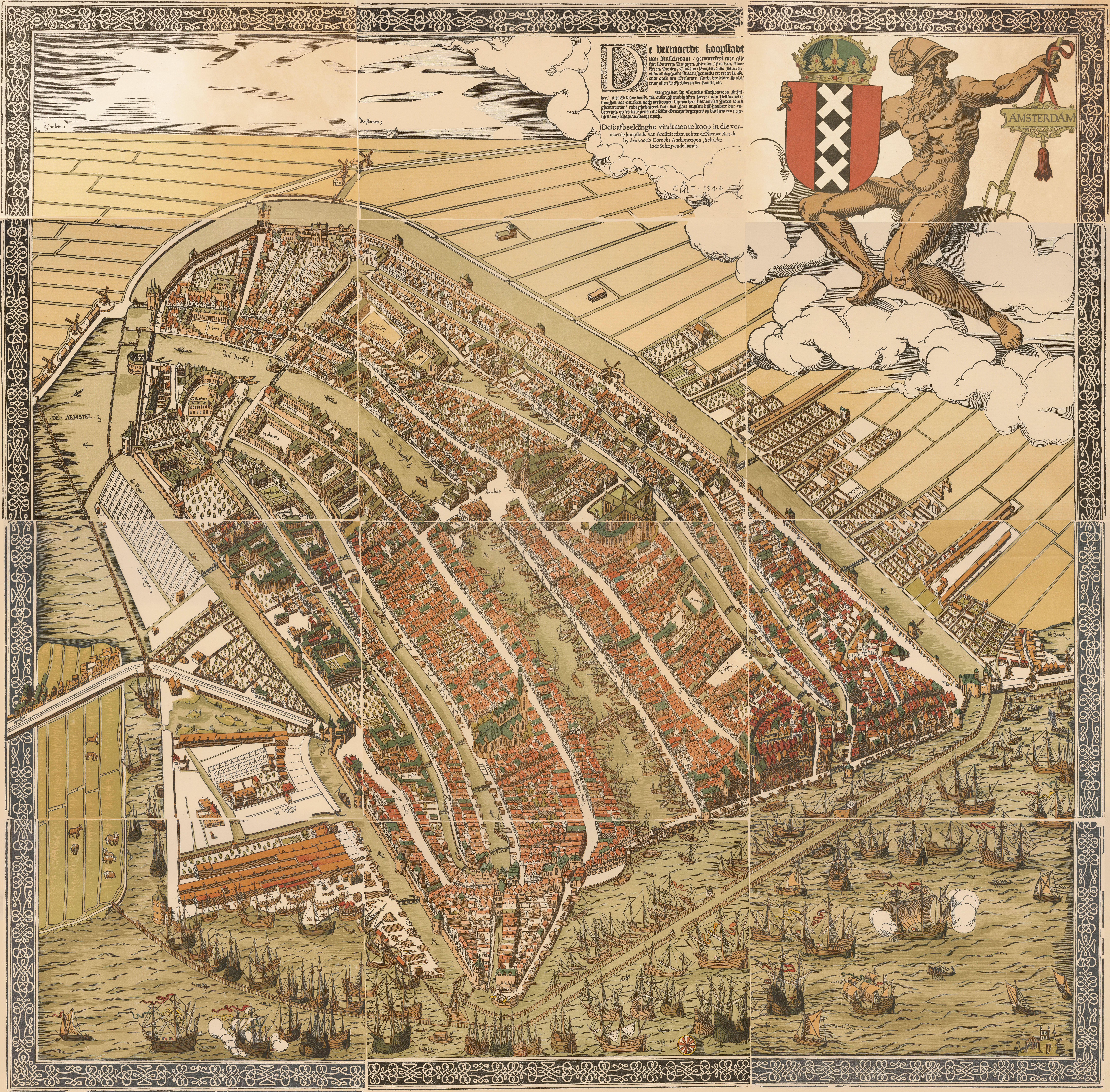
Amsterdam v roce 1544

V roce 1306 udělil utrechtský biskup Amsterdamu městská práva. Po údajném zázraku v roce 1345 se stalo město důležitým poutním místem. Hostie, která byla podána umírajícímu muži, totiž po vhození do ohně nezačala hořet. Tuto událost připomínají průvody Stille omgang, které nahradily římskokatolická procesí. V době rozkvětu po protestantské reformaci přišlo do Amsterdamu až 90 000 poutníků.
Od 14. století vzkvétal zejména díky obchodu s hanzovními městy, např. s Hamburkem. Od 15. století bylo nejdůležitějším obchodním centrem Nizozemska. Amsterdam výrazně zbohatnul na lovu sleďů. Došlo k vylepšením, která umožnila rybářům lovit dále od břehů. Místní rybáři tak získali v této oblasti monopol. Město se dále rozšiřovalo, ale protože leží na bažinách, musely se při jeho rozšiřování kopat další kanály a stavba domů se zakládala na dřevěných kůlech.
Nizozemská vzpoura proti Filipovi Španělskému v 16. století vyústila v osmdesátiletou válku, která vedla ke vzniku nezávislé Republiky spojených nizozemských provincií. Tato republika se stala známou svoji náboženskou tolerancí, a proto se Židé ze Španělska a Portugalska, bohatí obchodníci z Antverp a Hugenoti z Francie uchýlili do bezpečí Amsterdamu. Silná migrace vzdělaných lidí z Flander pak dala městu jazyk (jejich brabantský dialekt se stal základem psané nizozemštiny) a udělala z Amsterdamu velké obchodní centrum. Kolem roku 1570 mělo město asi 30 tisíc obyvatel, v roce 1622 už to bylo asi 100 tisíc a na konci 17. století 200 tisíc obyvatel. Takový růst obyvatel podněcoval další rozšiřování města. Jen Londýn, Paříž a Neapol měly v té době srovnatelný počet obyvatel.

### 17. až 19. století
17. století je považováno za „zlaté období“ Amsterdamu a celého Nizozemí. Na počátku století byl Amsterdam nejbohatším městem Evropy. Z Amsterdamu vyplouvaly lodě do Severní Ameriky, Afriky i dnešní Indonésie a Brazílie. Město bylo základnou mezinárodní obchodní sítě. Amsterdamští obchodníci měli největší podíl v Nizozemské východoindické společnosti a v Nizozemské západoindické společnosti. Díky těmto společnostem byly navázány zámořské vztahy, které pak vedly k ustavení nizozemských kolonií. Amsterdam byl nejdůležitějším místem námořní přepravy zboží v Evropě a předním finančním centrem světa.
V roce 1602 se začaly obchodovat akcie Nizozemské východoindické společnosti. Postupně tedy začala vznikat nejstarší burza na světě. V roce 1609 také vznikla Bank of Amsterdam, která poskytovala kompletní bankovní služby. Amsterdam byl také členem Surinamské společnosti, která spravovala dnešní Surinam.
Během tohoto období se Amsterdam zapojil do obchodu s otroky z Afriky. Od 17. století bylo město cílovým přístavem pro nizozemské otrokářské lodě. Toto trvalo do roku 1814, kdy pod nátlakem Spojeného království zrušilo Suverénní knížectví spojeného Nizozemí své zapojení do otrokářství.
18. a 19. století se nesou ve znamení určitého poklesu prosperity Amsterdamu. Války Nizozemí se Spojeným královstvím a posléze napoleonské války si svou daň vybraly i v Amsterdamu. Během napoleonských válek životní úroveň města klesla na nejnižší bod. Avšak po založení Nizozemského království v roce 1815 se situace začala obracet k lepšímu.
Během 19. století zasáhla město průmyslová revoluce. Byl postaven Amsterdamsko-rýnský kanál, který přímo spojil město se splavným veletokem Rýnem. Severomořský kanál spojil amsterdamský přístav se Severním mořem. Oba kanály výrazně zlepšily spojení se zbytkem Evropy a světem. Byl to také velký ekonomický podnět. Mezi lety 1850 a 1900 se počet obyvatel zdvojnásobil asi na půl milionu lidí.
Konec 19. století je občas nazýván druhým zlatým věkem. Tehdy bylo postaveno několik muzeí, vlakové nádraží a koncertní hala Concertgebouw se skvělou akustikou.

### 20. a 21. století

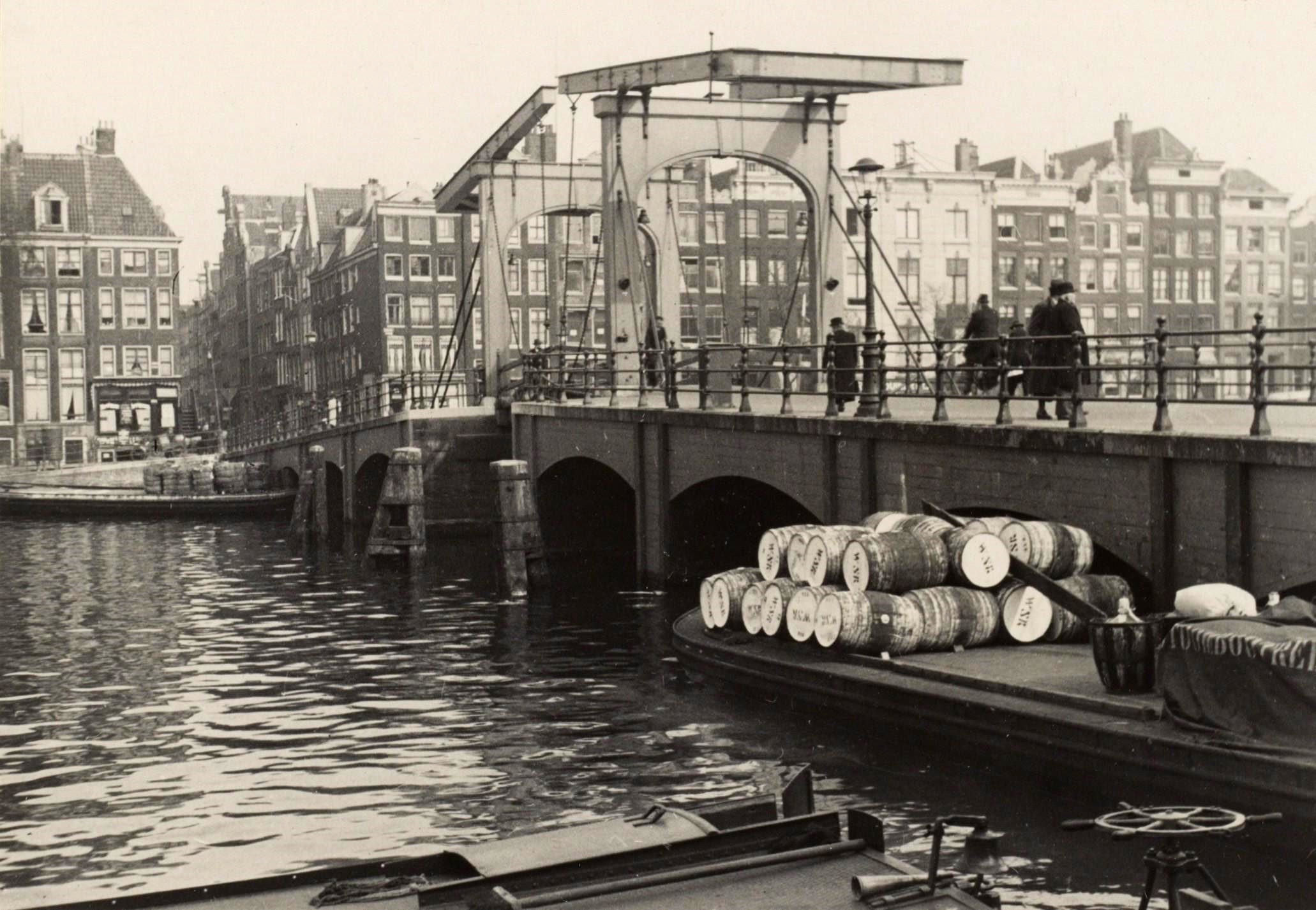
Magere Brug okolo roku 1938

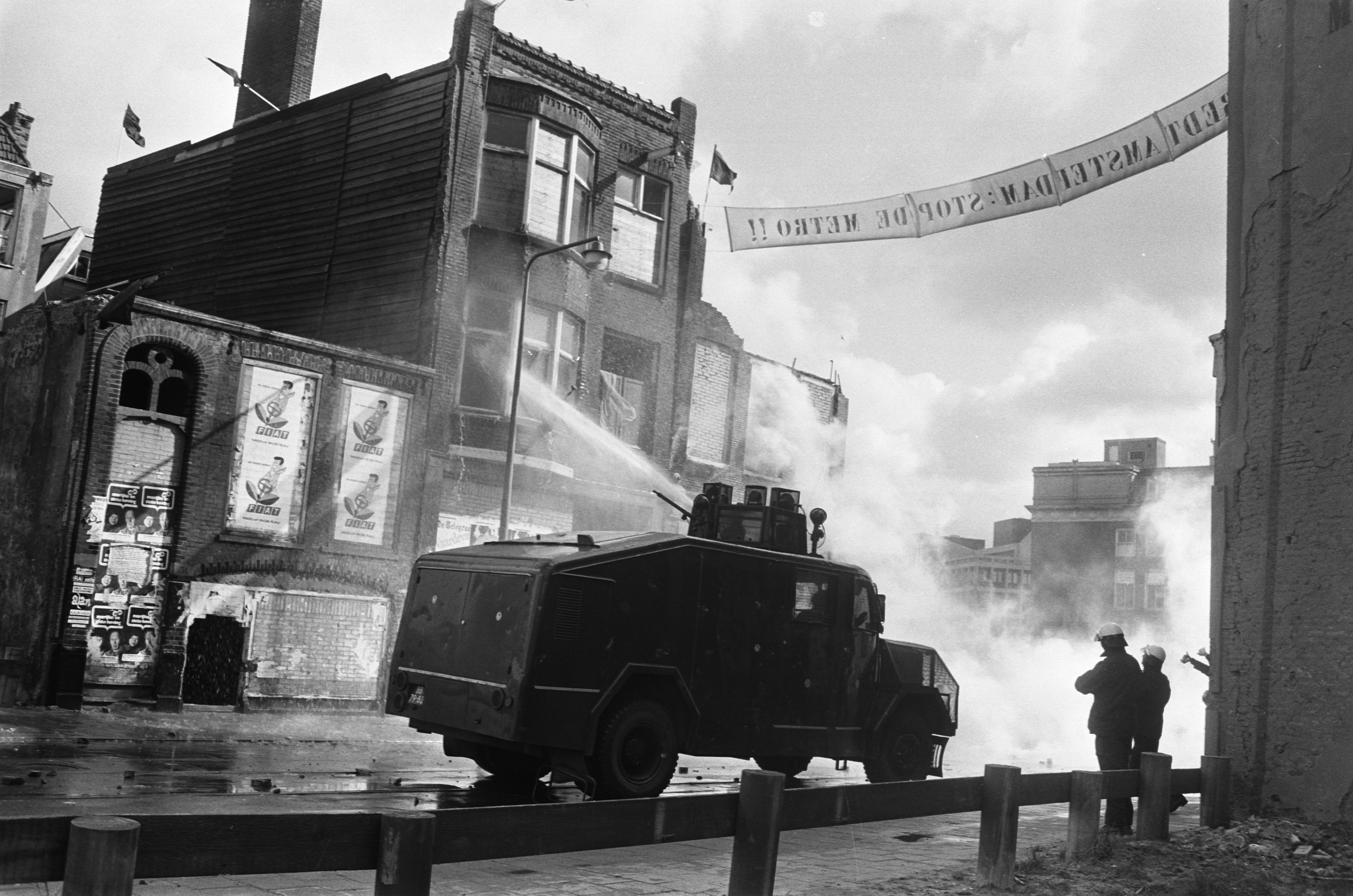
Nepokoje proti demolicím budov

Před první světovou válkou se město začalo znovu rychle rozvíjet a vznikala nová předměstí. Ačkoli Nizozemsko zůstalo během této války neutrální, Amsterdam trpěl nedostatkem potravin i paliva. To vyvolalo nepokoje známé jako známé jako Aardappeloproer (bramborová vzpoura). Lidé začali rabovat obchody a sklady, aby získali zásoby, hlavně jídlo. Události měli za následek několik mrtvých.
K 1. lednu 1921 byly čtyři obce ležící severně od Amsterdamu na vlastní žádost připojeny k městu, jelikož byly vyčerpané po povodni z roku 1916. V meziválečném období se město dále rozšiřovalo, zejména na západ.
Nizozemsko bylo 10. května 1940 napadeno nacistickým Německem, které zemi rychle ovládlo. Někteří občané města ukrývali Židy, čímž vystavovali sebe i své rodiny vysokému riziku. Asi 60 tisíc amsterdamských Židů bylo deportováno do koncentračních táborů. Nejznámější obětí byla mladá židovská dívka Anne Franková, která zemřela v koncentračním táboře Bergen-Belsen. Na konci druhé světové války se zvýšil nedostatek potravin, mnoho občanů je jezdilo shánět na venkov. Jedli se i psi, kočky nebo cibule tulipánů uvařené na kaši. Kvůli nedostatku topiva bylo pokáceno mnoho stromů.
Po druhé světové válce začala stavba mnoha předměstí. Na nich vzniklo mnoho parků a otevřených prostranství. Nové budovy poskytovaly lepší podmínky pro bydlení. Po válce centrum města chátralo.
Politici a další vlivné osobnosti plánovali rozsáhlou přestavbu. V roce 1977 bylo uvedeno do provozu metro. Dokonce bylo v plánu postavit novou dálnici, která by propojila hlavní nádraží Amsterdam Centraal s ostatními částmi města. V bývalé židovské čtvrti začaly rozsáhlé demolice. Menší ulice byly rozšířeny a téměř všechny domy byly zbořeny. To zapříčinilo rozsáhlé demonstrace na náměstí Nieuwmarkt. V důsledku toho byla demolice zastavena a dálnice do centra města nebyla nikdy postavena. Mezitím byly založeny velké soukromé organizace požadující obnovu celého centra. Částečné úspěchy jsou dnes zřejmé.
21. století přineslo nárůst počtu návštěvníků, mezi lety 2012 a 2015 vzrostl jejich roční počet z 10 na 17 milionů. Ceny nemovitostí prudce stouply a místní obchody uvolňují místo těm zaměřeným na turisty. Centrum se pro obyvatele města stává nedostupným.

## Geografie

### Poloha
| Růžice kompasu | Alkmaar (~30 km)   | Hoorn (~33 km) | Groningen (~146 km) | Růžice kompasu |
| Růžice kompasu | Haarlem (~18 km)   | Sever          | Zwolle (~82 km)     | Růžice kompasu |
| Růžice kompasu | Haarlem (~18 km)   | Amsterdam      | Zwolle (~82 km)     | Růžice kompasu |
| Růžice kompasu | Haarlem (~18 km)   | Jih            | Zwolle (~82 km)     | Růžice kompasu |
| Růžice kompasu | Rotterdam (~57 km) | Breda (~88 km) | Utrecht (~35 km)    | Růžice kompasu |

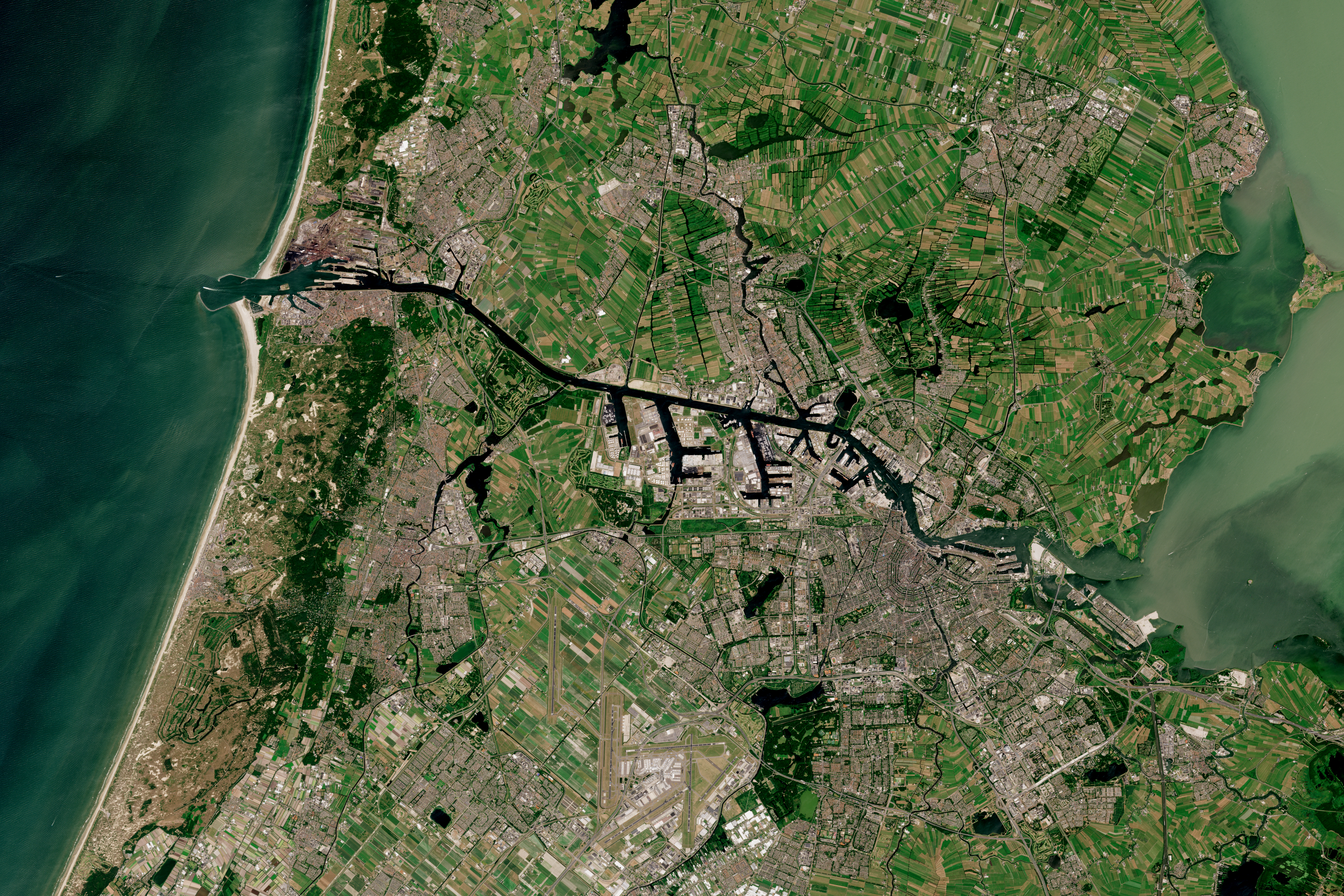
Satelitní snímek města

Amsterdam se nachází v západním Nizozemsku, v provincii Severní Holandsko. Hlavním městem je navzdory nižšímu počtu obyvatel Haarlem. Řeka Amstel, která je spojena s mnoha vodními kanály, se v centru vlévá do řeky IJ. Město je se Severním mořem spojeno prostřednictvím vodního kanálu. Amsterdam je ve výšce asi 2 m pod hladinou moře. Okolní země je plochá, protože je tvořena rozlehlými poldery. Umělý les Amsterdamse Bos leží na jihozápadě území.

Mapa centra Amsterdamu

Amsterdam silně urbanizován, stejně jako okolní metropolitní oblast. Vlastní město, jehož rozloha činí 219,4 kilometrů čtverečních, má hustotu zalidnění 4 457 obyvatel na kilometr čtverečný a 2 275 domů na kilometr čtverečný. parky a přírodní rezervace tvoří 12 % rozlohy Amsterdamu.

### Vodstvo
Délka amsterdamských kanálů přesahuje 100 km. Většina z nich je splavná lodí. Tři hlavní kanály jsou Prinsengracht, Herengracht a Keizersgracht.
Ve středověku byl Amsterdam obklopen vodním příkopem zvaným Singel, který nyní tvoří vnitřní prstenec a dává centru tvar podkovy. V Amsterdamu také existuje mořský přístav. Amsterdam je srovnáván s Benátkami díky poloze na přibližně 90 ostrovech. Ty jsou spojeny více než 1200 mosty.

### Klima
Amsterdam leží dle Köppenovy klasifikace v oblasti s oceánským podnebím (Cfp). To je totiž silně ovlivňováno blízkostí Severního moře na západě, navíc v oblasti převládají západní větry.
Amsterdam, stejně jako většina provincie Severní Holandsko, leží v zóně odolnosti USDA 8b. Mrazy nastávají hlavně během období východních nebo severovýchodních větrů z evropského kontinentu. Velký dopad má jev zvaný městský tepelný ostrov a přítomnost vodních ploch ze tří stran. Noční teploty proto zřídka klesnou pod −5 °C, ale v obci Hilversum, která je vzdálena 25 kilometrů jihovýchodně, klesají až na −12 °C.
Léta bývají mírně teplá, dny jsou horké a vlhké, občasně prší každý měsíc. Průměrné denní maximum v srpnu je 22,1 °C, teploty přesahující 30 °C jsou naměřeny v průměru 2,5 srpnového dne. Extrémy se pohybují od −19,7 °C do 36,3 °C. Běžné jsou dny s více než 1 mm srážek, v průměru jich je 133 za rok.
Průměrný roční úhrn srážek v Amsterdamu jsou 838 mm. Velká část těchto srážek spadne během přeháněk. Oblačné a vlhké dny jsou typické od října do března.

| Amstedam, letiště Schiphol 1991-2020, rekordy 1971-2000 – podnebí | Amstedam, letiště Schiphol 1991-2020, rekordy 1971-2000 – podnebí | Amstedam, letiště Schiphol 1991-2020, rekordy 1971-2000 – podnebí | Amstedam, letiště Schiphol 1991-2020, rekordy 1971-2000 – podnebí | Amstedam, letiště Schiphol 1991-2020, rekordy 1971-2000 – podnebí | Amstedam, letiště Schiphol 1991-2020, rekordy 1971-2000 – podnebí | Amstedam, letiště Schiphol 1991-2020, rekordy 1971-2000 – podnebí | Amstedam, letiště Schiphol 1991-2020, rekordy 1971-2000 – podnebí | Amstedam, letiště Schiphol 1991-2020, rekordy 1971-2000 – podnebí | Amstedam, letiště Schiphol 1991-2020, rekordy 1971-2000 – podnebí | Amstedam, letiště Schiphol 1991-2020, rekordy 1971-2000 – podnebí | Amstedam, letiště Schiphol 1991-2020, rekordy 1971-2000 – podnebí | Amstedam, letiště Schiphol 1991-2020, rekordy 1971-2000 – podnebí | Amstedam, letiště Schiphol 1991-2020, rekordy 1971-2000 – podnebí |
| Období | leden                                                             | únor                                                              | březen                                                            | duben                                                             | květen                                                            | červen                                                            | červenec                                                          | srpen                                                             | září                                                              | říjen                                                             | listopad                                                          | prosinec                                                          | rok                                                               |
| --- | ----------------------------------------------------------------- | ----------------------------------------------------------------- | ----------------------------------------------------------------- | ----------------------------------------------------------------- | ----------------------------------------------------------------- | ----------------------------------------------------------------- | ----------------------------------------------------------------- | ----------------------------------------------------------------- | ----------------------------------------------------------------- | ----------------------------------------------------------------- | ----------------------------------------------------------------- | ----------------------------------------------------------------- | ----------------------------------------------------------------- |
| Nejvyšší teplota [°C] | 14,0                                                              | 16,6                                                              | 24,1                                                              | 28,0                                                              | 31,5                                                              | 33,2                                                              | 36,3                                                              | 24,5                                                              | 31,0                                                              | 25,3                                                              | 18,2                                                              | 15,5                                                              | 36,3                                                              |
| Průměrné denní maximum [°C] | 6,2                                                               | 6,9                                                               | 10,1                                                              | 14,3                                                              | 17,8                                                              | 20,3                                                              | 22,5                                                              | 22,4                                                              | 19,2                                                              | 14,7                                                              | 10,0                                                              | 6,9                                                               | 14,3                                                              |
| Průměrná teplota [°C] | 3,8                                                               | 4,1                                                               | 6,5                                                               | 9,8                                                               | 13,3                                                              | 16,0                                                              | 18,1                                                              | 18,0                                                              | 15,1                                                              | 11,3                                                              | 7,4                                                               | 4,6                                                               | 10,7                                                              |
| Průměrné denní minimum [°C] | 1,2                                                               | 1,0                                                               | 2,8                                                               | 5,2                                                               | 8,6                                                               | 11,3                                                              | 13,5                                                              | 13,4                                                              | 11,0                                                              | 7,7                                                               | 4,5                                                               | 1,5                                                               | 6,8                                                               |
| Nejnižší teplota [°C] | −16,3                                                             | −19,7                                                             | −16,7                                                             | −4,7                                                              | −1,1                                                              | 2,3                                                               | 5,0                                                               | 5,0                                                               | 2,0                                                               | −3,4                                                              | −8,1                                                              | −14,8                                                             | −19,7                                                             |
| Průměrné srážky [mm] | 66,5                                                              | 54,7                                                              | 51,8                                                              | 39,6                                                              | 53,9                                                              | 64,8                                                              | 82,3                                                              | 98,6                                                              | 84,4                                                              | 86,7                                                              | 85,3                                                              | 81,7                                                              | 850,3                                                             |
| Slunečných hodin | 69                                                                | 94                                                                | 146                                                               | 198                                                               | 231                                                               | 217                                                               | 225                                                               | 204                                                               | 154                                                               | 117                                                               | 67                                                                | 58                                                                | 1 780                                                             |
| Zdroj: https://www.knmi.nl/klimaat-viewer/grafieken-tabellen/klimaattabellen-per-station/schiphol/klimaattabel_schiphol_1991-2020, https://ghostarchive.org/archive/20221009/http://www.knmi.nl/klimatologie/normalen1971-2000/per_station/stn240/5-extremen/240_extremen.pdf |                                                                   |                                                                   |                                                                   |                                                                   |                                                                   |                                                                   |                                                                   |                                                                   |                                                                   |                                                                   |                                                                   |                                                                   |                                                                   |

## Obyvatelstvo
V roce 1300 obývalo Amsterdam jen asi tisíc lidí. Zatímco počet obyvatel mnoha holandských měst během 15. a 16. století klesl, v Amsterdamu vzrostl díky výnosnému obchodu. Amsterdam se však nemohl rovnat s městy v Brabantsku či Flandrech, kde byla urbanizace mnohem větší.
To se změnilo během nizozemské revoluce, kdy mnoho lidí z jižního Nizozemska uprchlo na sever. Zlomem bylo získání Antverp Španěly v roce 1585. Do města přišlo i mnoho cizinců. Mezi lety 1585 a 1610 se počet obyvatel více než zdvojnásobil. V roce 1600 dosáhl počet obyvatel 60 tisíc, po roce 1660 již 200 tisíc. Růst města se ustálil a po většinu 18. století se počet obyvatel ustálil kolem 240 tisíc.
V roce 1750 byl Amsterdam čtvrtým nejlidnatějším městem západní Evropy po Londýnu, Paříži a Neapoli navzdory tomu, že nebyl hlavním městem a že byl obklopen dalšími velkými městy jako Leiden, Rotterdam, Haarlem a Utrecht.
Na počátku 19. století počet obyvatel klesl, ale druhé polovině téhož století urychlila růst počtu obyvatelstva industrializace. V roce 1959 dosáhla populace maxima ve 20. století, neboť došlo k suburbanizaci, přestěhovávání do okolních sídel. Jen v roce 1973 se z města odstěhovalo 25 tisíc lidí. V 10. letech 20. století začalo docházet k reurbanizaci a gentrifikaci. Růst byl umocněn vysokým počtem imigrantů.

### Migrace a národnosti
V Amsterdamu po staletí žijí obyvatelé různých národností. Mnoho z nich přišlo za svobodu náboženského vyznání. Francouzští hugenoti přišli po vydání ediktu z Fontainebleau v roce 1685 a vlámští protestanté během osmdesátileté války proti katolickému Španělsku. Frísové, Němci a Seveřané do Amsterdamu přicházeli za prací. Mezi 15. a 19. stoletím pocházelo nejvíce imigrantů z Německa. Ve městě žila i početná komunita Židů, ale jen pětina z nich přežila holokaust.
Když se v roce 1911 Čína stala republikou, odešel větší počet Číňanů do zahraničí. Z této doby pochází čínská čtvrť v Amsterdamu. Od 50. let přicházeli obyvatelé Surinamu a Nizozemských Antil. Tato území patřila do Nizozemského království a jejich obyvatelé byli oprávněni vstupovat na území evropského Nizozemí.

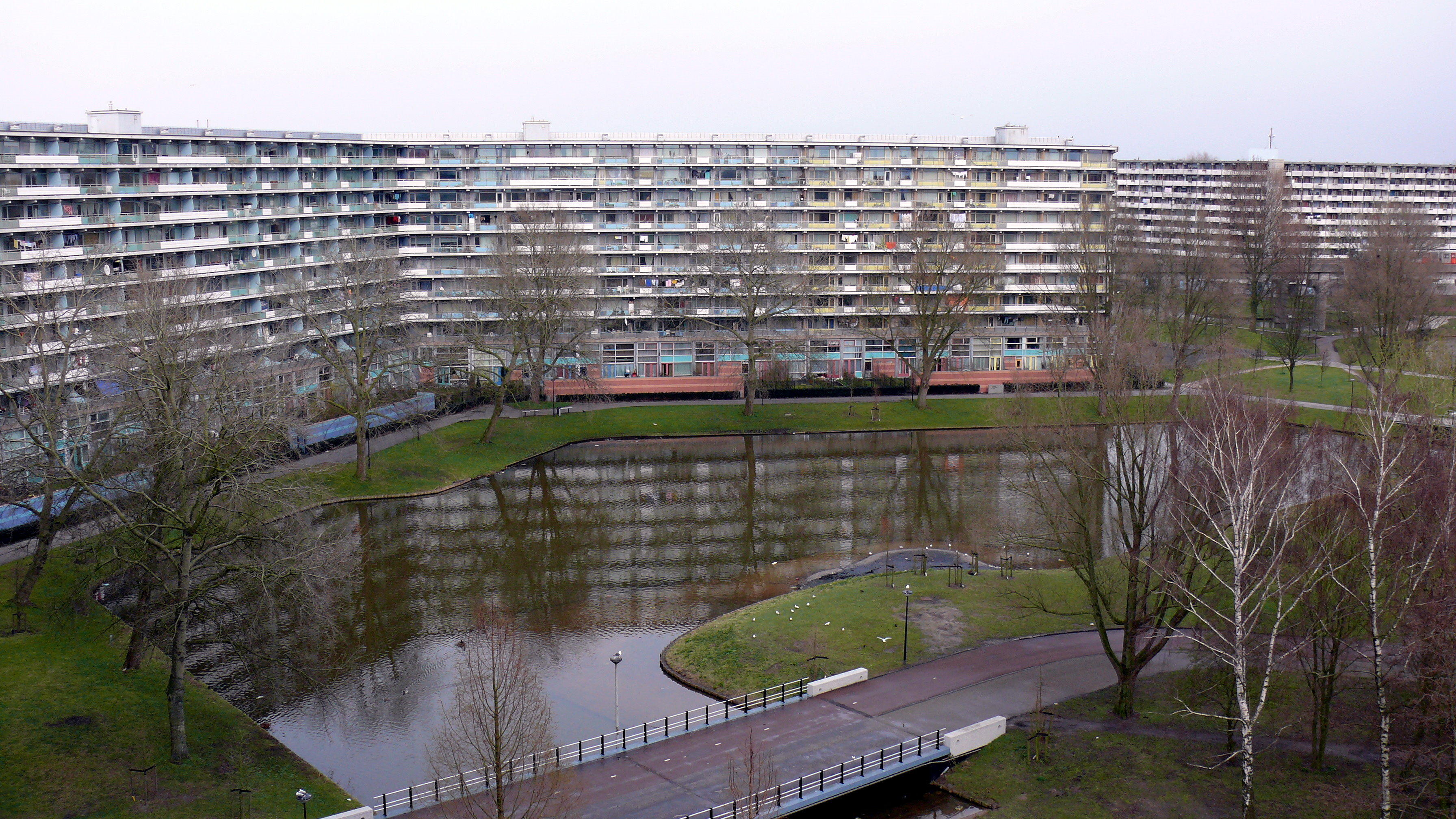
Dům ve čtvrti Bijlmer

Obnova po druhé světové válce vyžadovala mnoho pracovních sil. Hospodářská situace se v 50. letech vyvíjela velmi příznivě a chyběli pracovníci na místech vyžadujících nízkou kvalifikaci. Poté, co Nizozemská východní Indie vyhlásila nezávislost, přišlo během 40. a 50. let 20. století do Amsterdamu mnoho tamějších obyvatel. Do Nizozemska a dalších západoevropských zemí přicházeli hostující dělníci (tzv. gastarbeitři) na základě mezivládních dohod. První dohoda byla uzavřena s Itálií v roce 1960, následovaly dohody se Španělskem, Portugalskem, Řeckem, Jugoslávií, Tureckem a Marokem. Za hostujícími dělníky přicházely jejich rodiny. Další vlna imigrantů byla ze zemí východního bloku, hlavně z Maďarska a Polska. V 90. letech západní Evropa (včetně Nizozemska) přijímala uprchlíky ze Somálska, zemí bývalé Jugoslávie, Íránu nebo Iráku. V roce 1998 bylo Nizozemsko po Švýcarsku zemí s nejvyšším počtem uprchlíků v poměru k populaci země.
Během 70. a 80. let vláda podporovala suburbanizaci, mnoho původních obyvatel Amsterdamu přestěhovalo do okolních měst, jako například Almere nebo Purmerend. V uvolněných nemovitostech se usídlili mladí lidé nebo právě imigranti. Lidé neevropského původu dnes tvoří přibližně pětinu obyvatel Amsterdamu, mezi dětmi podíl dosahuje až 30 %. Etničtí Nizozemci nyní tvoří méně než polovinu obyvatel. Pouze každé třetí dítě mladší 15 let má oba rodiče nizozemského původu. Etnická segregace je jasně viditelná, cizinci se soustřeďují v některých čtvrtích, zejména v Nieuw-West, Zeeburg, Bijlmer a části Amsterdam-Noord.
| Obyvatelstvo Amsterdamu     | Obyvatelstvo Amsterdamu | Obyvatelstvo Amsterdamu | Obyvatelstvo Amsterdamu | Obyvatelstvo Amsterdamu | Obyvatelstvo Amsterdamu | Obyvatelstvo Amsterdamu | Obyvatelstvo Amsterdamu | Obyvatelstvo Amsterdamu | Obyvatelstvo Amsterdamu | Obyvatelstvo Amsterdamu | Obyvatelstvo Amsterdamu | Obyvatelstvo Amsterdamu |
| Etnický původ               | 1996                    | 1996                    | 2000                    | 2000                    | 2005                    | 2005                    | 2010                    | 2010                    | 2015                    | 2015                    | 2020                    | 2020                    |
| Etnický původ               | Počet                   | %                       | Počet                   | %                       | Počet                   | %                       | Počet                   | %                       | Počet                   | %                       | Počet                   | %                       |
| --------------------------- | ----------------------- | ----------------------- | ----------------------- | ----------------------- | ----------------------- | ----------------------- | ----------------------- | ----------------------- | ----------------------- | ----------------------- | ----------------------- | ----------------------- |
|                             |                         |                         |                         |                         |                         |                         |                         |                         |                         |                         |                         |                         |
| Nizozemci                   | 419,863                 | 58.5%                   | 406,727                 | 55.6%                   | 384,155                 | 51.7%                   | 384,480                 | 50%                     | 402,105                 | 48.9%                   | 387,775                 | 44.43%                  |
| Migranti západního původu   | 94,955                  | 13.2%                   | 97 232                  | 13.3%                   | 104,452                 | 14.1%                   | 114,730                 | 14.9%                   | 134,524                 | 16.4%                   | 170 164                 | 19.5%                   |
| Migranti nezápadního původu | 203,301                 | 28.3%                   | 227 329                 | 31.1%                   | 254,176                 | 34.2%                   | 268,247                 | 35%                     | 285,123                 | 34.7%                   | 314,818                 | 36.07%                  |
| Maroko                      |                         |                         |                         |                         |                         |                         |                         |                         |                         |                         | 77,210                  | 8.85%                   |
| Surinam                     |                         |                         |                         |                         |                         |                         |                         |                         |                         |                         | 64,218                  | 7.36%                   |
| Turecko                     |                         |                         |                         |                         |                         |                         |                         |                         |                         |                         | 44,465                  | 5.09%                   |
| Indonésie                   |                         |                         |                         |                         |                         |                         |                         |                         |                         |                         | 24,075                  | 2.76%                   |
| Nizozemské Antily a Aruba   |                         |                         |                         |                         |                         |                         |                         |                         |                         |                         | 12,174                  | 1.39%                   |
| Celkem                      | 718,119                 | 100%                    | 731 288                 | 100%                    | 742 783                 | 100%                    | 767 457                 | 100%                    | 821 752                 | 100%                    | 872,757                 | 100%                    |

### Náboženství

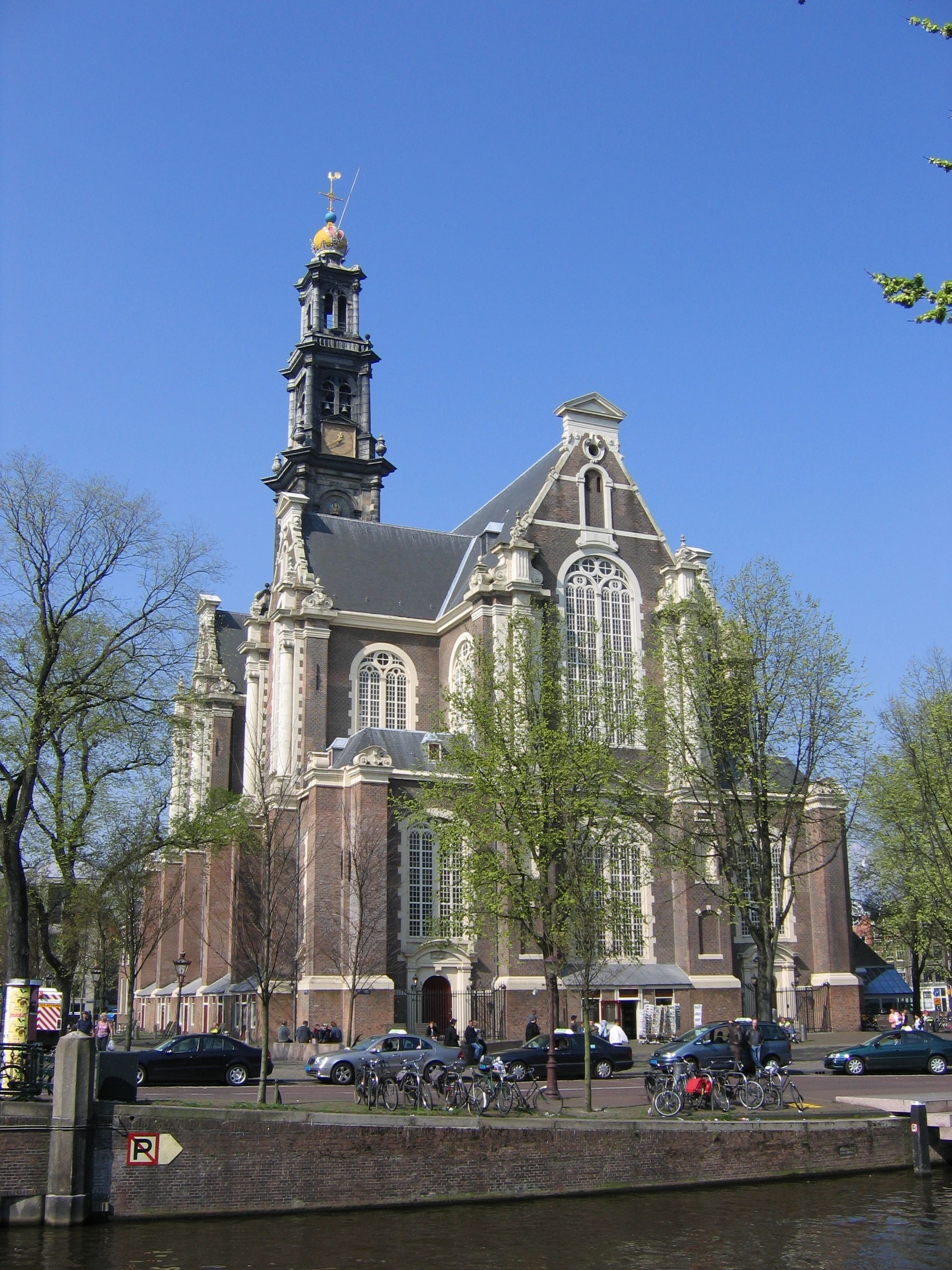
Westerkerk

V roce 2015 tvořili většinu nevěřící, dohromady 62,2 %, křesťané celkem 29 %, z čehož 13,3 procentního bodu tvořili katolíci, 9,8 procentního bodu protestanté a zbytek ostatní křesťané. muslimů bylo 7,1 %, hinduistů 1,1 %, buddhistů 1 % a židů 0,7 %.
V roce 1578 se převážně katolický Amsterdam připojil ke vzpouře proti španělské nadvládě později než jiná města. Všechny kostely byly převedeny na protestantské. Za hlavní náboženství byl prohlášen kalvinismus. Katolická hierarchie byla sice zakázána, ale kněží mohli sloužit. V 17. století přišlo do města mnoho cizinců mnoha náboženství, například sefardští Židé nebo hugenoti. V roce 1603 dostali Židé povolení k provozování náboženství ve městě. V roce 1639 byla vysvěcena první synagoga.
Jiné křesťanské církve začaly využívat přestavěné katolické svatostánky k provádění svých vlastních bohoslužeb. Kalvinisté a hugenoti se brzy integrovali do nizozemské reformované církve. Katolické kostely v Amsterdamu byly znovu budovány po obnovení katolické hierarchie v roce 1853.
Ve druhé polovině 17. století zažil Amsterdam příliv aškenázských Židů ze střední a východní Evropy. Ti často prchali před pogromy. První uprchli před Chmelnického povstáním a třicetiletou válkou. Aškenázští Židé měli silný vliv na amsterdamský dialekt smícháním s jejich jazykem jidiš. Většina Židů bydlela ve východní části města. Budovy této čtvrti po druhé světové válce chátraly a velká část z nich byla zbořena při výstavbě metra.
Teprve ve 20. století byl vztah ke katolicismu normalizován, ale biskupství bylo umístěn do Haarlemu.
Historicky byl Amsterdam převážně křesťanský, v roce 1900 tvořili křesťané největší náboženskou skupinu ve městě (70 % obyvatel), věřící nizozemské reformované církve tvořili 45 % městské populace, zatímco katolíci tvořili jen 25 % městské populace. Imigrace náboženské složení změnila, vzrostl například podíl muslimů. Velká komunita ghanských přistěhovalců si založila africké kostely, často v garážích v oblasti Bijlmer.

## Správa

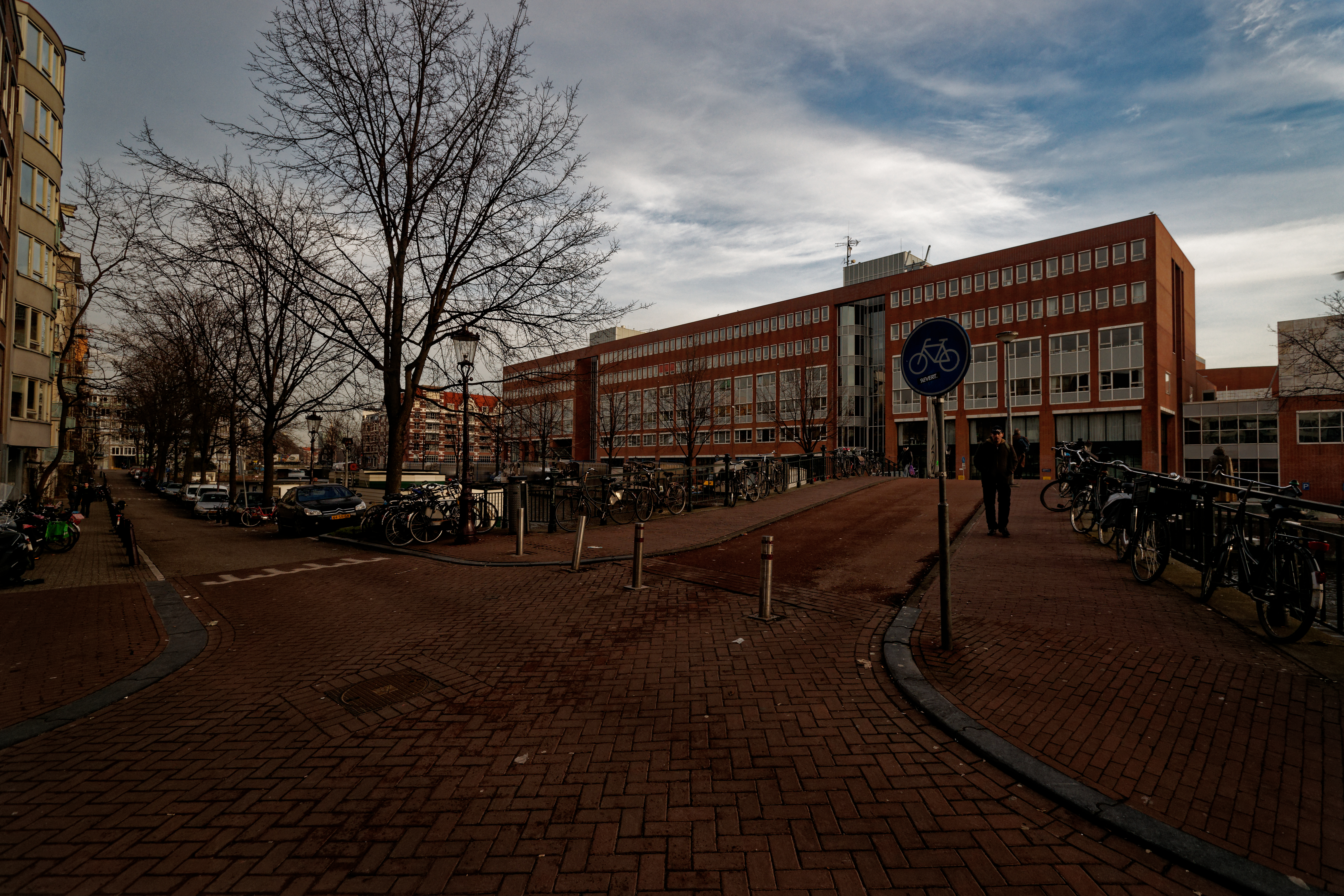
Dnešní budova radnice

### Místní správa
Jako všechny nizozemské obce je Amsterdam řízen zastupitelstvem (gemeenteraad), které volí a odvolává radu (college van burgemeester en wethouders) a starostu (burgemeester). Starosta je také členem rady, ale má také individuální odpovědnost za udržování veřejného pořádku. Dne 27. června 2018 byla na šestileté funkční období jmenována Femke Halsema jako první žena v této funkci. Vedle starosty se městská rada skládá z osmi členů (wethouderů). Zastupitelstvo má 45 členů.
Dne 18. září 2017 v otevřeném dopise oznámil starosta Eberhard van der Laan občanům, že Kajsa Ollongren se s okamžitou platností ujímá úřadu starosty Amsterdamu. Rezignoval kvůli konečnému stádiu rakoviny plic. Zemřel o 17 dní později.

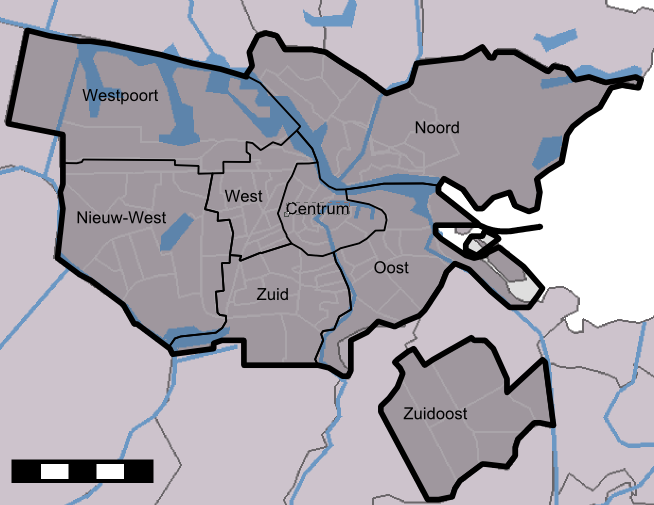
Obvody Amsterdamu

### Administrativní dělení
Na rozdíl od většiny ostatních nizozemských obcí je Amsterdam rozdělen na osm obvodů (stadsdelen) a městské oblasti Weesp. Tento systém byl postupně implementován v 80. letech 20. století s cílem zlepšit místní správu. Městské části jsou zodpovědné za mnoho oblastí, které dříve zajišťoval magistrát. V roce 2010 bylo obvodů patnáct. Čtrnáct z nich mělo svou vlastní radu volenou ve volbách. Patnáctý obvod, Westpoort, který zahrnuje přístav je kvůli nízkému počtu obyvatel řízen přímo magistrátem. Běžné obecní záležitosti jsou řešeny na úrovní obvodů, jen záležitosti týkající se celého města, jako jsou velké infrastrukturní projekty, jsou v kompetenci magistrátu.
V roce 2010 došlo k restrukturalizaci obvodů, kdy se jejich počet snížil na osm: Amsterdam-Centrum, Amsterdam-Noord ze čtvrtí severně od jezera IJ, Amsterdam-Oost na východě, Amsterdam-Zuid na jihu, Amsterdam-West na západě, Amsterdam Nieuw-West dál na západě, Amsterdam-Zuidoost na jihovýchodě a Westpoort pokrývající přístav.

### Partnerská města
Amsterdam uzavřel partnerství s následujícími městy. Kromě nich nizozemská metropole spolupracuje ještě s Tel Avivem. V roce 2014 došlo k ukončení partnerství s Budapeští a Rigou. Hlavními tématy spolupráce jsou vodní hospodářství, inovace, umění a kultura, ekonomika a udržitelné plánování.
| - Athény, Řecko - Berlín, Německo - Bombaj, Indie - Boston, Spojené státy americké - Brusel, Belgie - Casablanca, Maroko - Gíza, Egypt - Hanoj, Vietnam - Istanbul, Turecko - Káhira, Egypt - Kišiněv, Moldavsko - Laraš, Maroko | - Londýn, Spojené království - New York, Spojené státy americké - Paříž, Francie - Peking, Čína - San Francisco, Spojené státy americké - São Paulo, Brazílie - Soul, Jižní Korea - Smyrna, Turecko - Stockholm, Švédsko - Šen-čen, Čína - Tanger, Maroko - Tokio, Japonsko |

### Hlavní město

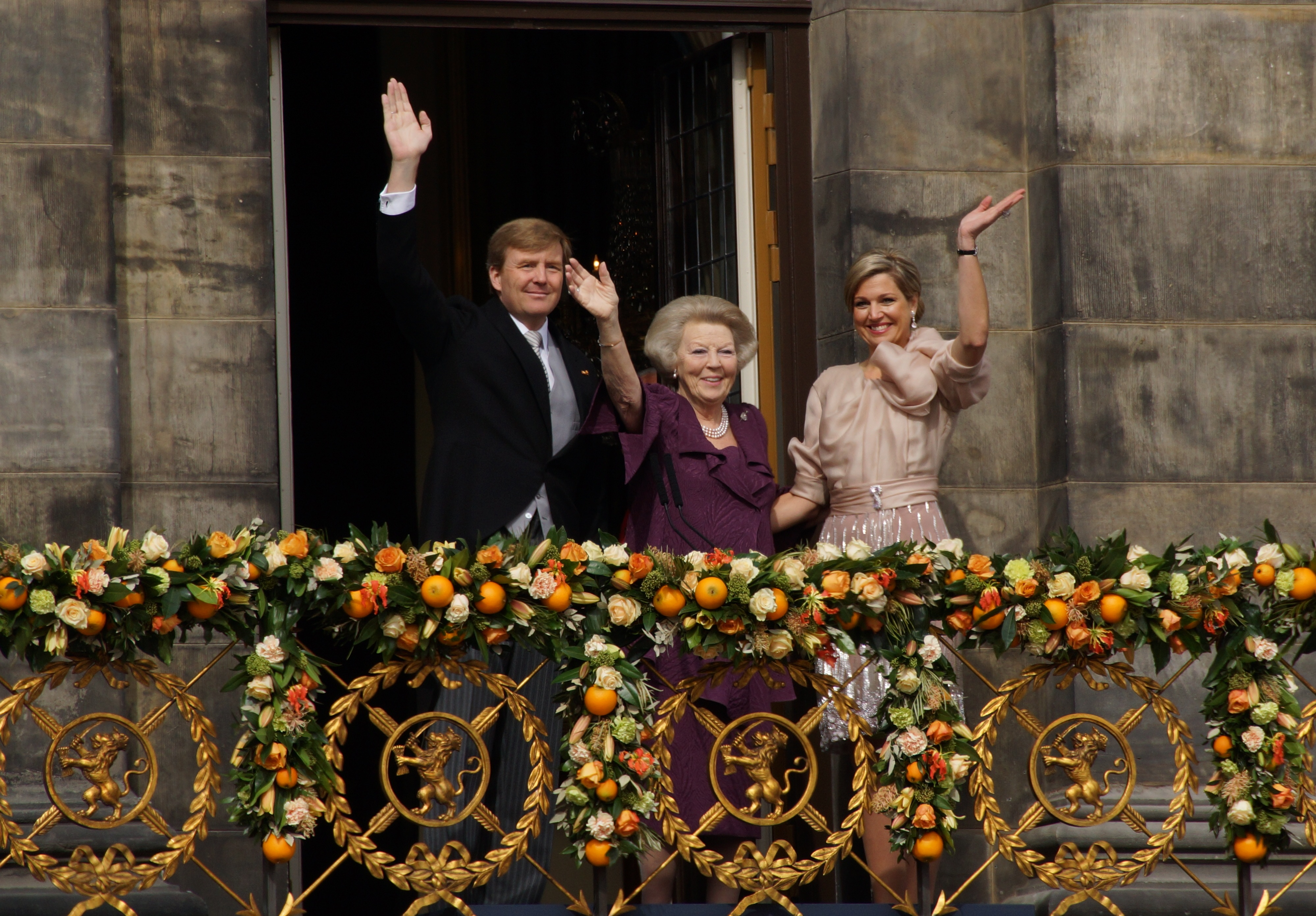
Královská rodina po korunovaci Viléma-Alexandra v roce 2013

Podle ústavy je Amsterdam hlavním městem Nizozemska. Od úprav ústavy v roce 1983 ústava v kapitole 2, článku 32 zmiňuje, že složení královské přísahy a jeho korunovace se konají v hlavním městě Amsterdamu. Předchozí verze ústavy označovaly jen jako město. Pro královskou investituru se proto Generální stavy Nizozemska (parlament) scházejí na slavnostním společném zasedání Sněmovny reprezentantů a Senátu v Amsterdamu. Ceremonie se odehrává na náměstí Dam před Královským palácem, v němž bývalý panovník abdikuje. Běžně však parlament zasedá v Haagu, kde historicky sídlí nizozemská vláda i nizozemský nejvyšší soud. V Haagu sídlí také zahraniční velvyslanectví.

### Znak města
Znak města Amsterdamu se skládá ze tří ondřejských křížů uspořádaných svisle, ale na vlajce jsou otočeny o 90°. Historikové věří, že tyto kříže reprezentují tři hlavní nebezpečí, které sužovaly město: povodně, oheň a mor. Oficiálním mottem města je Heldhaftig, Vastberaden, Barmhartig („Stateční, odhodlaní, milosrdní“). Toto motto je zobrazeno i ve znaku města a bylo zavedeno královnou Vilemínou v roce 1947 jako reflexe na hrdinství občanů města během druhé světové války.

### Kriminalita
V celosvětovém měřítku je Amsterdam bezpečné město stejně jako celé Nizozemsko. Podle žebříčku sestaveného konzultační společností Mercer je však Amsterdam nejméně bezpečným městem v celém státě. V roce 2012 zaznamenala policie okolo 84 tisíc podnětů, oproti předešlému roku toto číslo narostlo.
Většinu stížností představují krádeže, okolo 60 %. Nejčastěji se kradou jízdní kola a mopedy, dále také motorová vozidla. Nárůst byl zaznamenán i v počtu kapesních krádeží.
Počínaje rokem 2012 narostl počet vražd spáchaných příslušníky mafie pocházející z Maroka většinou jsou spojovány s pašeráky kokainu. Podle deníku The Guardian je město s nejvyšším počtem cílených vražd v západní Evropě.
Boj s kriminalitou je dlouhodobým cílem vedení města. Město se chce zaměřit na konkrétní čtvrti a typy kriminality, jako je prostituce, obchod s lidmi, diskriminace a domácí násilí.

## Ekonomika

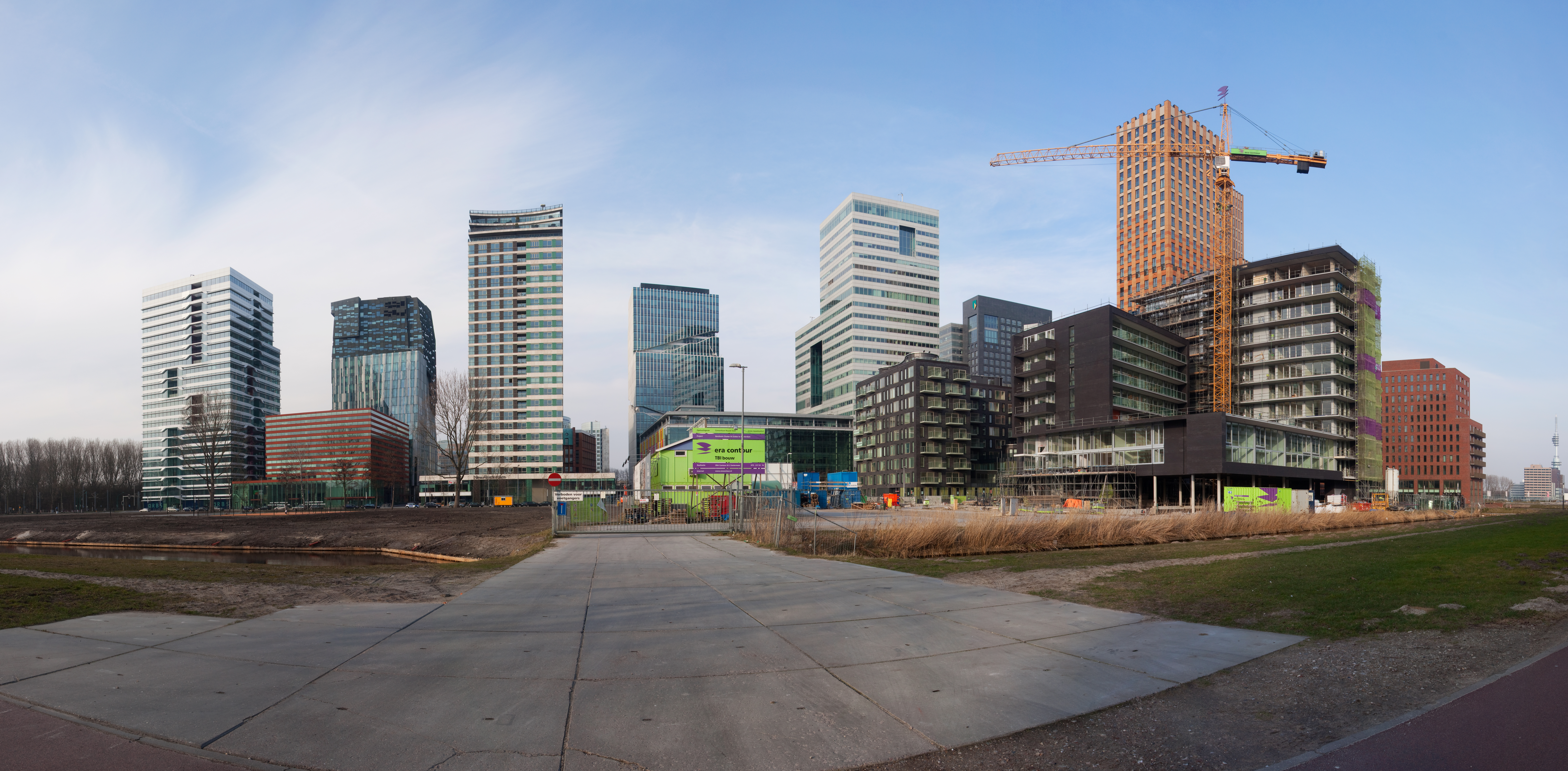
Finanční čtvrť Zuidas

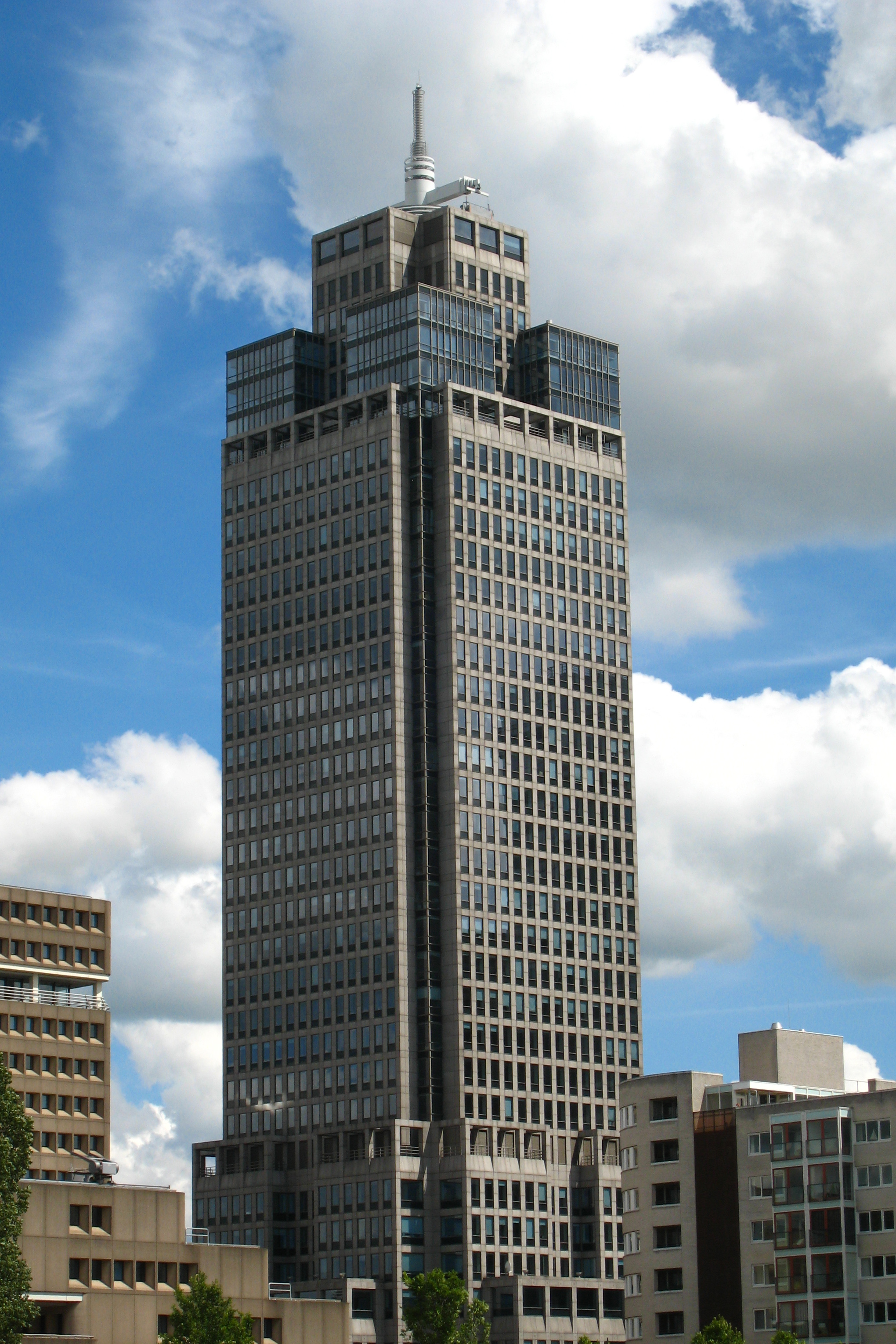
Rembrandt Tower

Amsterdam je finančním a obchodním centrem Nizozemska. Podle průzkumu European Cities Monitor (ECM) z roku 2007, který provádí globální konzultační společnost Cushman & Wakefield, je páté nejlepší evropské město pro mezinárodní podnikání. Lépe dopadly jen Londýn, Paříž, Frankfurt nad Mohanem a Barcelona.
Amsterdamská burza (AEX), která je nyní součástí Euronext, je nejstarší burzou na světě a díky brexitu předstihla London Stock Exchange a je nyní největší v Evropě. Sídlí nedaleko náměstí Dam v centru města.
Finančním a právním centrem města se stala oblast Zuidas (Jižní osa), sídlí zde největších právnických firem v zemi a několika dceřiných společností velkých poradenských firem, jako je Boston Consulting Group, Accenture či World Trade Center (Amsterdam).
Ve městě jsou i tři další menší finanční čtvrti. U železniční stanice Amsterdam Sloterdijk sídlí noviny De Telegraaf, společnost Deloitte a nizozemské daňové úřady. V obvodu Amsterdam-Zuidoost sídlí ING Group. U železniční stanice Amstel v obvodu Amsterdam-Oost na východ od centra stojí nejvyšší budova Amsterdamu, Rembrandt Tower.
V přilehlé obci Amstelveen se nachází globální sídlo KPMG International. Jiné nenizozemské společnosti mají pobočky v obcích okolo Amsterdamu, neboť mohou sídlit na vlastním pozemku, kdežto v Amsterdamu musí platit nájem.
Značný počet ústředí velkých korporací a bank se nachází v oblasti Amsterdamu, jedná se například o AkzoNobel, Heineken, ING Group, ABN AMRO, TomTom, Delta Lloyd Group, Booking.com a Philips.

### Přístav

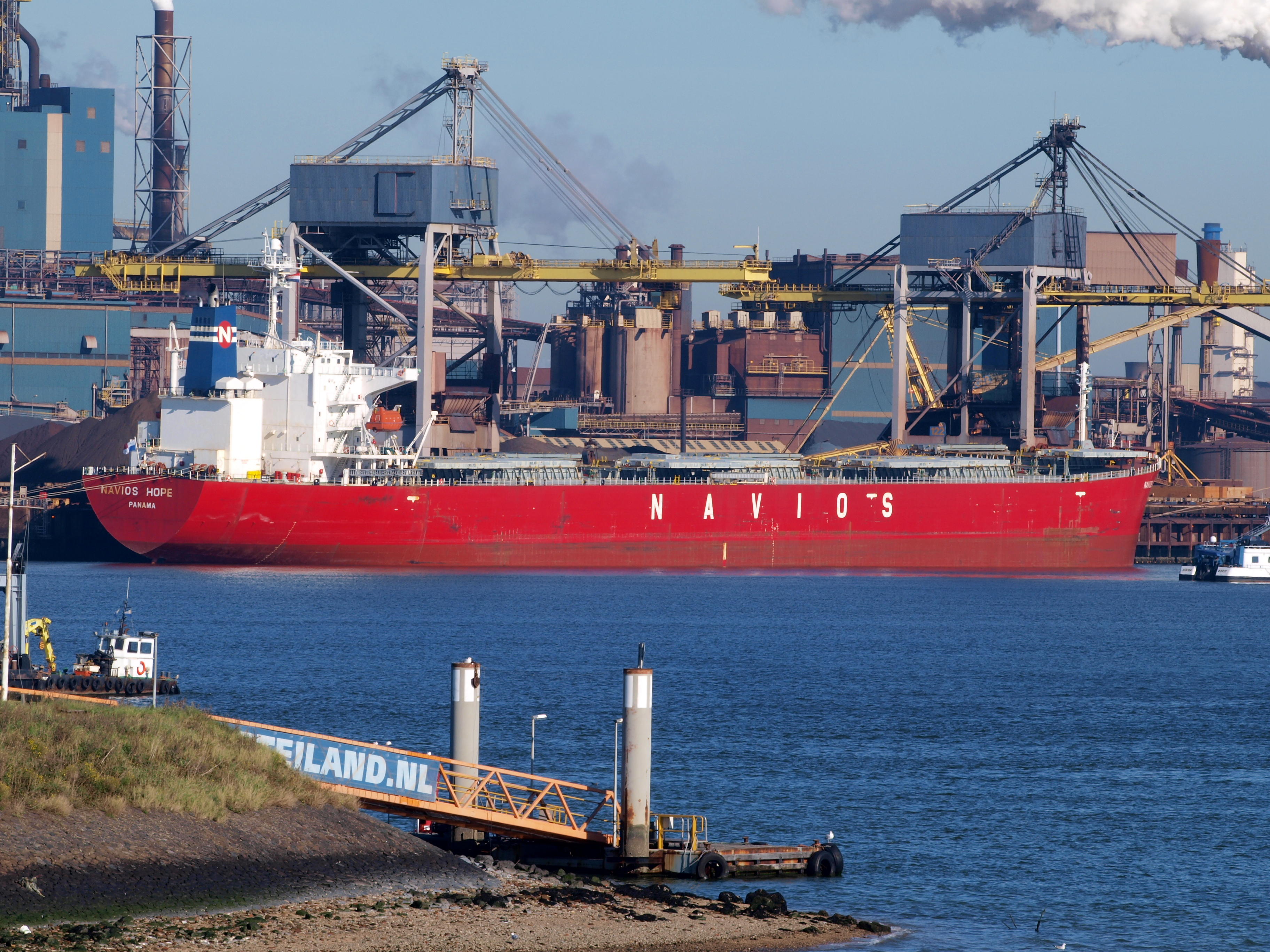
Pohled na přístav

Amsterdamský přístav je čtvrtý největší přístav v Evropě podle přepravených tun nákladu, 38. největší na světě a druhý největší přístav v Nizozemsku, kde drží rekord Rotterdam.
Přístav v Amsterdamu byl poprvé zmíněn v roce 1342, kdy město získalo městská práva. V nizozemském zlatém věku byl přístav jedním z hlavních přístavů Nizozemské východoindické společnosti.
Severoholandský kanál, který spojuje Amsterdam s Den Helder, byl vyhlouben v letech 1819 až 1824. Severomořský kanál, který spojuje Amsterdam s IJmuiden, byl vyhlouben v letech 1865 až 1876.
V roce 2008 využilo amsterdamský přístav 6 029 námořních plavidel s přepravní kapacitou 75,8 milionů tun, z nichž většinu tvořil hromadný náklad. Ve stejném roce byl celkový objem kontejnerů 435 129 twenty-foot equivalent unit. Ve srovnání s rokem 2007 se zvýšil jak počet plavidel, tak objem odbavené přepravy hromadného nákladu a kontejnerů.
V roce 2008 činily celkové příjmy 125,3 milionů eur a zisk 45,0 milionů eur. Jedná se o nepatrný pokles ve srovnání s příjmy v roce 2007.
Celkem přístav zahrnuje 620 hektarů vodních cest a 1 995 hektarů půdy včetně přístavních pozemků, nábřeží, silnic, železničních tratí, příkopů a zeleně.

### Média
Amsterdam je významným centrem národních a mezinárodních médií. Mezi ně patří například největší nizozemský deník De Telegraaaf či deníky Het Parool, Trouw, de Volkskrant nebo NRC. Každý týden je vydáván De Groene Amsterdammer. Známé jsou i bezplatné noviny Metro a anglicky psané The Holland Times.
Město je též sídlem druhé největší nizozemské komerční televizní skupiny SBS Broadcasting Group, ta zahrnuje stanice SBS 6, Net 5 a Veronica. Amsterdam však není považován za hlavní město nizozemských médii. Tak je totiž označován mnohem menší Hilversum, který se nachází 30 kilometrů jihovýchodně. To je sídlem mnoha důležitých médií, proto je někdy označováno jako mediastad.
V Hilversumu sídlí například Radio Netherlands Worldwide, které vysílá po celém světě prostřednictvím krátkých vln již od 20. let 20. století. Ve městě také je rozsáhlý komplex rozhlasových a televizních studií, které patří veřejnoprávní vysílací společnosti NOS. Sídlí zde všechna veřejnoprávní média a též mnoho komerčních.

### Cestovní ruch

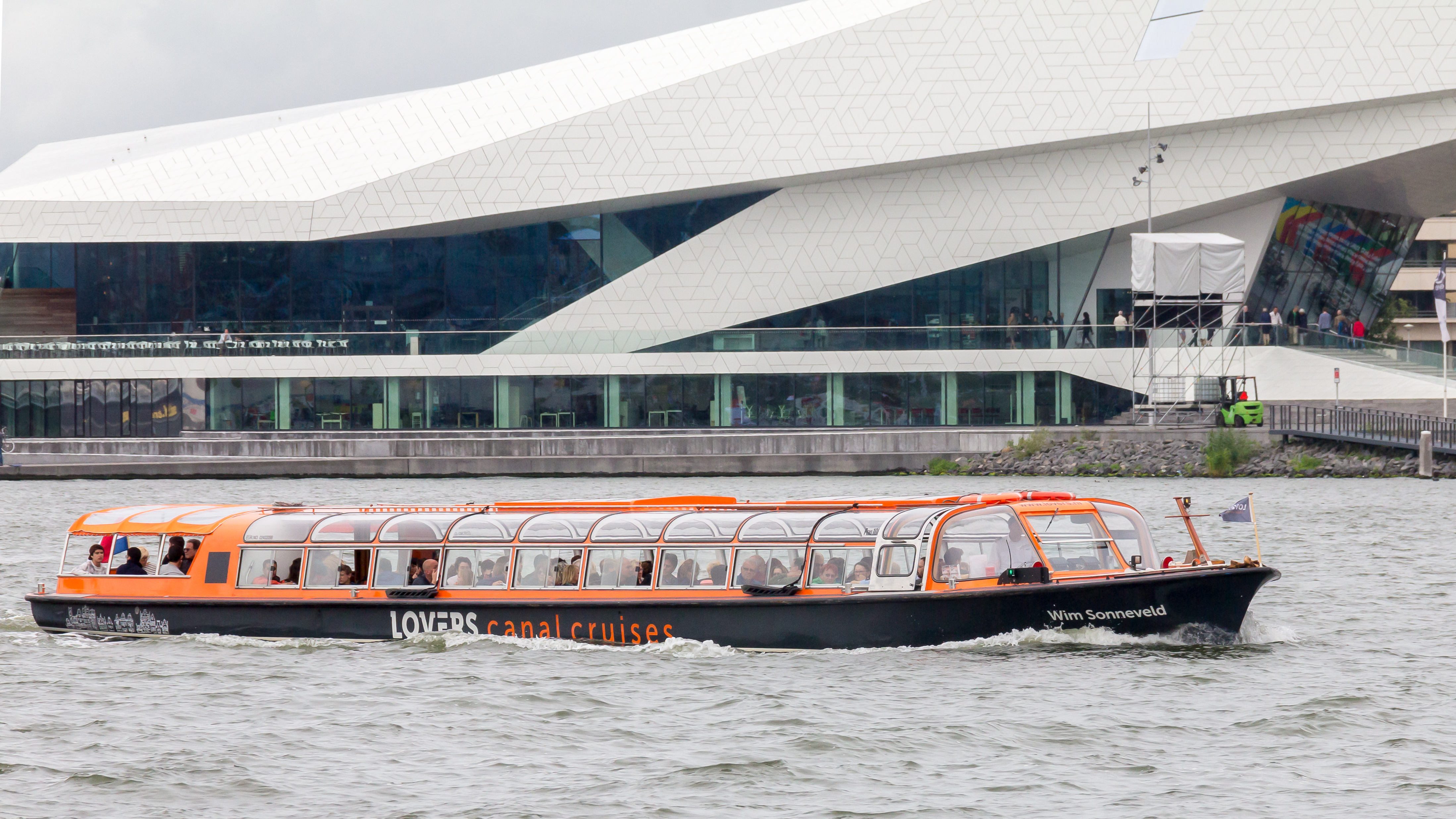
Vyhlídková loď v Amsterdamu

Amsterdam je jednou z nejoblíbenějších turistických destinací v Evropě, ročně jej navštíví více než 5,34 milionů mezinárodních návštěvníků. Toto číslo nezahrnuje 16 milionů výletníků, kteří ve městě stráví jen jeden den. Počet návštěvníků v posledním desetiletí neustále rostl, nejvyšší nárůst byl zaznamenán u evropských cestovatelů. Dvě třetiny hotelů se nacházejí v centru města. Hotely se 4 nebo 5 hvězdičkami disponují 42 % z celkového počtu lůžek a z celkového počtu nocí se podílejí ze 41 %. Míra obsazenosti pokojů v roce 2017 dosahovala 85 % oproti 78 % v roce 2006. Většina turistů, asi 74 %, pochází z Evropy. Nejvíce mimoevropských návštěvníků pochází ze Spojených států amerických, a to 14 % z celkového počtu. Některé roky jsou propagovány konkrétním tématem, které má přilákat další turisty. Například rok 2006 byl označen jako Rembrandt 400 na oslavu 400. výročí narození malíře Rembrandta van Rijna. Některé hotely během těchto akcí nabízejí speciální akce nebo aktivity. Průměrný roční počet hostů ubytovaných v amsterdamských kempech se pohybuje od 12 tisíc do 65 tisíc.

#### Čtvrť červených luceren

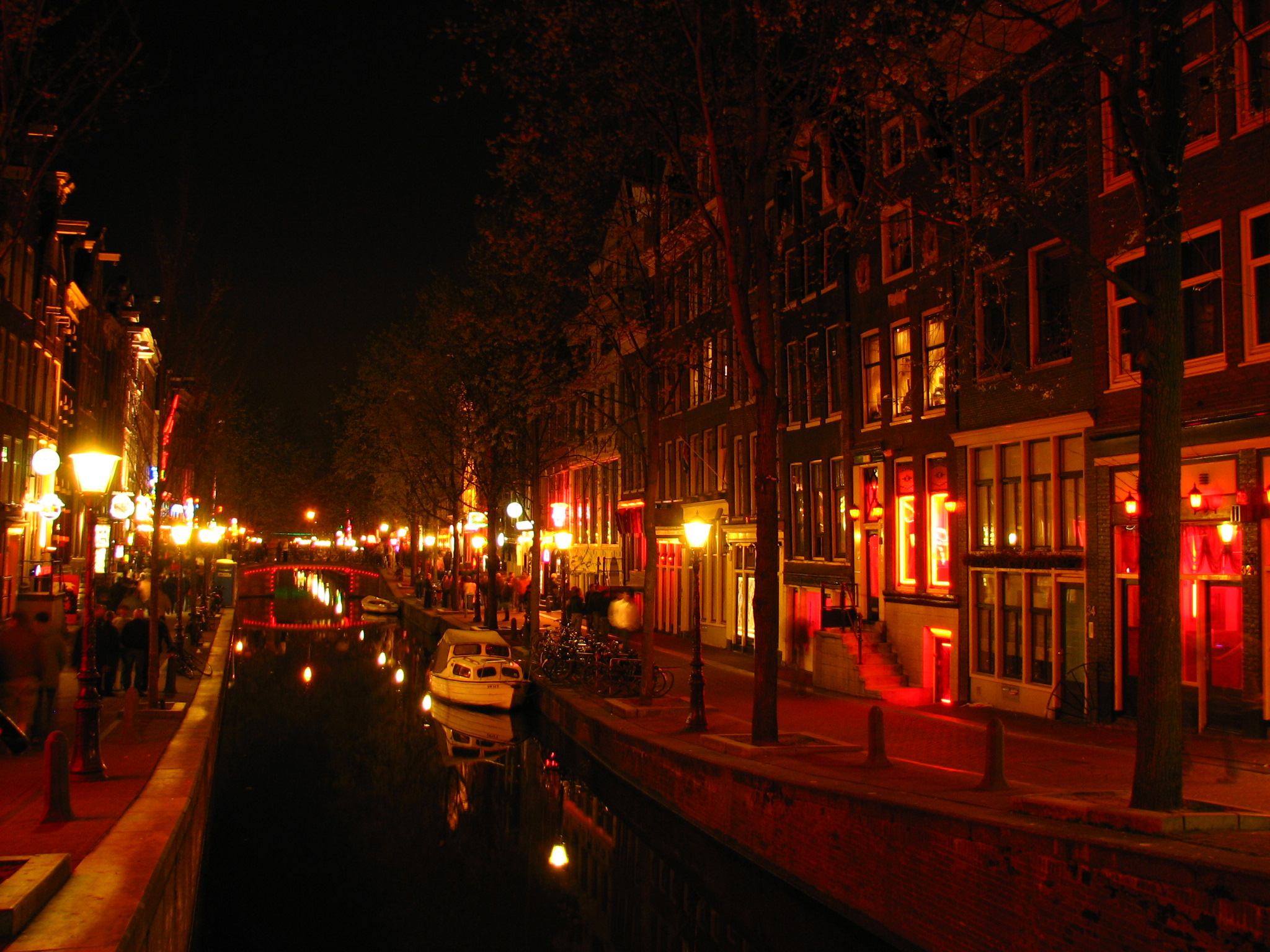
De Wallen – čtvrť červených luceren

De Wallen je největší a nejznámější čtvrť červených luceren v Amsterdamu. Tato čtvrť se stala známou atrakcí pro turisty. Zahrnuje síť kanálů, ulic a uliček, kde lze navštívit několik stovek malých jednopokojových bytů pronajatých prostitutkami, které se propagují za skleněným oknem nebo dveřmi, typicky jsou osvětlené červenými světly. V posledních letech se snaží magistrát snížit sexuální turistiku omezováním počtu těchto oken. V oblasti je i několik kaváren nabízejících konopí.

### Maloobchod
Obchody v Amsterdamu zahrnují velké luxusní obchodní domy, jako je De Bijenkorf založený v roce 1870, i malé specializované obchody. Ulice P.C. Hooftstraat a Cornelis Schuytstraat v blízkosti Vondelparku jsou známé pro mnoho luxusních obchodů. Důležitou obchodní zónou je i úzká středověká ulice Kalverstraat v samém srdci města. Mezi další nákupní oblasti patří Devět ulic (Negen Straatjes) a Haarlemmerstraat v oblasti Haarlemmerdijk. Devět ulic je oblast zahrnující devět úzkých uliček v Grachtengordelu, kde je nejvíce vodních kanálů ve městě. Tato oblast se od ostatních nákupních čtvrtí liší velkou rozmanitostí obchodů. Haarlemmerstraat byla zvolena nejlepší nákupní ulicí v Nizozemsku v roce 2011.
Ve městě se také nachází velké množství trhů na otevřeném prostranství, jako je Albert Cuyp Market, Westerstraat-markt, Ten Katemarkt a Dappermarkt. Některé z těchto trhů se konají denně, například Albert Cuypmarkt a Dappermarkt. Jiné, jako Westerstraatmarkt, se konají každý týden.

### Kvalita života
Podle společnosti Mercer a jejího žebříčku Quality of living city byl Amsterdam v roce 2019 jedenáctým nejlepším městem na světě pro život. O tuto pozici se dělil s australským městem Sydney. Tento žebříček ohodnotil 231 měst.
Kladné body utržila nizozemská metropole v oblasti ekonomiky, školství a vzdělávání. Hlavními důvody, proč se město neprobojovalo do první desítky, byly ztráty bodů v oblasti dopravy a rekreace.

## Doprava

### Silniční

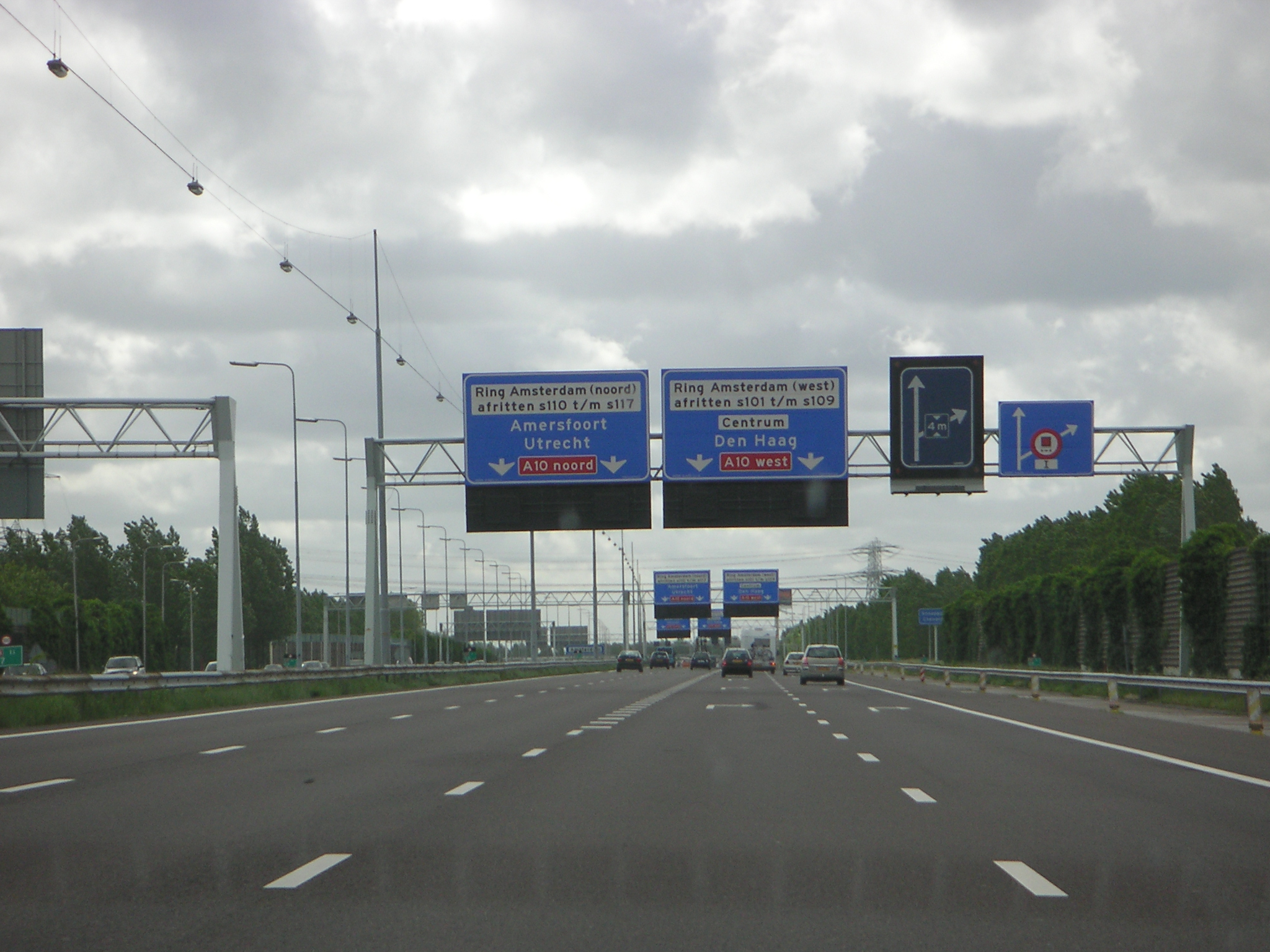
Dálnice A8 v Amsterdamu

Amsterdam byl po roce 1932 zamýšlen jako kilometr nula nizozemského dálničního systému. Ve městě měly podle plánu začínat dálnice očíslované čísly jedna až osm. Vypuknutí druhé světové války a změna priorit vedly k současné situaci, kdy podle původního plánu v Amsterdamu začínají pouze dálnice A1, A2 a A4. Plán výstavby A3 do Rotterdamu byl v roce 1970 zrušen za účelem zachování oblasti Groene Hart (Zelené srdce), což je oblast relativně řídce osídlená oblast u megalopole Randstad známá svým přírodním venkovským charakterem. Dálnice A8 vedoucí na sever do Zaandamu a okruh A10 byly otevřeny v letech 1968 až 1974. Tyto dálnice končí přímo ve městě nebo v jeho blízkosti:
- A1 do Německa přes Amersfoort, Apeldoorn a Enschede
- A2 do Francie přes Utrecht, Eindhoven, 's-Hertogenbosch a Maastricht
- A4 do Belgie přes Leiden, Den Haag a Rotterdam
- A5 jako západní obchvat metropole
- A6 na sever Nizozemska přes Almere a Lelystad
- A7 do Německa přes Hoorn, Sneek a Groningen
- A8 jako krátký úsek
- A9 do Alkmaaru přes Haarlem

Okruh A10 obklopující město spojuje samotné centrum Amsterdamu s nizozemskou sítí dálnic. Mimoúrovňové křižovatky A10 a městskými silnicemi, kterých je celkem 18, umožňují rychlé spojení. Tyto městské silnice jsou číslovány od S101 do S118. Jedná se o běžné regionální silnice bez úrovňového oddělení a někdy i bez středového pásu. Na většině z nich mohou cyklisté využít speciálně vyhrazené jízdní pruhy. V Amsterdamu je i menší okruh samotného centra, ten je označen jako S100 Centrumring.
V centru města se nedoporučuje řídit automobil. Poplatky za parkování jsou vysoké a mnoho ulic je pro auta zcela uzavřeno nebo jsou jen jednosměrné. Magistrát sponzoruje iniciativy poskytující sdílení aut a spolujízdu, jako jsou Autodelen nebo Meerijden.nu. Městská samospráva také začala s odstraňováním parkovacích míst ve městě, cílem je odstranit 10 tisíc stání do roku 2025.

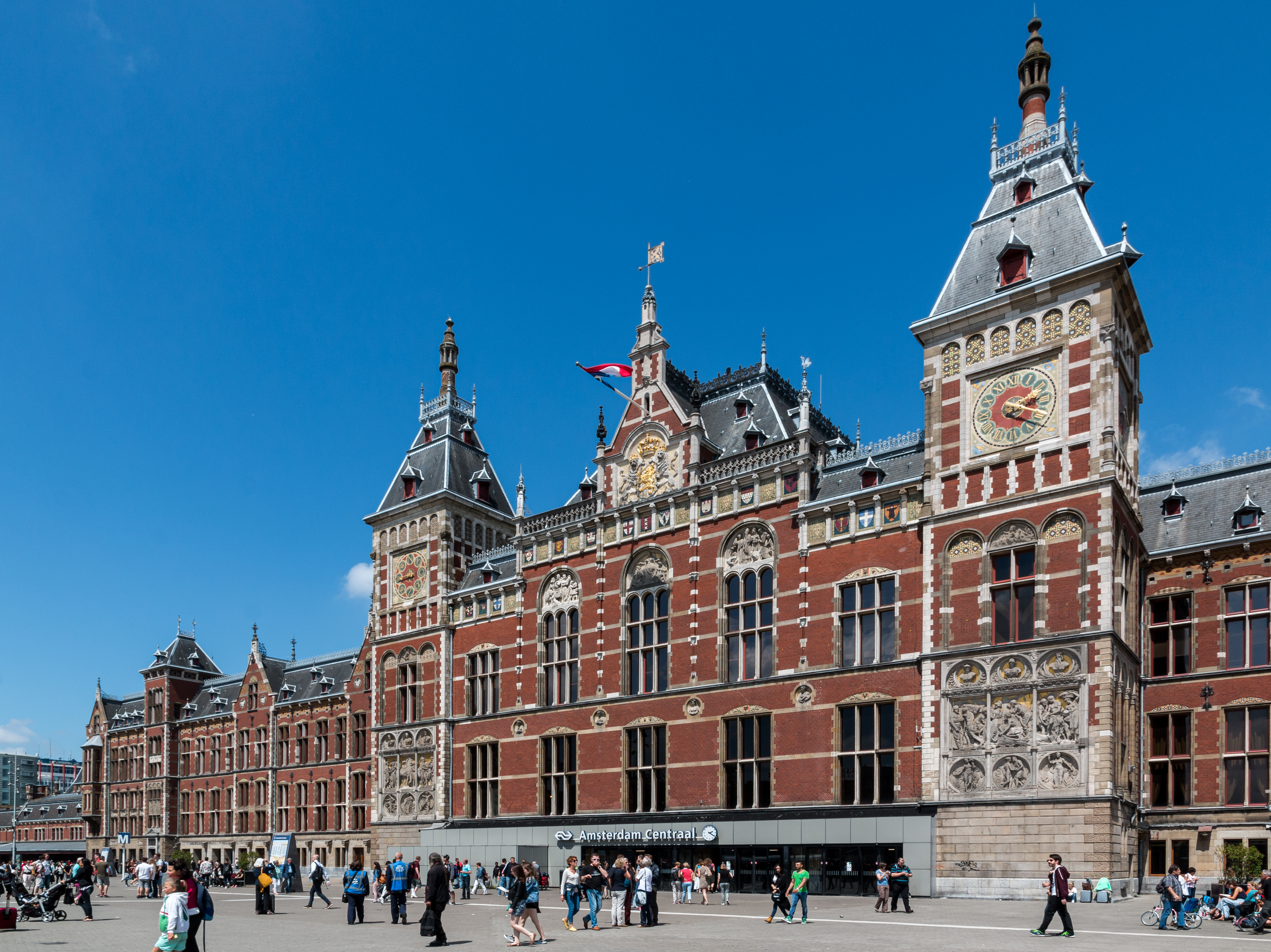
Hlavní nádraží Amsterdam Centraal

### Železniční
V Amsterdamu je deset železničních stanic obsluhovaných nizozemskými železnicemi (Nederlandse Spoorwegen). Pět z nich slouží pro meziměstskou i místní dopravu, jedná se o Sloterdijk, Zuid, Amstel, Bijlmer Arena a Amsterdam Centraal. Stanice jen pro místní dopravu jsou Lelylaan, RAI, Holendrecht, Muiderpoort a Science Park.
Amsterdam Centraal také slouží mezinárodní dopravě. Z nádraží jezdí pravidelné spoje do států jako je Německo, Rakousko, Švýcarsko, Česko, Slovensko, Belgie, Lucembursko, Francie, Itálie, Španělsko, Spojené království či Dánsko. Mezi tyto vlaky patří mezinárodní linky společností Nederlandse Spoorwegen, Eurostar (Amsterdam–Brusel–Londýn), Thalys (Amsterdam–Brusel–Paříž/Lille) a Intercity-Express provozované Deutsche Bahn (Amsterdam – Kolín nad Rýnem – Frankfurt nad Mohanem).
V Amsterdamu končí jediná vysokorychlostní trať v Nizozemsku Hsl–Zuid. Její délka dosahuje 125 kilometrů. Začíná na hlavním amsterdamském nádraží Amsterdam Centraal a vede přes letiště Amsterdam Schiphol přes Rotterdam na hranici s Belgií, kde se napojuje na trať HSL 4, která končí na hlavním nádraží v Antverpách. Spojení s městy Haag a Breda je zajištěno konvenční tratí.

### Letecká

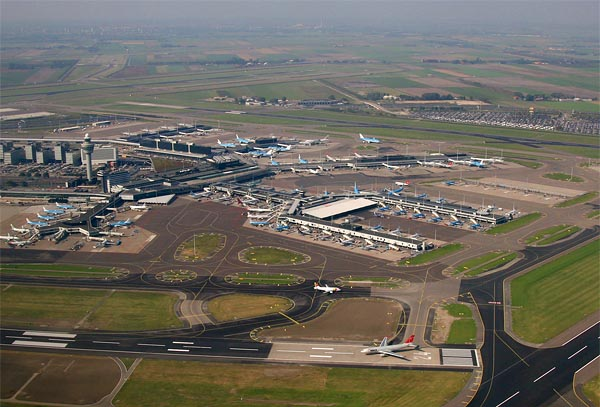
Letiště Amsterdam Schiphol

Letiště Amsterdam Schiphol, neformálně známé jen jako Schiphol je hlavním mezinárodním letištěm Nizozemska. Nachází se 9 kilometrů jihozápadně od Amsterdamu na území obce Haarlemmermeer v provincii Severní Holandsko. vlakem lze tuto vzdálenost překonat za 20 minut.
S téměř 72 miliony cestujících v roce 2019 bylo druhým nejrušnějším letištěm v Evropě z hlediska počtu odbavených cestujících. V témže roce bylo letiště čtvrté v Evropě co do hmotnosti odbaveného nákladu. Letiště se rozkládá na ploše o rozloze 2 787 hektarů. Je na něm jen jeden letištní terminál, který je ale rozdělen na tři odletové haly.
Schiphol je domovským letištěm pro společnosti KLM, její regionální pobočku KLM Cityhopper, Corendon Dutch Airlines, Martinair, Transavia a TUI fly Netherlands. Letiště také slouží také jako základna pro EasyJet.
Schiphol byl otevřen 16. září 1916 jako vojenská letecká základna. Po konci první světové války začal být využíván i civilně, ale postupně vojenské účely zcela vymizely. V roce 1940 se na letišti nacházely čtyři asfaltové vzletové a přistávací dráhy. Ve stejném roce bylo dobyto Wehrmachtem a přejmenováno na Fliegerhorst Schiphol. Později bylo zničeno bombardováním, ale brzy po konci války bylo letiště znovuotevřeno. V roce 1949 bylo rozhodnuto, že Schiphol bude hlavním letištěm Nizozemska. V roce 2020 byl zvolen nejlepším letištěm v západní Evropě.

### Městská hromadná
Veřejná doprava v Amsterdamu se skládá ze sítě metra, tramvají, autobusů a přívozů. Ty většinou provozuje především společnost GVB (Gemeentelijk Vervoerbedrijf). Některé regionální a příměstské autobusy provozují i společnosti Connexxion či EBS. V současné době existuje 15 různých linek tramvaje a pět linek metra. Existují i soukromníky provozované vodní taxíky i sdílené lodě. Bezplatnou mapu veřejné dopravy lze například sehnat v kanceláři GVB na nádraží Amsterdam Centraal.
Během výstavby amsterdamského metra vedly plány na demolici celé bývalé židovské čtvrti poblíž náměstí Nieuwmarkt k silným protestům. Dekorace na stěnách dnešní stanice metra Nieuwmarkt jsou připomínkou těchto protestů. Metro bylo postaveno, ale plány na vybudování dálnice přes tuto čtvrť v centru byly zrušeny. 22. července 2018 byla otevřena nová severojižní linka 52.

#### Metro

Mapa metra v Amsterdamu

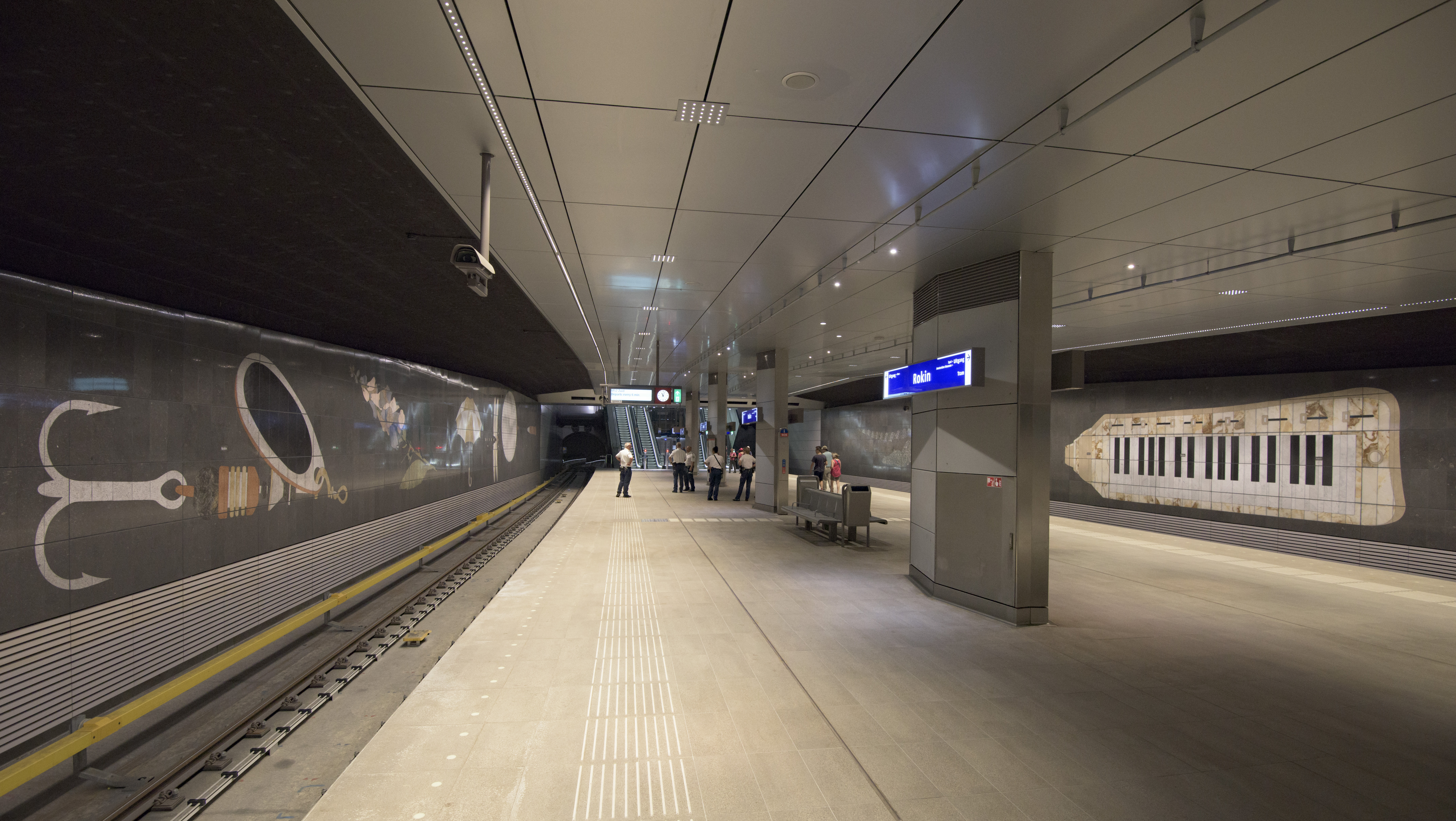
Stanice metra Rokin

Amsterdamské metro je jedním ze dvou systémů podzemních drah v Nizozemsku. Kromě samotného Amsterdamu vede i do okolních obcí Diemen a Ouder-Amstel. Do roku 2019 vedlo i do obce Amstelveen, ale tato trasa byla uzavřena a upravena na tramvajovou linku. Síť je ve vlastnictví města Amsterdam, provozuje ji městská společnost veřejné dopravy Gemeente Vervoerbedrijf (GVB).
Síť metra se skládá z pěti linek o celkové délce 42,7 kilometrů obsluhujících 39 stanic. Linky 53 a 54 spojují centrum a hlavní nádraží Amsterdam Centraal s předměstími Diemen, Duivendrecht a Amsterdam-Zuidoost na jihovýchodě. Linka 51 také začíná na hlavním nádraží a vede paralelně s linkami 53 a 54, ale dále se stáčí směrem na severozápad. Linka 50 je jediná, která nevede přes hlavní nádraží, spojuje právě severozápad a jihovýchod. Pátá trasa, linka 52, vede z obvodu Amsterdam-Noord na sever od řeky IJ do obvodu Amsterdam-Zuid na jihu. I tato linka vede přes hlavní nádraží. Do provozu byla uvedena 21. července 2018. Na rozdíl od ostatních linek vede převážně tunely a nesdílí koleje s žádnou jinou linkou.
První plány na podzemní dráhu v Amsterdamu pocházejí z 20. let 20. století. Magistrát v letech 1923 a 1929 vypracoval zprávy o možnosti stavby podzemní dráhy. Plány se však zastavily ve fázi úvah, což trvalo až do 50. let 20. století, kdy se v Amsterdamu znovu začalo o výstavbě metra diskutovat.
Poválečný populační boom a nárůst motorizované dopravy značně posunuly vnímání podzemní železniční dopravy v Amsterdamu. V roce 1960 komise jmenovaná městem doporučila zahájit stavbu metra. Zastupitelé a starosta Amsterdamu souhlasili se závěry komise. V dubnu 1963 započalo zkoumání technické proveditelnosti, plánování sítě tras a pořadí výstavby i studium nepříznivých dopadů výstavby.
V březnu 1968 starosta a rada Amsterdamu předložili návrh na výstavbu městskému zastupitelstvu, což bylo schváleno 16. května 1968, 38 hlasů bylo pro a 3 proti.  Podle původního plánu měly být vybudovány čtyři linky, které měly spojit celé město a nahradit mnoho tramvajových linek. Plány měly být dokončeny do konce 90. let.

#### Tramvaje

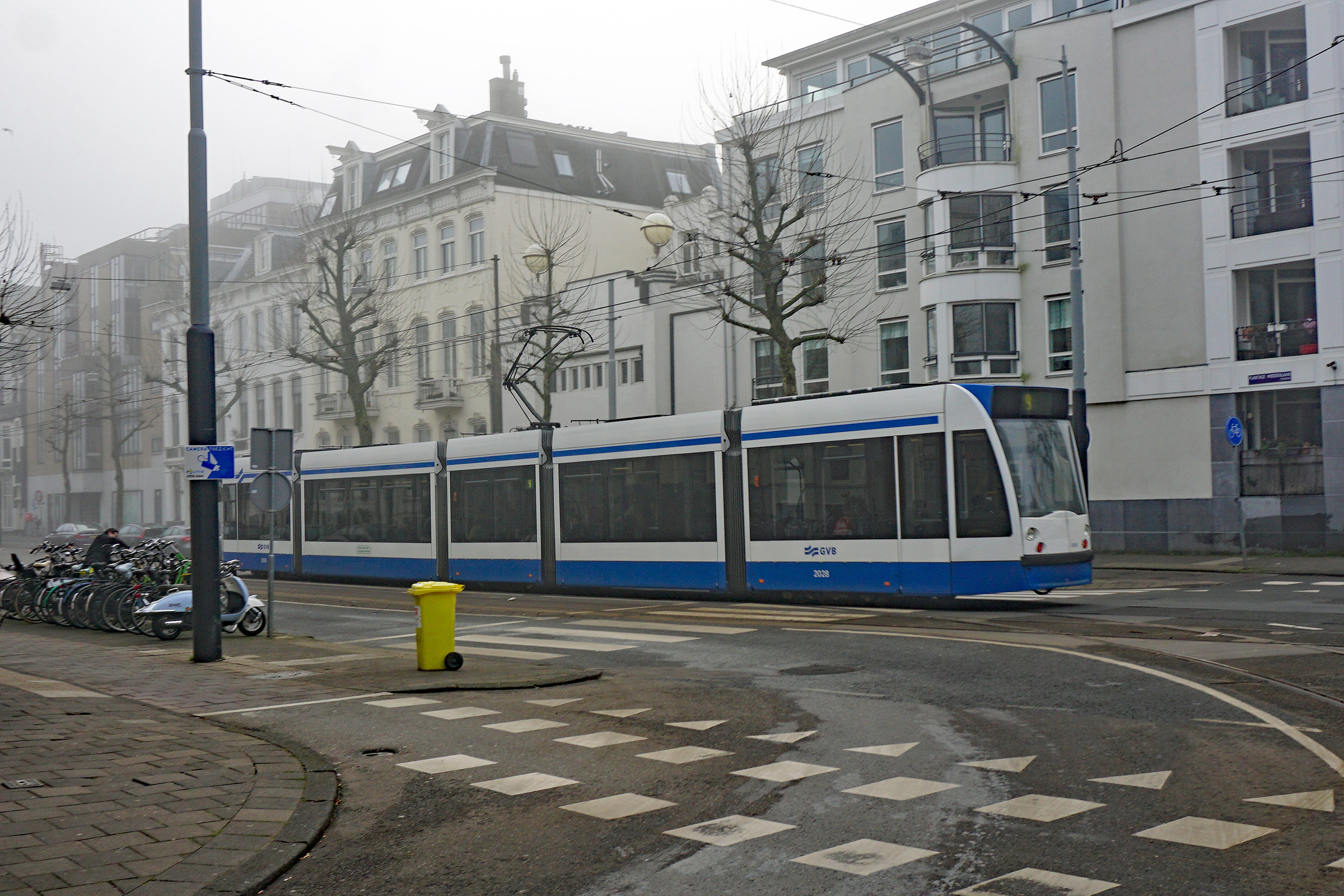
Tramvaj v Amsterdamu

Ve městě jezdí 15 tramvajových linek. Ty obsluhují všechny městské obvody kromě Amsterdam-Noord na sever od IJ. Některé linky jezdí i mimo Amsterdam, konkrétně do obcí Amstelveen a Diemen.
Vozový park se od dubna 2022 skládá z 227 souprav. Na linkách 5 a 25 jezdí obousměrné soupravy, neboť na jejich konečných nestojí tramvajové obratiště. Všechny ostatní linky je mají, tudíž mohou využívat jednosměrné tramvaje.
První koněspřežná dráha (tramvaj) byla ve městě otevřena 3. června 1875. Ke konci 19. století už tramvaje jezdily po většině Amsterdamu. K 1. lednu 1900 byla síť převzata městem a do roku 1906 byly všechny úseky až na jeden elektrifikovány. Největšího rozmachu dosáhla síť ve 30. letech 20. století. Po druhé světové válce byla obnovena, ale mnohé úseky byly zrušeny, protože autobusová doprava byla považována za výhodnější.
Zajímavostí je, že linky mají i svá barevná označení, aby je mohli rozlišit i ti, kteří nerozeznají čísla.

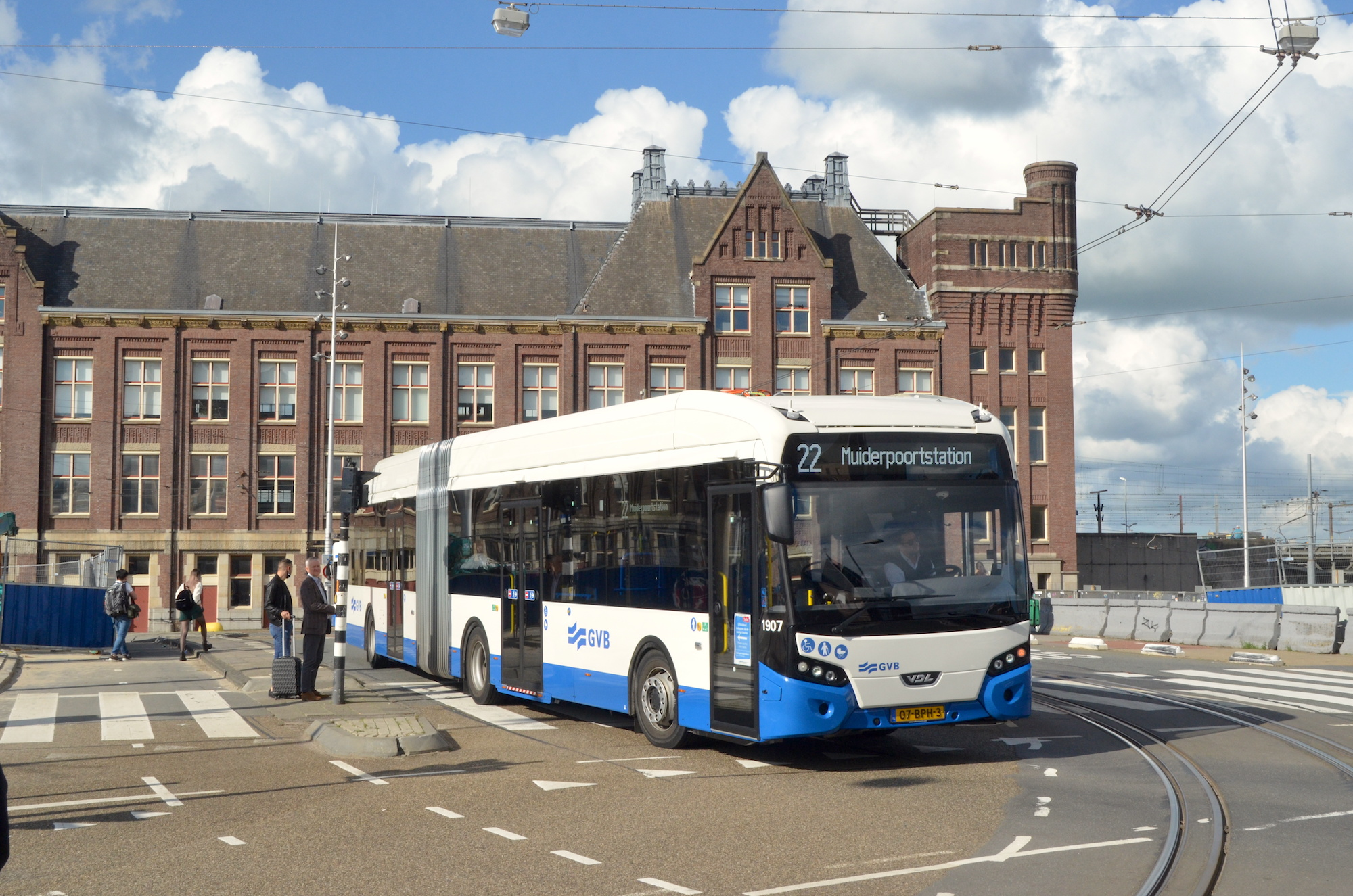
Elektrobus na lince 22

#### Autobusy
Společnost GVB také provozuje přes 30 autobusových linek. Do tohoto počtu nejsou započítány noční spoje ani dočasné linky nahrazující metro či tramvaje. Nočních linek je celkem 11.
K prvnímu neúspěšnému pokusu zavedení autobusové dopravy ve městě došlo v roce 1908. Úspěšné bylo město až v roce 1922. V 50. a 60. letech v souvislosti s výstavbou nových čtvrtí došlo k rozmachu sítě. Po otevření metra však došlo k jejímu zmenšení.
Některé oblasti města, zejména ty průmyslové, již nejsou dnes obsluhovány. Do části metropole jezdí také jen soukromé společnosti jako Connexxion, EBS či Keolis.
V roce 2018 disponovala společnost GVB 218 autobusy pro normální provoz. Vrcholu toto číslo dosáhlo v roce 1977, kdy firma vlastnila 419 autobusů.

### Cyklistika

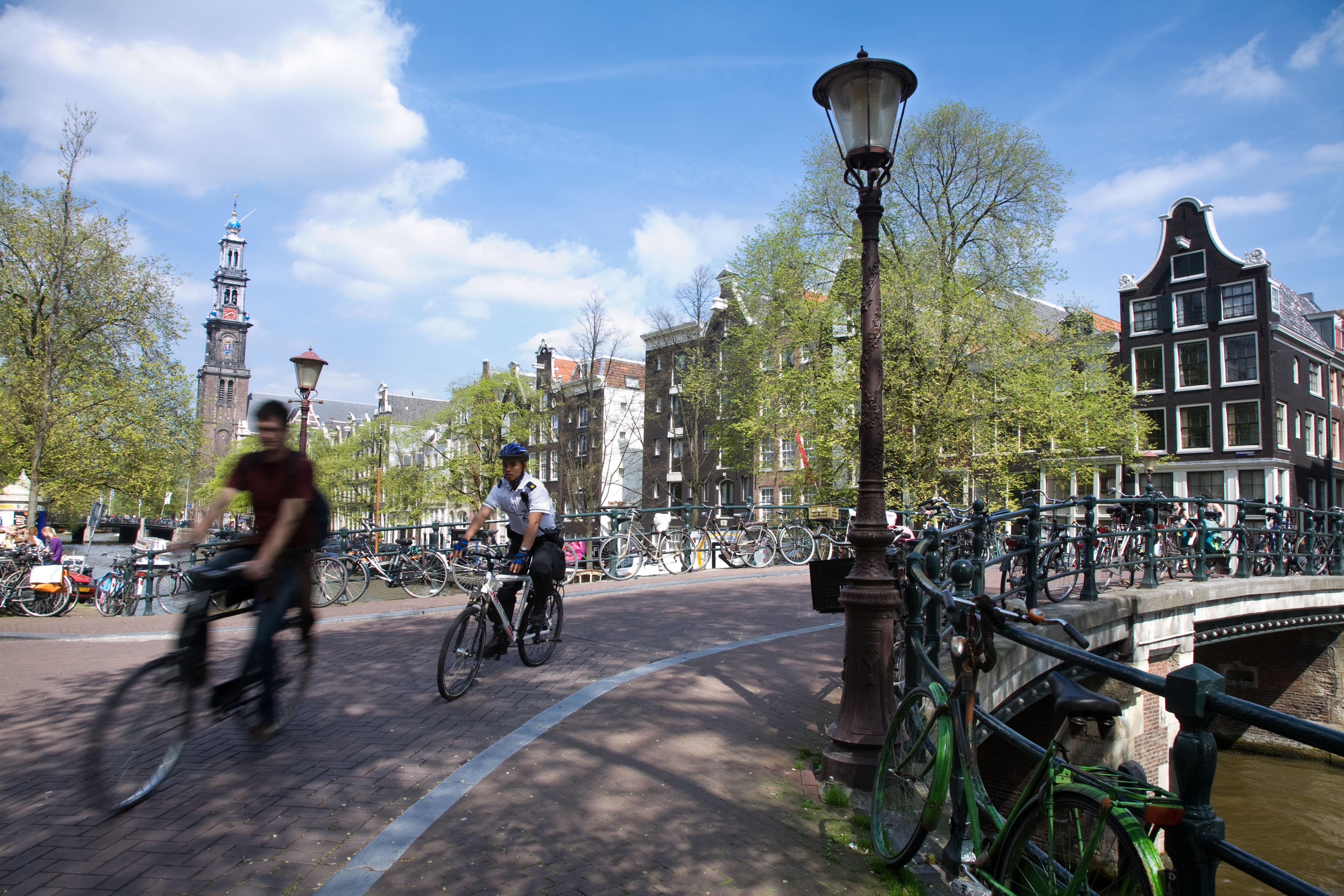
Cyklistika v Amsterdamu

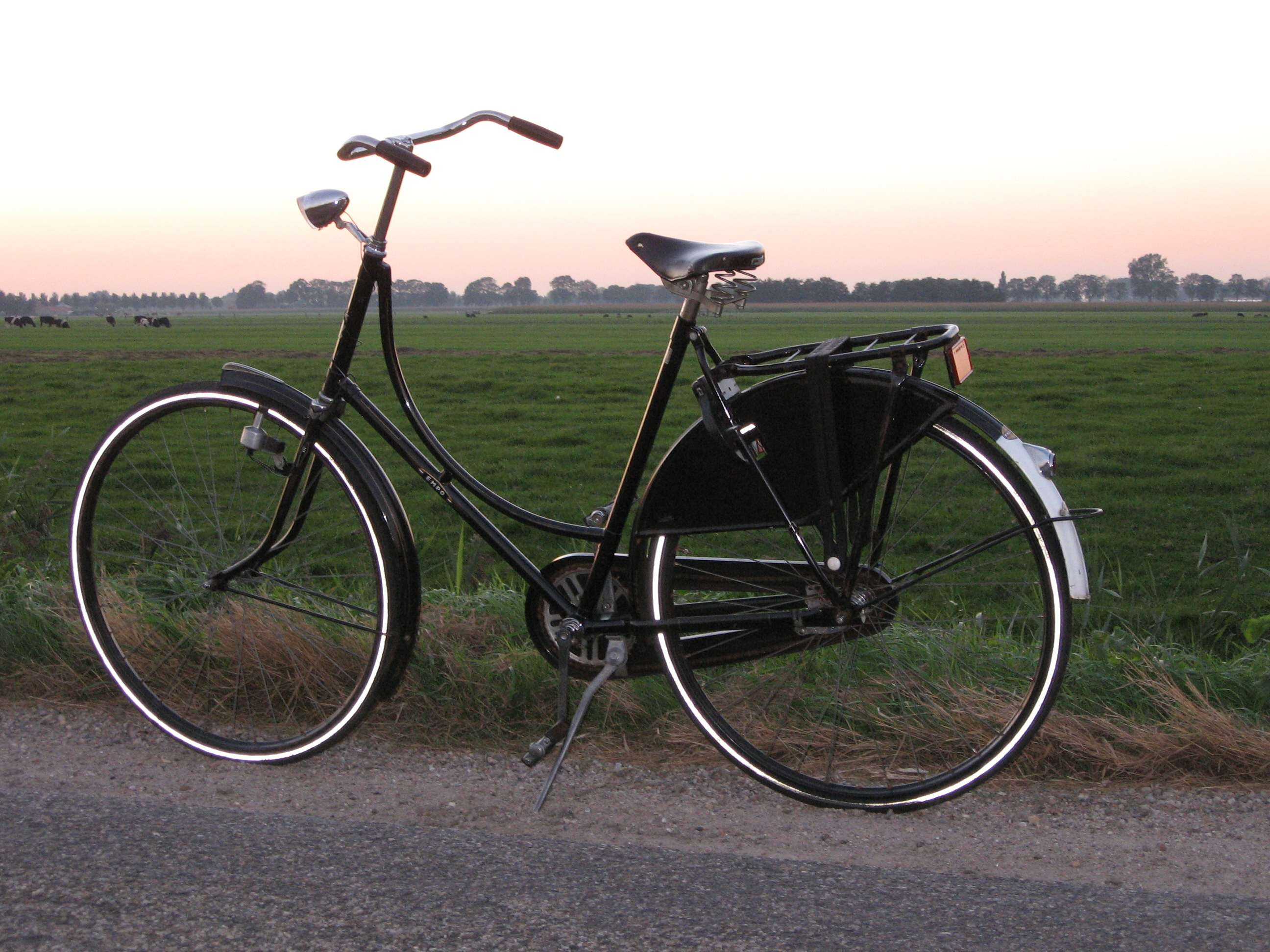
Jízdní kolo typu omafiet

Amsterdam je dobře známý jako jedno z měst nejvíce přátelských cyklistům, cyklistická infrastruktura je zde na velmi vysoké úrovni. Jízdní kola jsou pro svou rychlost a praktičnost používána jako dopravní prostředek všemi socioekonomickými skupinami.
Jak je v nizozemských městech běžné, Amsterdam má širokou síť cyklostezek, jízdních pruhů pro cyklisty, stojanů na kola i hlídaných parkovišť pro kola, které jsou k dispozici za poplatek. Podle údajů zveřejněných Ústředním statistickým úřadem (CBS) vlastnilo v roce 2015 442 693 domácností v Amsterdamu celkem 847 000 jízdních kol, což je 1,91 jízdního kola na domácnost a 0,99 na obyvatele.
Jízdní kola využívají všechny socioekonomické skupiny díky jejich pohodlí, malé rozloze města, 400 km cyklostezek, rovinatému terénu a nevýhodnosti jízd autem kvůli jednosměrným komunikacím i vysokým parkovacím poplatkům. Amsterdamské cyklostezky mají červený povrch, aby se odlišily jak od silnic, tak od chodníků.
Obyvatelé Amsterdamu používají mnoho druhů jízdních kol, včetně tradičního omafiet, což je spíše roadsterové kolo. Populární jsou silniční kola, horská kola i lehokola.
I mnoho turistů jezdí po Amsterdamu na kole. Ve městě se konají cyklistické výlety s průvodcem. Cyklistická doprava, celkově doprava obecně je relativně bezpečná, v roce 2007 došlo v Amsterdamu jen k 18 smrtím v důsledku dopravních nehod.
Cyklistická doprava se podílí na 32 % z celkového počtu cest po městě.
Rozšířené jsou i krádeže jízdních kol, v roce 2005 jich bylo ukradeno asi 54 tisíc. Každý rok je navíc z vodních kanálů vyzvednuto 12 000 až 15 000 jízdních kol.

## Infrastruktura

### Energetika

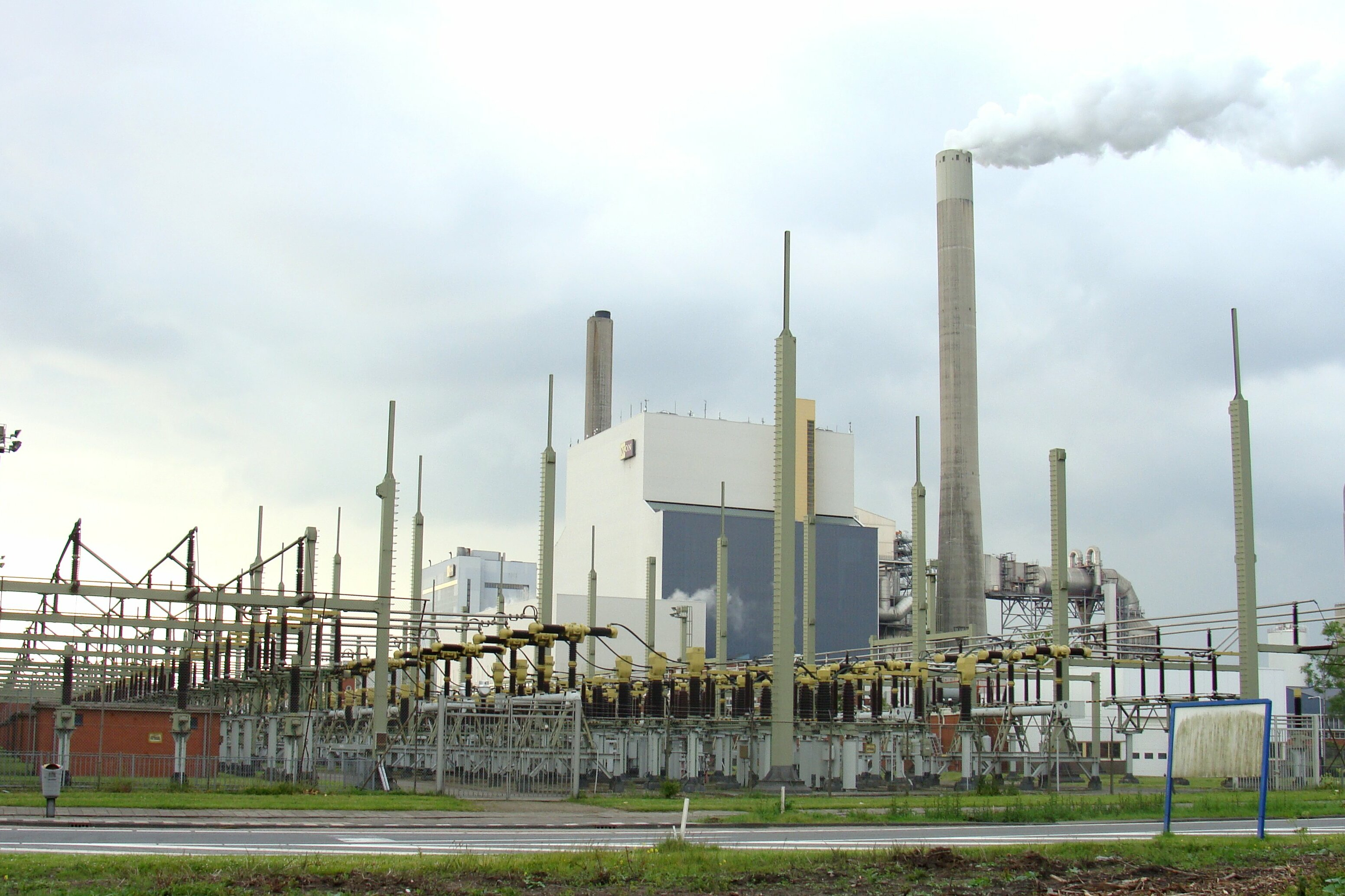
Původní elektrárna Hemweg

Nejvýznamnější elektrárnou v Amsterdamu je Hemweg 9, nachází v západních částech města v oblasti přístavu. Elektřina je zde vyráběna ze zemního plynu. Princip je založen na paroplynovém kombinovaném cyklu. Elektrárnu vlastní a provozuje Nuon, dceřiná společnost firmy Vattenfall.
Instalovaný výkon v současnosti dosahuje až 435 MW. Elektrárna byla uvedena do provozu v květnu 2012. Do roku 2019 fungoval ještě starší blok Hemweg 8, ale jeho provoz byl již ukončen. Výkon obou bloků dohromady dosahoval až 1065 MW. Současný blok Hemweg 9 byl postaven jako náhrada staré elektrárny Hemweg 7. Nový blok má vyšší účinnost a menším ekologické dopady. V budoucnu bude kromě elektřiny dodávat i teplo.
Amsterdam podporuje rozvoj obnovitelných zdrojů energií. Počet solárních panelů v Amsterdamu roste, mezi lety 2012 a 2019 rostl počet solárních panelů v Amsterdamu přibližně o 50 % ročně. Do roku 2030 je v plánu využít 50 % vhodné střešní plochy pro výrobu udržitelné energie a za pomocí solární energie vyrábět až 400 MW. Za tímto účelem se město zaměřuje především na velké střechy a solární panely instaluje například v lokalitách P+R parkovišť a podél stávající infrastruktury.
V témže roce 2030 chce město vyrábět celkem 127 MW ve větrných elektrárnách. Současná kapacita je 66 MW. Nové turbíny chce Amsterdam vybudovat především v oblasti přístavu a severních částech metropole.

### Zdravotnictví
Dvě velké nemocnice ve městě spolupracují s místními univerzitami. Academisch Medisch Centrum sídlí na jihovýchodě města. Vznikla v roce 1983 sloučením dvou starších nemocnic v centru města a výstavbou nové budovy. Tato nemocnice úzce spolupracuje s Amsterdamskou univerzitou. Nemocnice zajišťuje i leteckou záchrannou službu a disponuje jedním z nizozemských traumatologických týmů. Nabízí i očkování proti tropickým chorobám.
Nemocnice VUmc spolupracuje se Svobodnou univerzitou v Amsterdamu. Sídlí na jihu města u dálnice A10. Stejně jako Academisch Medisch Centrum zajišťuje leteckou záchrannou službu a nabízí traumatologický tým. Tato instituce zaujímá výsadní postavení v oblasti zdravotnického výzkumu v Nizozemsku, drží totiž první místo v počtu publikací.

## Vzdělávání

### Vysokoškolské vzdělávání

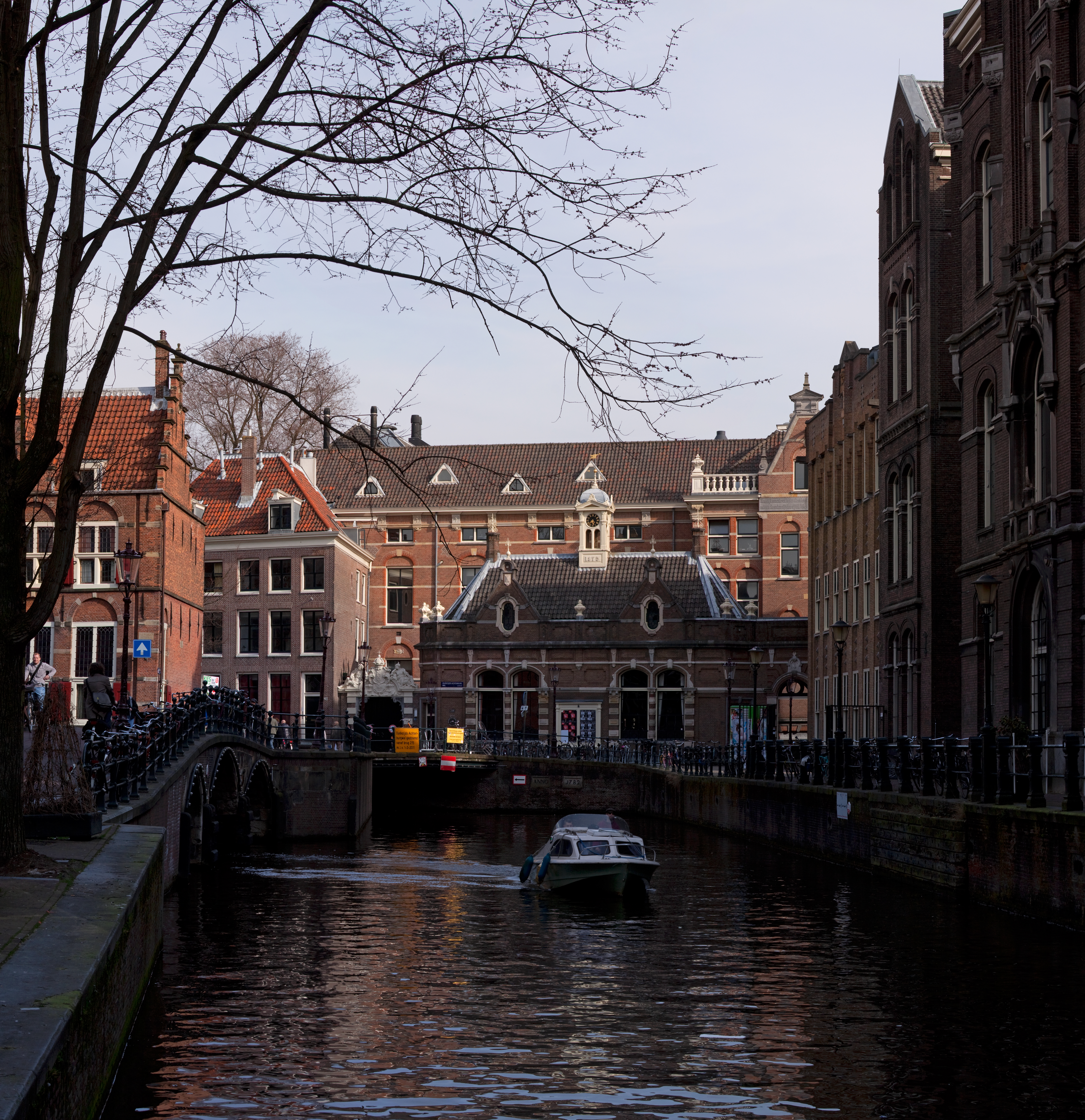
Budovy Amsterdamské univerzity

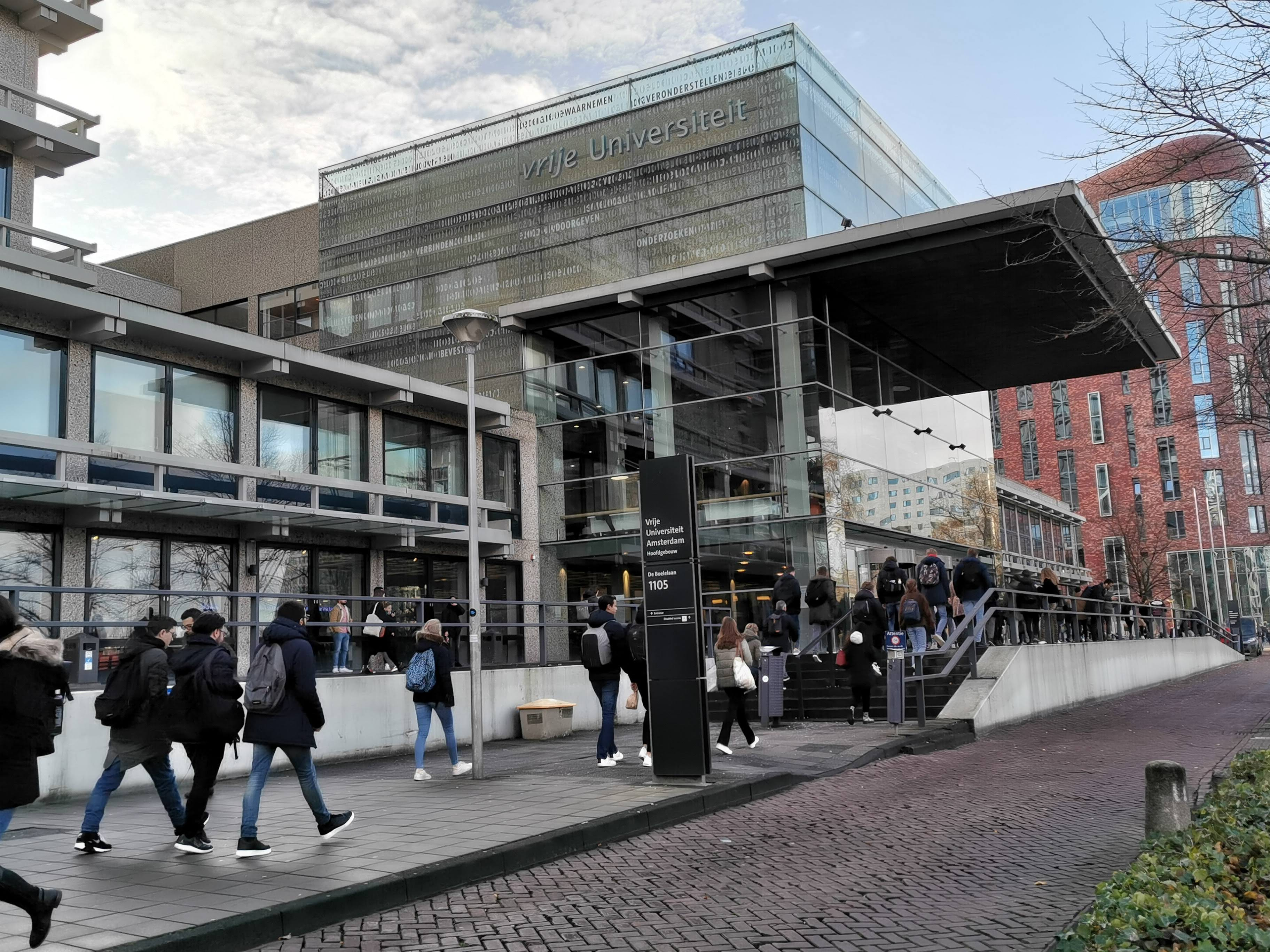
Svobodná univerzita v Amsterdamu

V Amsterdamu působí dvě univerzity, a to Amsterdamská univerzita a Svobodná univerzita v Amsterdamu. Mezi další vysokoškolské instituce patří umělecká Akademie Gerrita Rietvelda, Univerzita aplikovaných věd či Amsterdamská univerzita umění.
Mezinárodní institut sociálních dějin je jednou z největších světových dokumentárních a výzkumných institucí, je zaměřený zejména na dějiny dělnického socialistického hnutí.
Hortus Botanicus je jedna z nejstarších botanických zahrad na světě, založena byla již na počátku 17. století. Disponuje mnoha starými a vzácnými exempláři, mezi nimi i kávovníkem, který pomohl zrodu celé kávové kultury ve střední a Jižní Americe.
Amsterdamská univerzita je jedna ze dvou velkých veřejných univerzit se sídlem v Amsterdamu. S více než 40 tisíci studenty je největší v Nizozemsku i jednou z největších v Evropě. Hlavní kampus se nachází v centru, několik fakult se nachází i v přilehlých čtvrtích. Byla založená v roce 1632, díky čemuž je třetí nejstarší univerzitou v Nizozemsku. Je také jednou z nejprestižnějších akademických institucí v zemi i na světě. Na Amsterdamské univerzitě vystudovalo šest laureátů Nobelovy ceny a pět premiérů Nizozemska. Univerzita se umístila mezi 100 nejlepšími univerzitami na světě hned podle pěti žebříčků.
Svobodná univerzita v Amsterdamu je veřejná univerzita, která byla založená v roce 1880. Je druhou největší vysokou školou v Amsterdamu hned po Amsterdamské univerzitě. Slovo „svobodná" odkazuje na nezávislost univerzity jak na státu, tak na nizozemské reformované církvi. Ačkoli byla založena jako soukromá instituce, od roku 1970 je financována mimo jiné i vládou. Nyní se tyto zdroje podílí na financování ze tří čtvrtin, zbytek tvoří školné, výzkumné granty a soukromé zdroje. Univerzita se nachází v kampusu v jižní části Amsterdamu v blízkosti obchodní čtvrti Zuidas. Univerzita se podle žebříčků dlouhodobě řadí mezi 150 nejlepších univerzit na světě. K říjnu 2021 bylo zaregistrováno téměř 30 tisíc studentů, většina studovala prezenčně.

### Základní a střední školy
V Amsterdamu je více než 200 základních škol. Některé z nich zakládají své vzdělávací metody na konkrétních teoriích, například jako je Montessori škola. Největší Montessori střední školou v Amsterdamu je Montessori Lyceum Amsterdam. Velká část škol je zaměřená i nábožensky. Dříve se jednalo především o římský katolicismus a různé protestantské denominace, ale s přílivem islámských přistěhovalců došlo i k nárůstu počtu islámských škol. Židovské školy stojí na jižním předměstí Amsterdamu.
V Amsterdamu také působí pět gymnázií. Konkrétně se jedná o Vossius Gymnasium, Barlaeus Gymnasium, St. Ignatius Gymnasium, Het 4e Gymnasium a Cygnus Gymnasium. Na posledně jmenovaném se dodnes vyučuje latina i starořečtina.
Přestože se mnozí domnívali, že gymnázia jsou elitářský koncept, který brzy zanikne, v poslední době prošla obrodou, což vedlo ke vzniku čtvrtého a pátého gymnázia. Většina středních škol v Amsterdamu nabízí různé úrovně vzdělání.

## Architektura a památky

### Architektura

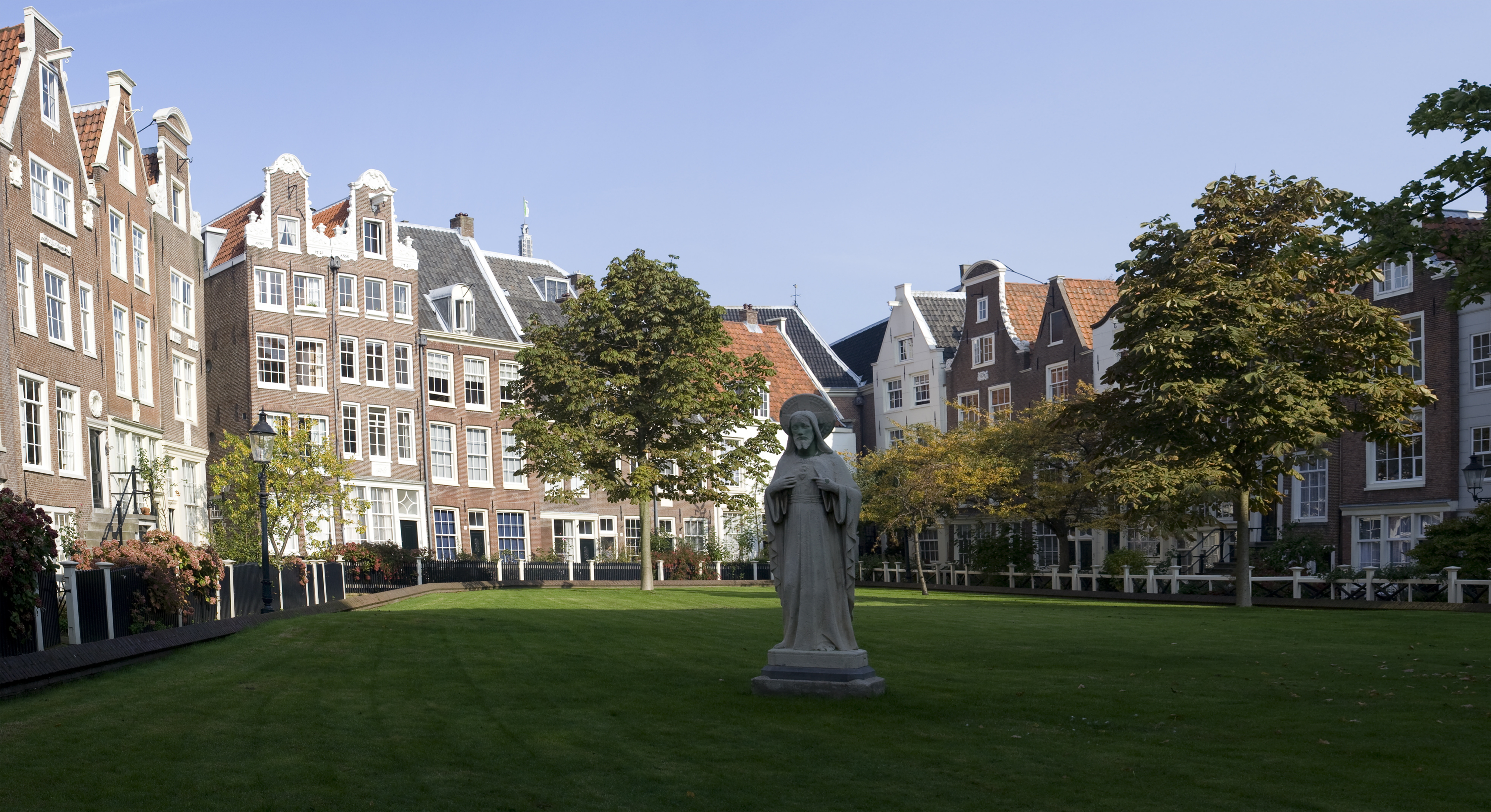
Begijnhof

Amsterdam má bohatou architektonickou historii. Nejstarší budovou v Amsterdamu je kostel Oude Kerk ve čtvrti De Wallen, byl vysvěcen v roce 1306. Nejstarší dřevěnou budovou je Het Houten Huys v Begijnhofu. Byla postavena kolem roku 1425 a je jednou ze dvou existujících dřevěných budov ve městě. Jedná se také o jeden z mála příkladů gotické architektury v Amsterdamu. Z veřejných staveb nejstarší je gotická obchodní budova Waage s věží, ze 14. století, která postupně přestavována sloužila různým účelům.
V průběhu 16. století byla většina dřevěných staveb zbourána a nahrazena zděnými budovami. Z tohoto období mimo jiné pochází velké množství renesančních památek. Ty jsou velmi snadno rozpoznatelné díky svým stupňovitým štítovým fasádám, což je typický rys amsterdamské renesance, která je někdy označována jako manýrismus. Budovy byly postaveny podle principů architekta Hendricka de Keysera. Jednou z nejpozoruhodnějších budov, které navrhl, je Westerkerk.

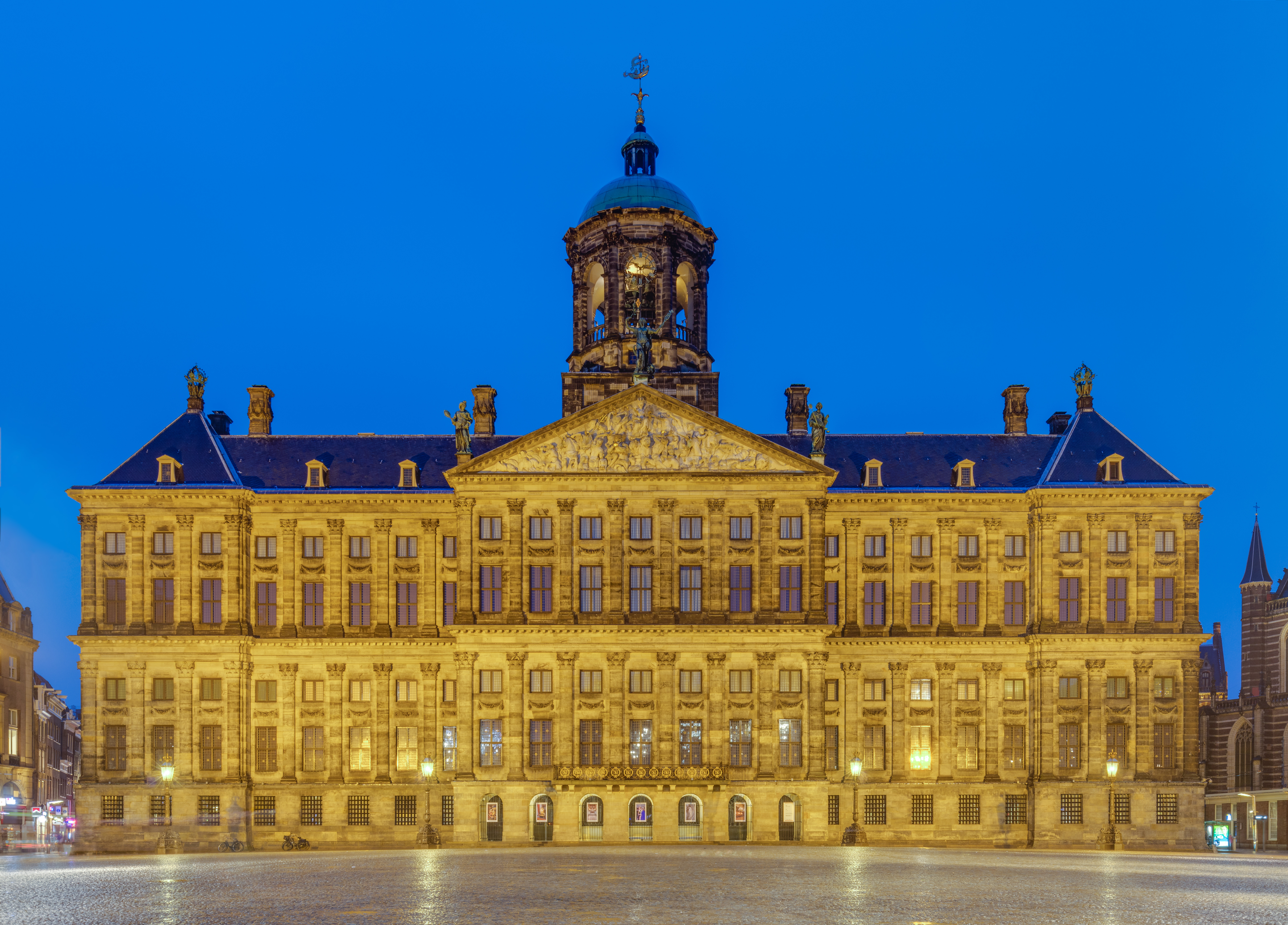
Královský palác

Během 17. století začala, stejně jako jinde v Evropě, dominovat barokní architektura. Toto období zhruba odpovídalo nizozemskému zlatému věku. Předními amsterdamskými architekty této éry byli Jacob van Campen, Daniel Stalpaert a Philips Vingboons. Posledně jmenovaný navrhl mnoho domů obchodníků po celém městě. Slavnou barokní budovou je Královský palác na náměstí Dam.
Během 18. století byl Amsterdam silně ovlivněn francouzskou kulturou. To se odráží v architektuře té doby. Kolem roku 1815 se architekti opustili baroko a začali navrhovat stavby v různých neo-stylech. Z tohoto období také pochází většina gotických budov, které jsou označovány jako novogotické. Kostely 19. století jsou například jezuitský kostel sv. Františka Xaverského a dodnes katolický farní kostel sv. Mikuláše s novobarokní kupolí.
Na konci 19. století se stala populární secese. Vzhledem k tomu, že se Amsterdam během tohoto období rychle rozrůstal, bylo v tomto stylu postaveno mnoho nových budov. Stavby v okolí Muzejního náměstí (Museumplein) jsou ukázkovým příkladem.
Posledním stylem, který byl v Amsterdamu populární před nástupem moderní architektury, bylo art deco. V Amsterdamu vznikl speciální druh tohoto stylu, je nazýván Amsterdamse School. Postavené v něm byly celé čtvrti, jako například Rivierenbuurt. Pozoruhodnými rysy tohoto slohu je vysoká zdobnost fasád a netradiční tvarování oken a dveří.

### Vodní kanály

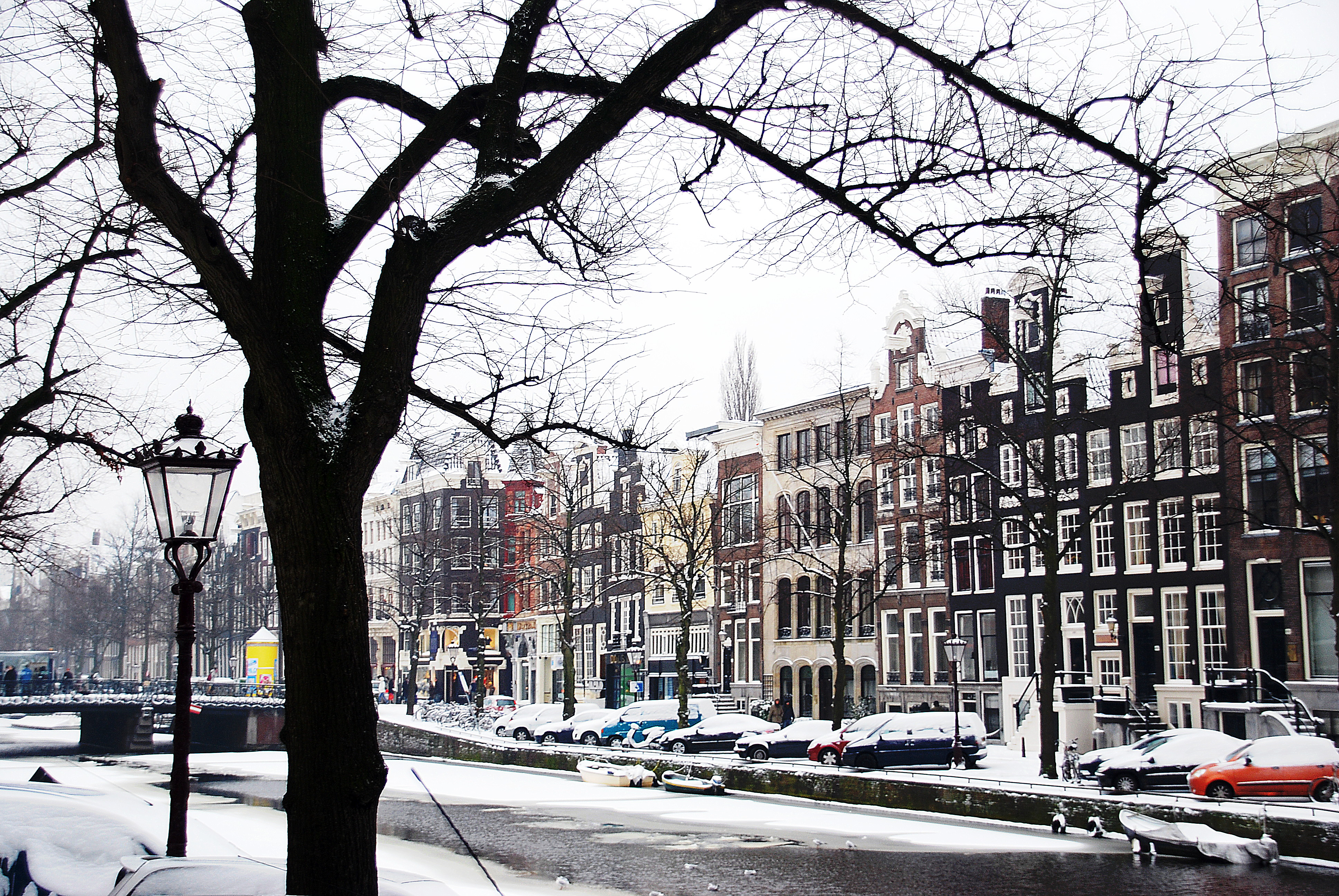
Kanál Herengracht v zimě

Systém amsterdamských kanálů je výsledkem dlouhodobého cíleného plánování města. Na počátku 17. století, kdy počet obyvatel rostl nejprudčeji, byl vyvinut komplexní plán, který byl založen na čtyřech soustředných půlkruhových kanálech, které končily v zálivu IJ. Oblast okolo nich je známá jako Grachtengordel. Tři z těchto kanálů byly určeny primárně pro výstavbu obytných domů. Jedná se o Herengracht (v doslovném překladu kanál Lordů), Keizersgracht (Císařův kanál) a Prinsengracht (Princův kanál). Čtvrtým kanálem, který je nejvzdálenější od centra, je Singelgracht. Ten se na mapách ani často neuvádí, protože jde také o souhrnný název pro všechny vnější kanály. Singelgracht by také neměl být zaměňován s nejstarším kanálem Singel, který je také nejblíže centru.
Kanály sloužily k obraně, vodnímu hospodářství a dopravě. Jednalo se o vodní příkopy s hliněnými hrázemi. Na místech určených k překonání kanálu stály brány, ale jinak nebylo použito zdivo. Původní plány byly ztraceny, takže historici o původních záměrech výstavby jen spekulují. Má se však za to, že jejich uspořádání je mnohem spíše praktické a obranné než okrasné.
Stavba těchto vnějších kanálů byla zahájena v roce 1613. Postupovala od západu k východu po celé délce, nikoliv směrem od středu ven, jak tvrdí mýtus. V jižní části města byly kanály dokončeny v roce 1656. Následná výstavba obytných budov postupovala pomalu. Východní části mezi řekou Amstel a zálivem IJ nebyly nikdy realizovány. V následujících staletích byly pozemky bez velkého plánování využity pro parky, domovy seniorů, divadla, další veřejná zařízení a jiné vodní cesty.

### Parky a lesy

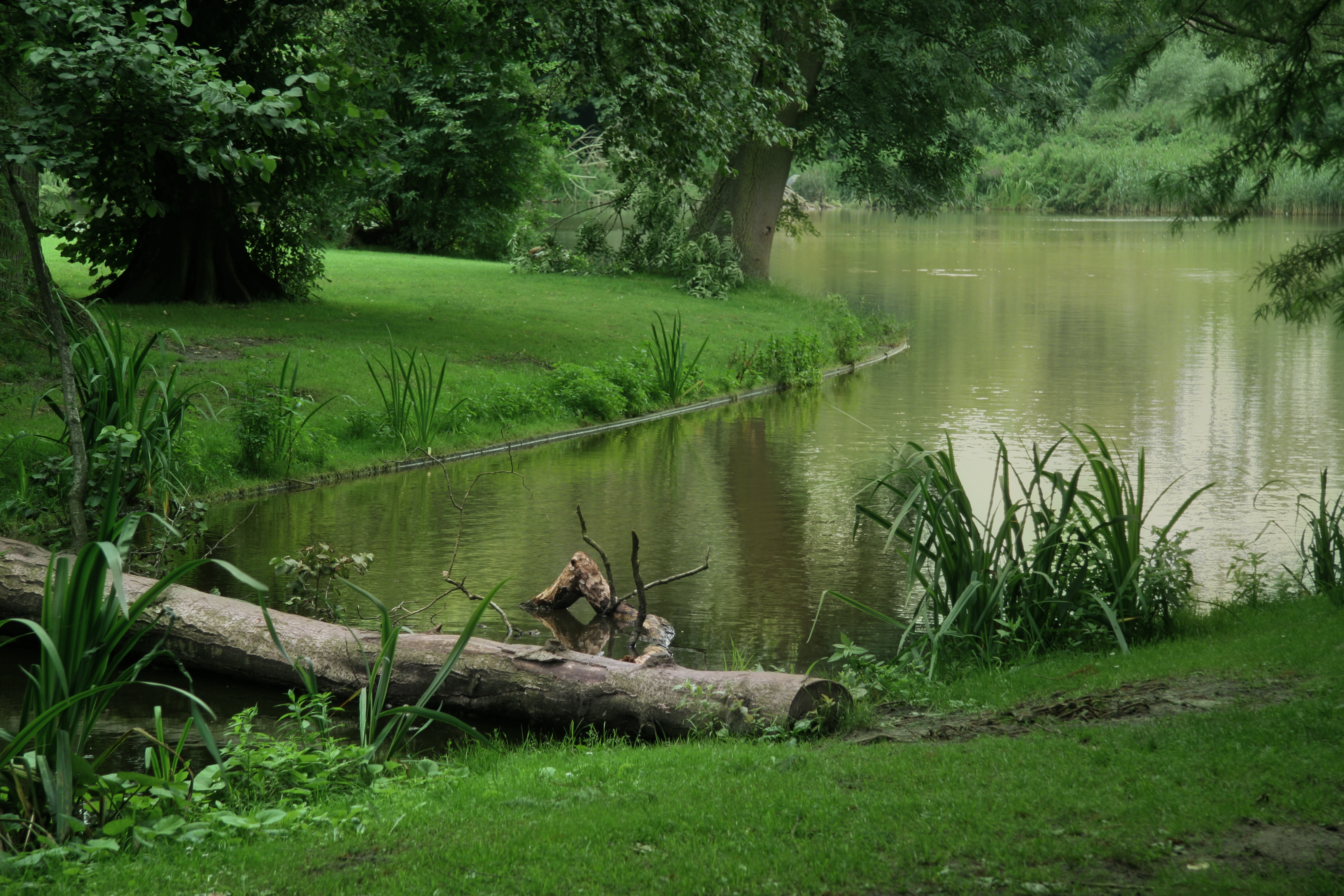
Vondelpark

V Amsterdamu se nachází mnoho parků, otevřených prostranství a náměstí. Vondelpark je největším parkem ve městě, nachází se ve čtvrti Oud-Zuid. Pojmenován je po Joostu van den Vondelovi, amsterdamském dramatikovi a spisovateli z období 17. století. Ročně ho navštíví kolem 10 milionů návštěvníků. V parku je i divadlo pod širým nebem, dětské hřiště a několik pohostinských zařízení. Ve čtvrti Zuid na jihu města se nachází Beatrixpark, který je pojmenovaný po bývalé královně Beatrix. Mezi obcemi Amsterdam a Amstelveen se rozkládá Amsterdamse Bos (Amsterdamský les), největší rekreační oblast v Amsterdamu. Se svými 1000 hektary je přibližně třikrát větší než Central Park v New Yorku. Navštíví ho téměř 4,5 milionu lidí.
V Amstelparku, který se také nachází ve čtvrti Zuid, se nachází větrný mlýn Rieker postavený v roce 1636, labyrint, oranžerie, minigolfové hřiště i pěnišníková zahrada. Mezi další parky patří Sarphatipark ve čtvrti De Pijp, Oosterpark ve čtvrti Oost a Westerpark ve stejnojmenné čtvrti. Ve městě se nachází i tři pláže, všechny v centru.
Ve městě je i mnoho rozsáhlých otevřených prostranství (plein v nizozemštině) a náměstí. Náměstí Dam je hlavním náměstím v centru, nachází se zde Královský palác a Národní památník. V okolí náměstí Museumplein stojí různá muzea, včetně Rijksmuzea, Van Goghova muzea či muzea Stedelijk. Mezi další náměstí patří Rembrandtplein, Muntplein, Nieuwmarkt, Leidseplein, Spui a Waterlooplein.

### Rozšiřování

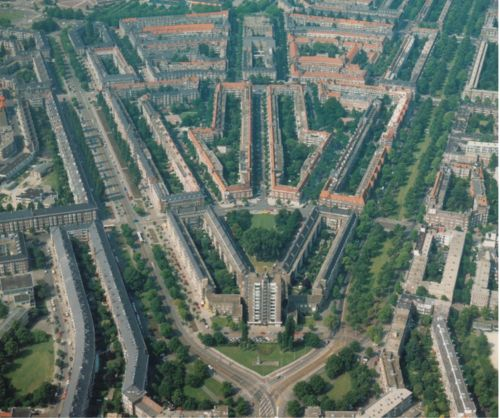
Budovy postaveny dle Plan Zuid

Po výstavbě vodních kanálů v průběhu 17. století se město nerozšířilo za své hranice po dobu delší než dvě století.
Během 19. století vytvořil lékař a urbanista Samuel Sarphati plán inspirovaný velkolepostí tehdejší Paříže a Londýna. Plán počítal s výstavbou nových domů, veřejných budov a ulic jižně od kanálu Grachtengordel. Asi největším dopadem bylo zlepšení zdravotnictví. Výstavba byla financována bohatými obyvateli města. Ulice v této nové čtvrti jsou širší než ve starém městě. Byly postaveny i kulturní budovy, jedna výstavní je inspirovaná Křišťálovým palácem.
Po Sarphatovi navrhli stavební inženýři Jacobus van Niftrik a Jan Kalff celý prstenec čtvrtí obklopující centrum města. Ty byly postaveny taktéž během 19. století a staly se domovem pro příslušníky dělnické třídy, ačkoliv byly původně plánovány pro střední třídu. Díky vlastnictví pozemků město striktně kontrolovalo územní rozvoj.
V reakci na přelidnění vznikly na počátku 20. století dva plány, které se velmi lišily od všech minulých. Plan Zuid předložil městské radě architekt Henrik Petrus Berlage. Ačkoliv byl původně zamítnut, po úpravách byl přijat. Ulice byly naplánovány mnohem širší, v plánu bylo i mnoho náměstí a zeleně. Rozsáhlé obytné bloky měly obývat lidé všech socio-ekonomických tříd, čímž se snažil prolomit segregaci. Tímto plánem se později inspiroval Plan West, který zahrnoval rozšíření města směrem na západ.
Nové čtvrti byly vybudovány i po druhé světové válce. Ty byly postaveny, aby zmírnily nedostatek prostoru ve městě a poskytly lidem cenově dostupné bydlení s moderními vymoženostmi. Čtvrti se skládaly převážně z velkých obytných bloků umístěných mezi zelenými prostranstvími napojených na široké silnice, které zajišťovaly snadnou dostupnost autem. Západní předměstí, která byla postavena v tomto období, se souhrnně nazývají Westelijke Tuinsteden. Oblast na jihovýchodě města postavená ve stejném období je známá jako Bijlmer.

## Kultura

### Galerie a muzea

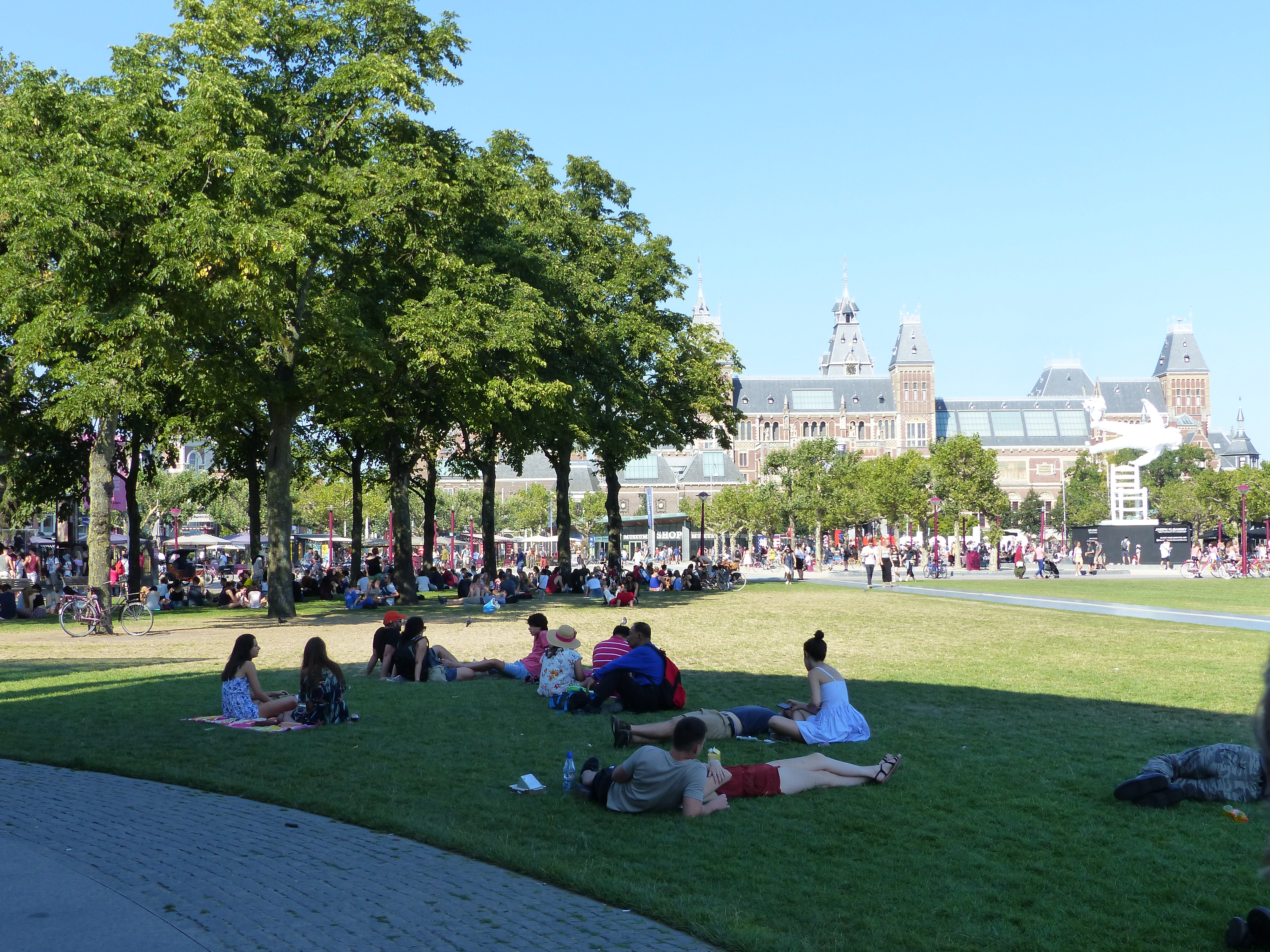
Museumplein

Město je proslaveno svými početnými a významnými muzei a galeriemi. Na rozlehlém Muzejním náměstí Museumplein stojí blízko sebe situována tři muzea: Rijksmuseum Amsterdam, Van Goghovo muzeum a Stedelijk Museum. Toto prostranství vzniklo během konání mezinárodní koloniální výstavy v roce 1883. Rijksmuseum stojí na severovýchodní straně za rozsáhlým rybníkem. To se v průběhu zimy mění v kluziště. Na severozápadě stojí Van Goghovo muzeum, Stedelijk Museum a další muzea. jihozápadní stranu ohraničuje Van Baerlestraat, jedna z hlavních dopravních tepen v této části města. Na druhé straně ulice se nachází Concertgebouw. Na jihovýchodě stojí několik velkých domů, některé slouží různým zahraničním diplomatickým misím včetně generálního konzulátu Spojených států amerických. Pod náměstím se nachází garáže a supermarket. Plocha je pokryta trávníkem a z menší části štěrkem. V této podobě bylo zrealizováno v roce 1999. Slouží také jako místo konání mnoha festivalů a koncertů.

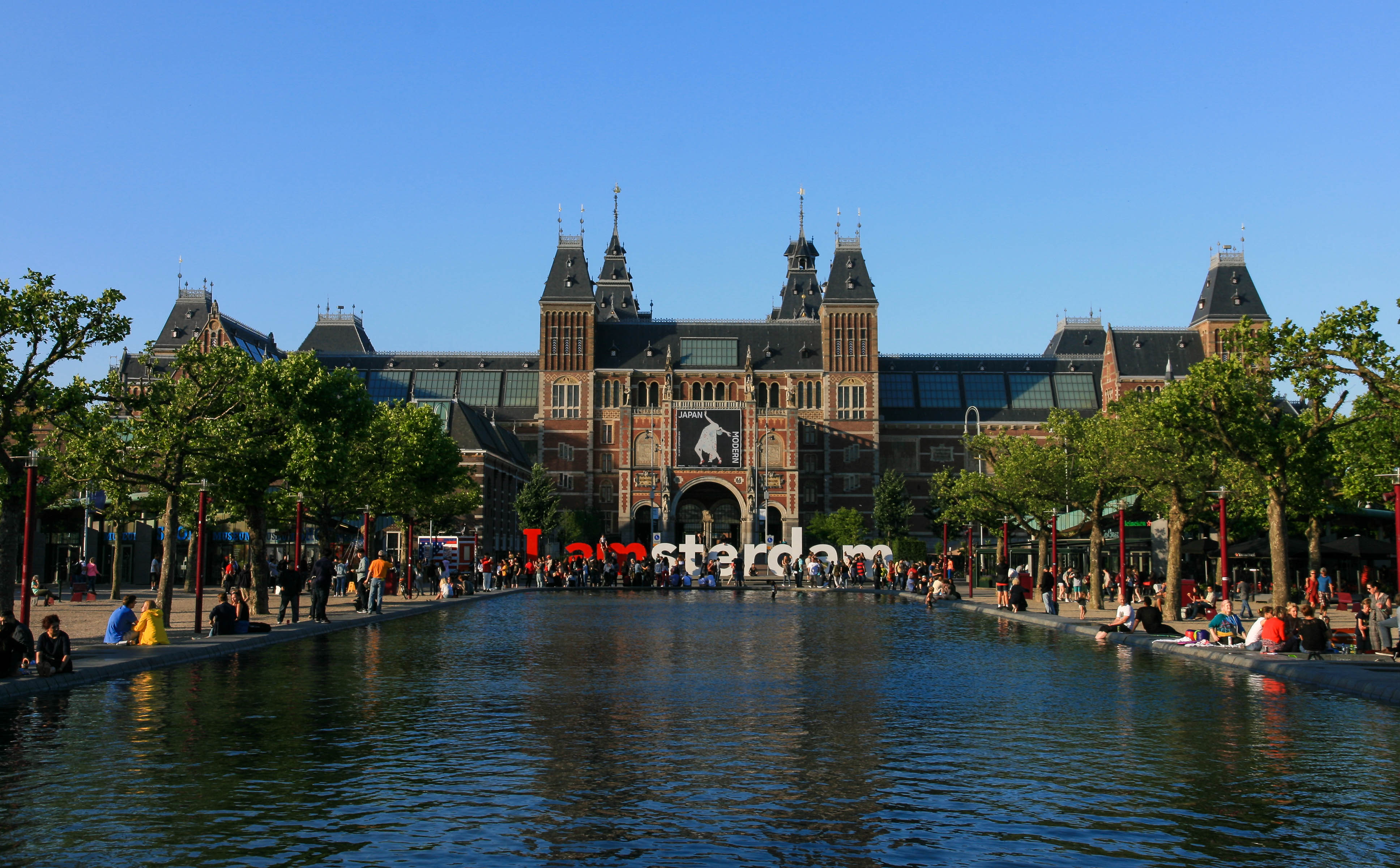
Rijksmuseum (Říšské muzeum) v Amsterdamu

Rijksmuseum (česky Říšské muzeum) je největší muzeum umění v Nizozemsku. Vlastní nejrozsáhlejší sbírku nizozemského umění. Se svými 2,2 miliony návštěvníky v roce 2016 a 2,16 miliony v roce 2017 bylo nejnavštěvovanějším muzeem v Amsterdamu. Vzniklo v době Batávské republiky roku 1798 poté, co byl roku 1795 svržen místodržitel princ Vilém V. Oranžský a jeho umělecké sbírky zabaveny. Sbírka 200 nejvýznamnějších objektů byla otevřena roku 1800. Velké zásluhy o toto muzeum si získal holandský král Ludvík Bonaparte, bratr francouzského císaře Napoleona Bonaparte.

Noční hlídka od Rembrandta

V úvodních sálech Rijksmusea jsou na modelech lodí, portrétech námořních hrdinů, mapách a uměleckořemeslných výrobcích včetně delftské keramiky ilustrovány nizozemské dějiny 16.–18. století. Dále jsou představeny portréty a emblémy vlády princů dynastie Oranžsko-Nasavské a skupinové portréty představitelů města. K největším plátnům patří Hostina Svatojiřského spolku ostrostřelců od Bartholomea van der Helst. Tato hostina se konala v Amsterdamu u příležitosti podepsání mírové dohody po skončení třicetileté války roku 1648 ve vestfálském Münsteru. Největší část sbírek tvoří obrazy a sochy, především olejomalby a kresby nizozemských a vlámských malířů počínaje 17. stoletím. Nejznámějšími obrazy jsou díla Rembrandta van Rijna, například Noční hlídka, Židovská svatba, jeho portréty, autoportréty a zátiší. Další vrcholná umělecká díla vystavená v Rijksmuseu jsou mimo jiné obrazy Mlékařka a Žena čtoucí dopis od Jana Vermeera, portréty Franse Halse a také Žena s lékařem a Veselá rodina od Jana Steena. Vystavena jsou i díla od Pauluse Pottera, Aelberta Cuypa, Franse Halse, Jacoba van Ruisdaela či Ferdinanda Bola.

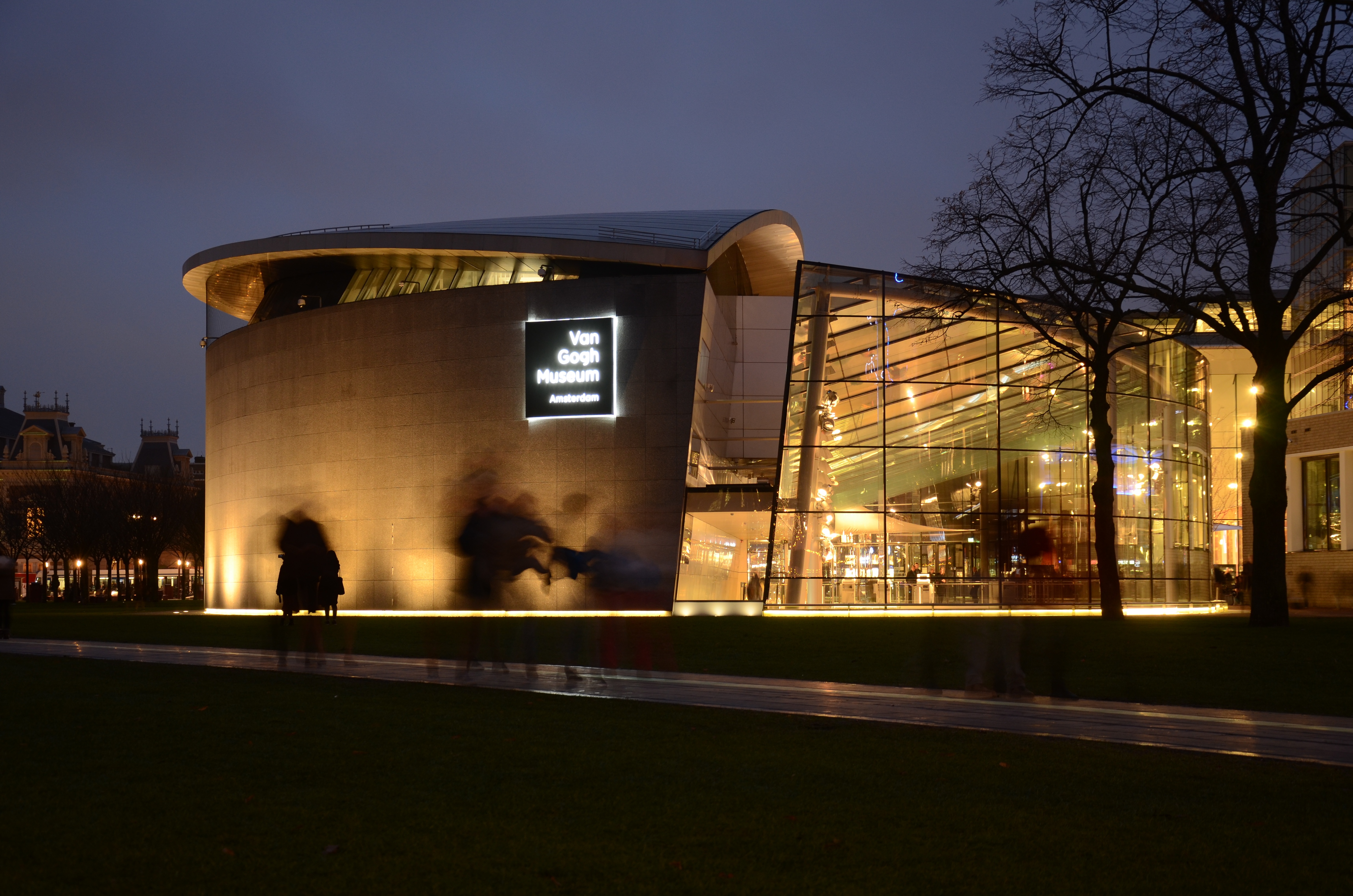
Van Goghovo muzeum

Van Goghovo muzeum prezentuje největší sbírku obrazů Vincenta van Gogha na světě. Je v něm uložena také velká část dopisů, které malíř psal svému bratru Theovi, svým sestrám a spřáteleným umělcům. Ve sbírce jsou uloženy některé z jeho nejslavnějších obrazů, jako například Slunečnice nebo Jedlíci brambor. Dále jsou v muzeu vystaveny obrazy mj. Paula Gauguina, Claude Moneta, Felixe Valottona, Pabla Picassa a Henri de Toulouse-Lautreca. V návštěvnosti nezaostává příliš za Rijksmuseem, v roce 2016 do něj zavítalo 2,1 milionu turistů.
Rembrandthuis (Rembrandtův dům) je památníkem malíře s přesně rekonstruovanými interiéry od kuchyně přes přijímací sál s vystavenými obrazy, ložnici po výtvarný ateliér. Vystavuje se také významná sbírka Rembrandtových grafických listů a měditiskových desek.
Stedelijk Museum („Městské muzeum“) prezentuje velkou sbírku moderního umění. Ve stále sbírce lze nalézt obrazy od autorů jako Piet Mondrian, Karel Appel či Kazimir Malevič. Historické muzeum města Amsterdamu se zaměřuje na slavné etapy vývoje města, slavné rodiny a dokumenty. Židovské historické muzeum spravuje významné historické a umělecké sbírky nizozemských židovských rodin od 16. do 20. století. Sídlí v budově přistavěné ke Staré synagoze. Proti němu stojí Portugalská synagoga.
V budově bývalé Východoindické námořní společnosti (VOC) sídlí Námořní muzeum. Ve čtyřech traktech budovy se představují jednak sbírky dokumentárních předmětů, dále v jižním křídle je interaktivní expozice o třech oddílech. První pojednává o dějinách nizozemských zámořských výprav, druhý o velrybářství, a třetí o lodích a námořnících. Před muzeem kotví přesná kopie jedné z prvních námořních lodí společnosti VOC, je přístupná se vstupenkou do muzea.
Begijnenconvent je bývalý konvent, kostel a kaple řádu bekyň. Vznikl v 15. století z několika domů, v nichž žily neprovdané zbožné ženy ctnostným životem. Středověké domky vyhořely, budovy postavené v 19. století přešly pod anglikánskou církev a dodnes slouží svému účelu.
Dům Anne Frankové, ve kterém se během druhé světové války ukrývala rodina židovského podnikatele v potravinářství Franka až do prozrazení v roce 1944, je věnován expozici o utajeném životě rodiny. Čtrnácti- až patnáctiletá dcera Anne Franková zde napsala svůj deník. Po prozrazení úkrytu rodiny zahynula v koncentračním táboře v Bergen-Belsenu. Její deník byl po skončení druhé světové války vydán v mnoha jazycích.

### Múzická umění

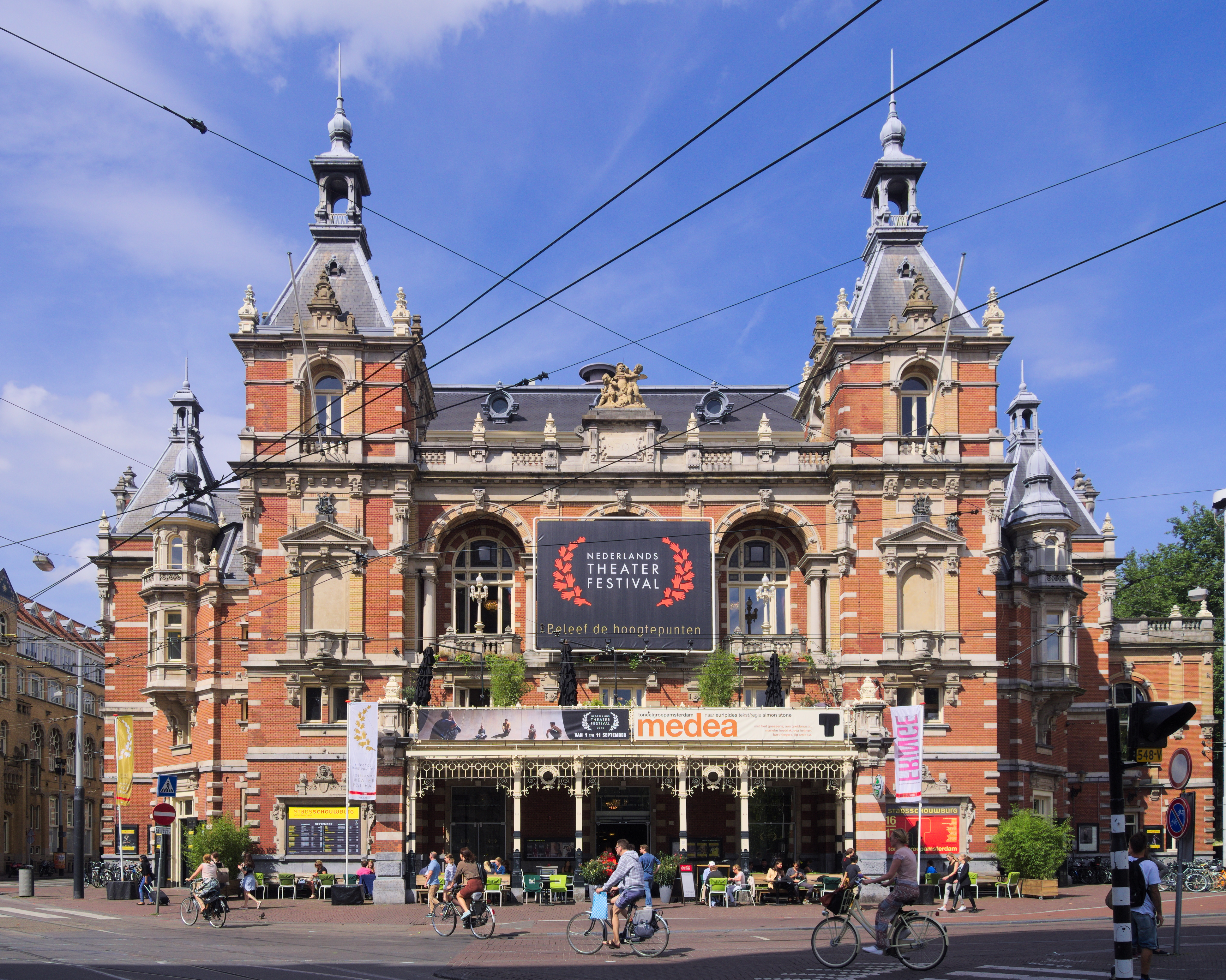
Stadsschouwburg

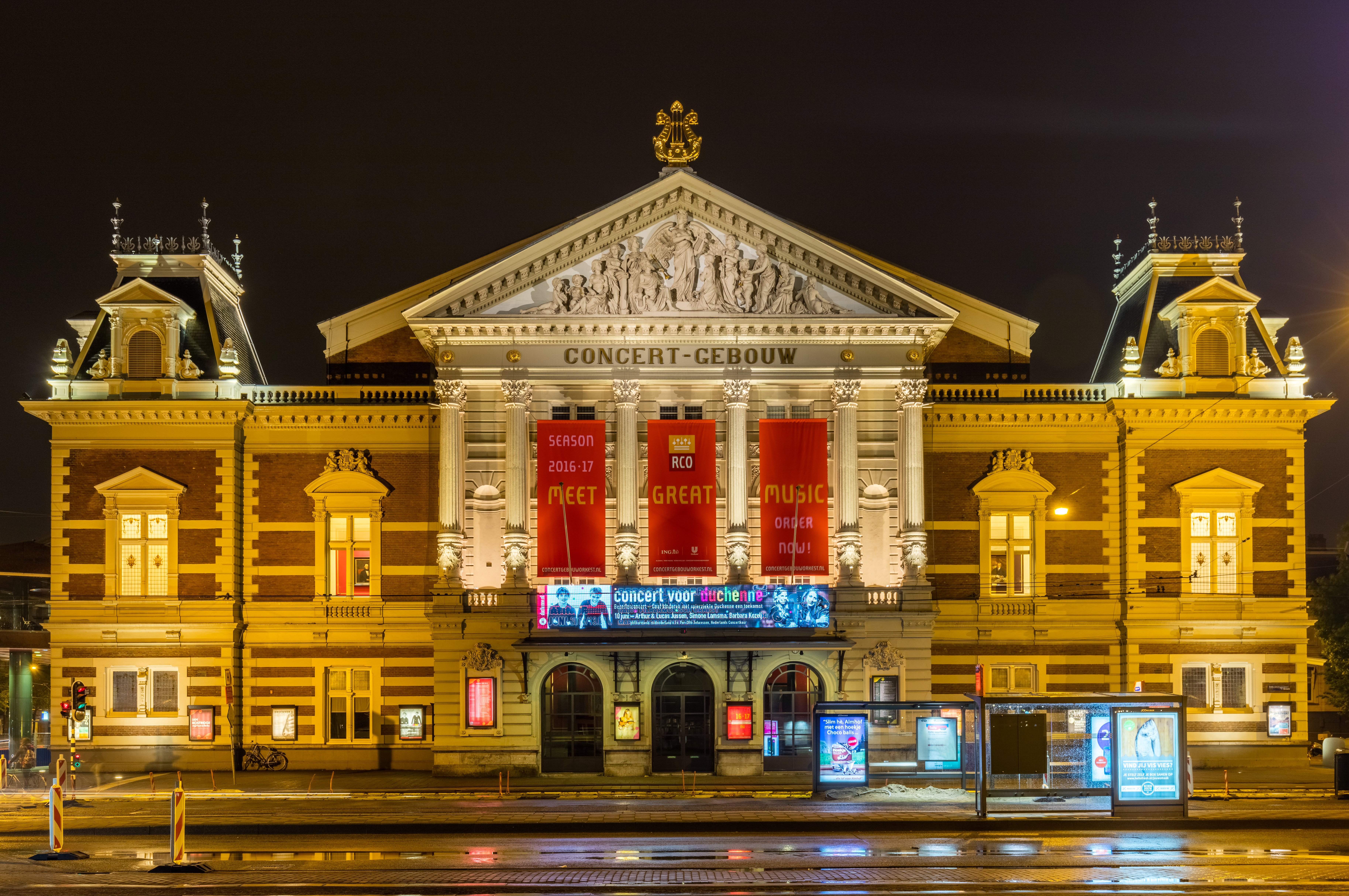
Koncertní budova Concertgebouw naproti náměstí Museumplein v Amsterdamu

V Amsterdamu se nacházejí tři hlavní divadelní budovy. Stadsschouwburg (česky Obecní divadlo) na náměstí Leidseplein je sídlem Toneelgroep Amsterdam, což je největší divadelní společnost v Nizozemsku. Současná budova byla dostavěna v roce 1894. Většina her se hraje v Grote Zaal (Velký sál). Běžný program zahrnuje všechny druhy divadelních forem. V roce 2009 byl otevřen nový sál a zahájena rekonstrukce přední části divadla.
Komplex budov Stopera z roku 1986 je hlavním operním domem v Nizozemsku. Sídlí zde Nizozemská národní opera a Nizozemský národní baletní soubor. Královské divadlo Carré bylo postaveno v roce 1887 jako stálá budova cirkusu. V současnosti se však používá hlavně pro muzikálová a kabaretní představení a koncerty.
Jedním z nejvýznamnějších místem kulturních akcí v Amsterdamu je koncertní budova Concertgebouw s vynikající akustikou, která byla postavena koncem 19. století. Zde sídlí Královský orchestr Concertgebouw, které je považováno za jeden z nejlepších symfonických orchestrů světa. Britský odborný časopis Gramophone uspořádal v roce 2008 anketu mezi hudebními kritiky, kde tento orchestr získal první místo mezi všemi světovými symfonickými tělesy. Velkou zásluhu na tomto vysokém standardu měli dirigenti Bernard Haitink (1961–1988), Riccardo Chailly (1988–2004) a Mariss Jansons (2004–2015). Od začátku sezóny 2016/2017 je šéfdirigentem orchestru Ital Daniele Gatti.

### Noční život
Amsterdam je známý svým rozmanitým nočním životem. Ve městě působí mnoho kaváren či barů různých velikostí. Typická Bruine Kroeg (hnědá kavárna) dýchá staromódní atmosférou s tlumenými světly, svíčkami a její klientela je poněkud starší. Nabízejí širokou škálu místních i mezinárodních piv. Většina z nich má v létě otevřenou terasu. V Amsterdamu je i mnoho restaurací. Vzhledem k tomu, že se jedná o multikulturní město, jsou zde i podniky zaměřené na zahraniční kuchyně. I cenová škála je rozmanitá.
V metropoli se koná také mnoho diskoték. Dvě hlavní oblasti nočního života pro turisty jsou Leidseplein a Rembrandtplein. Paradiso, Melkweg a Sugar Factory jsou příklady takových nočních barů na Leidseplein a Escape, Air, John Doe a Club Abe lze nalézt v okolí Rembrandtplein. V posledních letech narostl počet klubů otevřených po 24 hodin, například Radion De School, Shelter a Marktkantine. Klub Bimhuis se nachází v blízkosti hlavního nádraží, díky bohatému programu je považován za jeden z nejlepších jazzových klubů na světě. Reguliersdwarsstraat je ulice známá pro svou LGBT komunitu a noční život.

### Festivaly

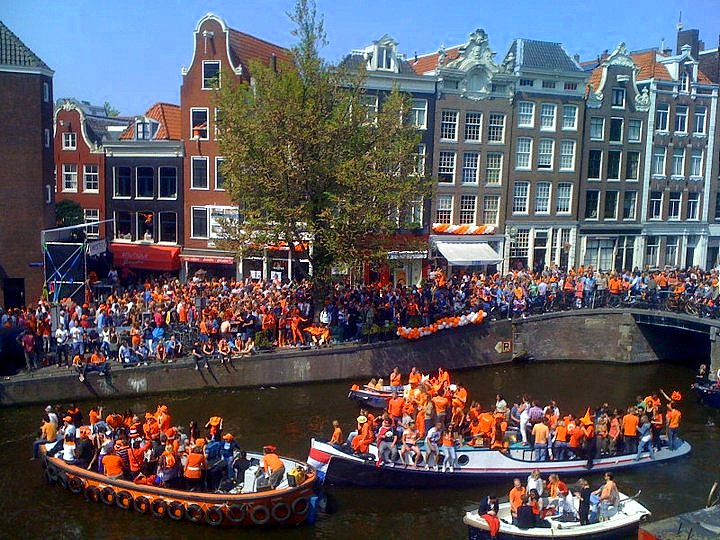
Oslava svátku Koningsdag

Jen v roce 2008 se v Amsterdamu konalo 140 různých festivalů a akcí. Ve stejném roce byla také nizozemská metropole organizací UNESCO po období jednoho roku jako světové hlavní město knihy.
Mezi slavné festivaly a události v Amsterdamu patří Králův den (Koningsdag). Až do korunovace krále Viléma-Alexandra Nizozemského v roce 2013 se jmenoval Královnin den (Koninginnedag), neboť tehdy úřadovala královna Beatrix Nizozemská. Koná se každý rok 27. dubna. Obvykle do města přijíždí statisíce lidí, aby slavili společně s obyvateli města. Celé město je přeplněné lidmi nakupujícími produkty na bleších trzích nebo navštěvujícími některý z mnoha hudebních koncertů.
V roce 1987 byl založen festival zabývající se prodejem semínek konopí. Každý rok porota vyhlašuje společnost, která vypěstovala nejlepší marihuanu, předvedla nejlepší nový produkt či měla nejlepší stánek. Užívání marihuany je legální ve většině Nizozemska. Účast v porotě se nedoporučuje nepravidelným kuřákům kvůli vyššímu obsahu THC.
Holandský festival je nejstarším a největším festivalem divadelních umění. Koná se každý červen. Zahrnuje divadlo, hudbu, operu i moderní scénický tanec. Přitahuje mezinárodní umělce a návštěvníky z celé Evropy. Každoroční Prinsengrachtconcert (klasický koncert na Princově kanálu) se koná v srpnu. Stille Omgang, tichý liturgický průvod, se koná každý březen. Během Uitmarktu, který se koná každoročně na konci srpna, se zdarma otevírají mnohá divadla. Uvádí nejrůznější žánry jako je klasická hudba, balet, kabaret, ale i hip hop. Mnohá vystoupení se odehrávají i na venkovním pódiu.

### Gastronomie

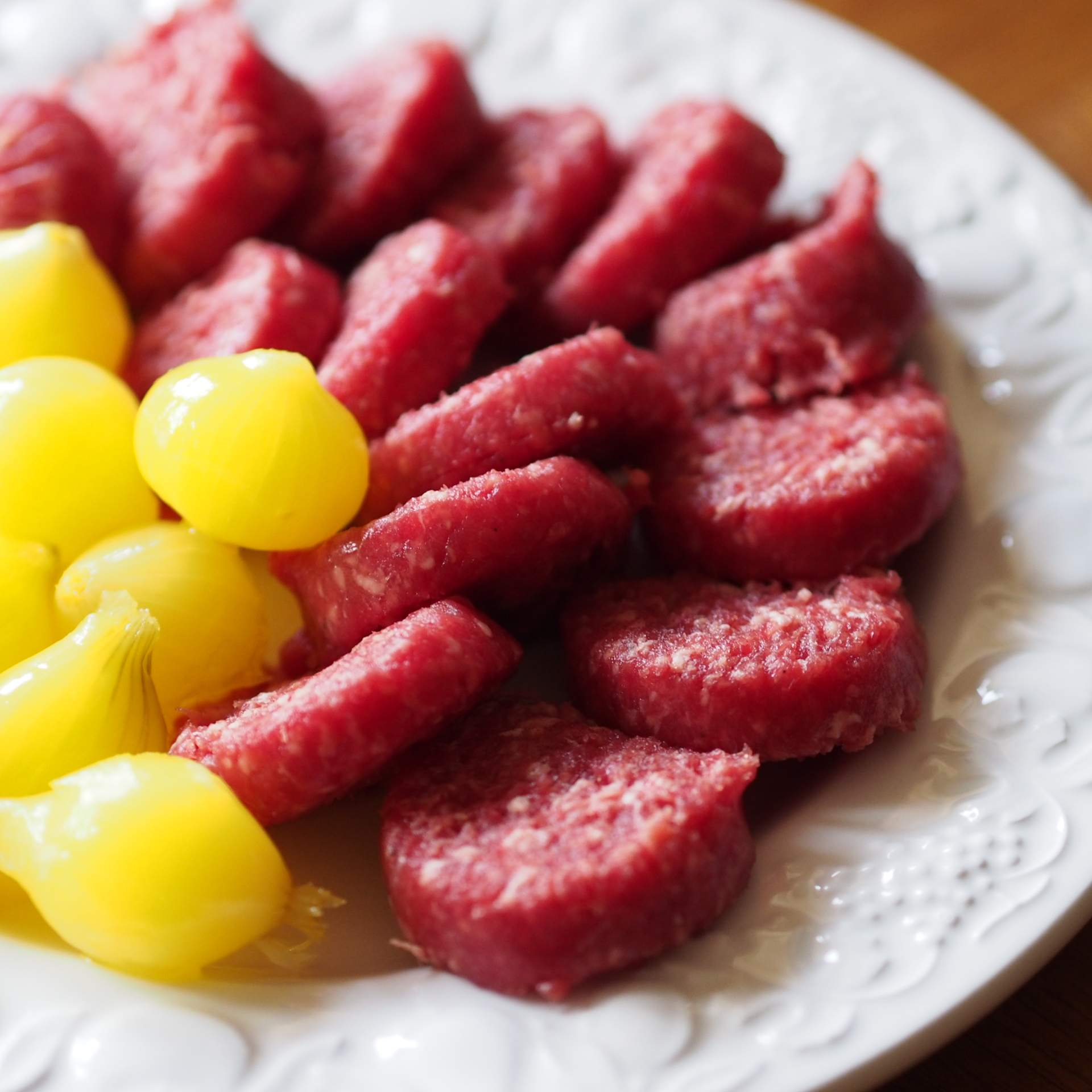
Ossenworst

Vzhledem k množství vodních ploch a pastvin, nezbytných pro chov skotu produkujícího mléko, je oblast okolí města známá svými mléčnými výrobky, mezi které patří sýry, jako je gouda, kořeněný sýr s kmínem leyden, nebo eidam, tradičně v podobě malých koulí. Novější značkové sýry jsou třeba Leerdammer a Beemster. Typickým produktem této oblasti je i vedlejší produkt procesu výroby másla, podmáslí (karnemelk).
Mořské plody a ryby, jako jsou nakládaní sledi, mušle, úhoři, ústřice či krevety jsou široce dostupné a typické pro tento region. Kibbeling, kdysi jen místní pochoutka skládající se z malých kousků bílé ryby, se stala celonárodním rychlým občerstvením, stejně jako Lekkerbekje neboli holandská verze fish and chips.
Specialitou samotného Amsterdamu je Ossenworst neboli volská klobása. Jedná se o syrovou hovězí klobásu, která se dříve vyráběla především z volského masa. Tento pokrm vznikl v 17. století, kdy se voli ve velkém dováželi z Dánska a Německa. Jako koření je využit například pepř, hřebíček či muškátový oříšek pocházející z Nizozemské východní Indie. Dříve se pro výrobu této klobásy používalo také vyzrálé hovězí maso, které se následně udilo při nízké teplotě, aby zůstalo syrové. Současná amsterdamská ossenworst se vyrábí z libového hovězího masa, často se neudí ani nezraje. Často se jí s Amsterdamse uitjes, druhem nakládané cibule .
Pečivo v okolí Amsterdamu bývá z velkého množství těsta a často obsahuje velké množství cukru, buď karamelizovaného, práškového nebo krystalizovaného. Dobrým příkladem je oliebol, smažený pokrm z kynutého těsta. I sušenky se vyrábí ve velkém množství a obsahují hodně másla a cukru, jako třeba karamelová vafle, a často i nějakou náplň, většinou mandlovou.
Tradičními alkoholickými nápoji této oblasti jsou pivo (silný světlý ležák) a jenever, vysoce odolný destilát s příchutí jalovce, který je v Anglii známý spíše jako gin. Nápoj Advocaat je krémový likér vyrobený z vajec, cukru a brandy.

### Móda
V Amsterdamu sídlí několik módních značek a návrhářů. Mezi návrháře působící v nizozemské metropoli patří například Mart Visser, Viktor&Rolf, Marlies Dekkers nebo Frans Molenaar. Dvojice módních fotografů Inez van Lamsweerde a Vinoodh Matadin pochází z Amsterdamu. Dvojice je známá pro práci pro módní časopisy, jako je Vogue nebo Harper's Bazaar, a reklamní kampaně pro mnohé společnosti a jednotlivce. Ve městě zahájilo kariéru i mnoho modelů a modelek, například Yfke Sturm, Doutzen Kroes či Kim Noorda.

## Sport

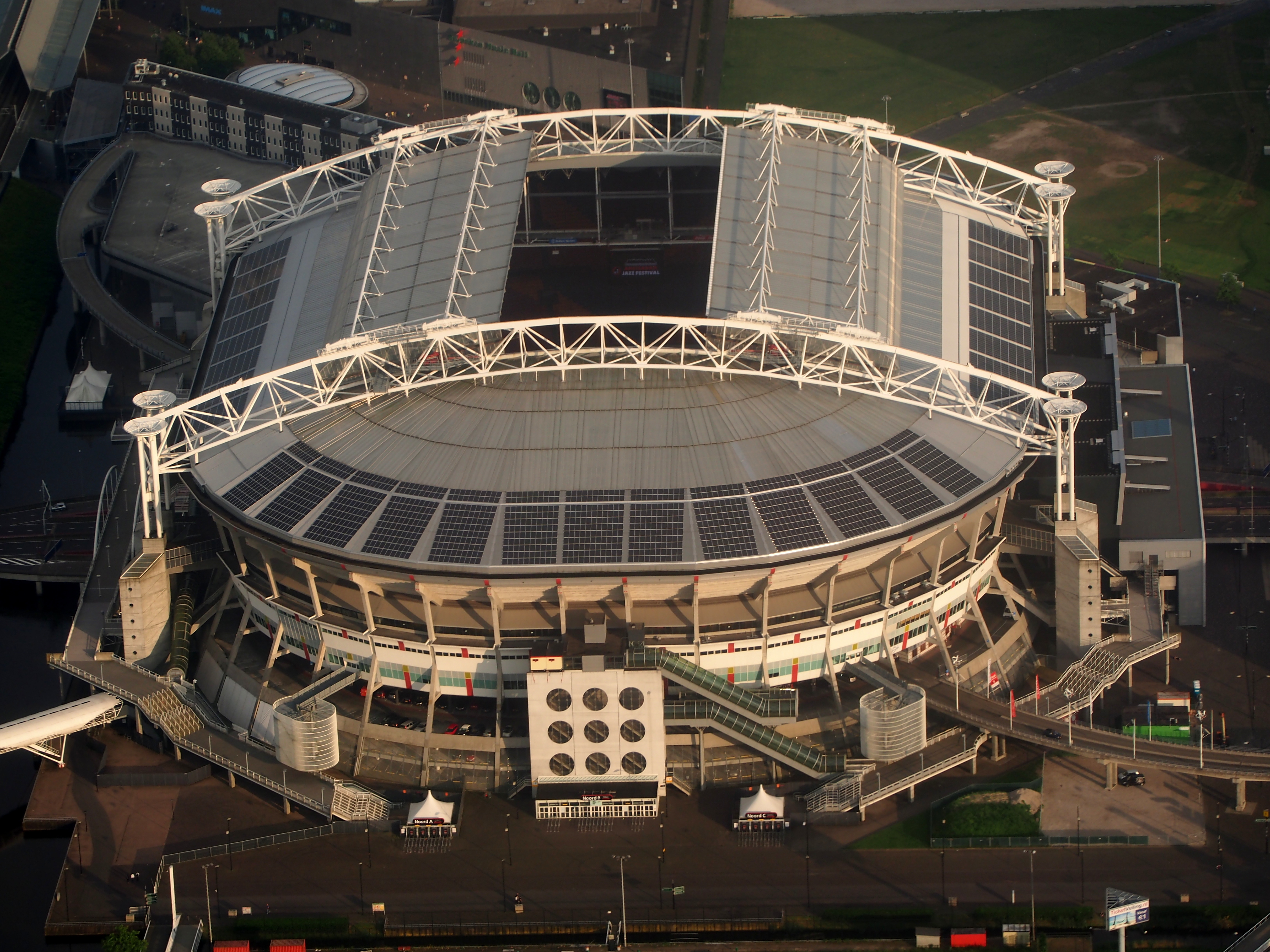
Johan Cruyff Arena

Amsterdam je sídlem fotbalového klubu AFC Ajax, který v současnosti hraje nejvyšší nizozemskou fotbalovou ligu Eredivisie. Domácí zápasy hraje na stadionu Johan Cruyff Arena (dříve Amsterdam ArenA). Nachází se na jihovýchodě města nedaleko nové železniční stanice Amsterdam Bijlmer ArenA. Před přestěhováním na tuto lokaci v roce 1996 hrál Ajax své pravidelné zápasy na dnes již zbořeném stadionu De Meer ve východní části města nebo přímo na olympijském stadionu.

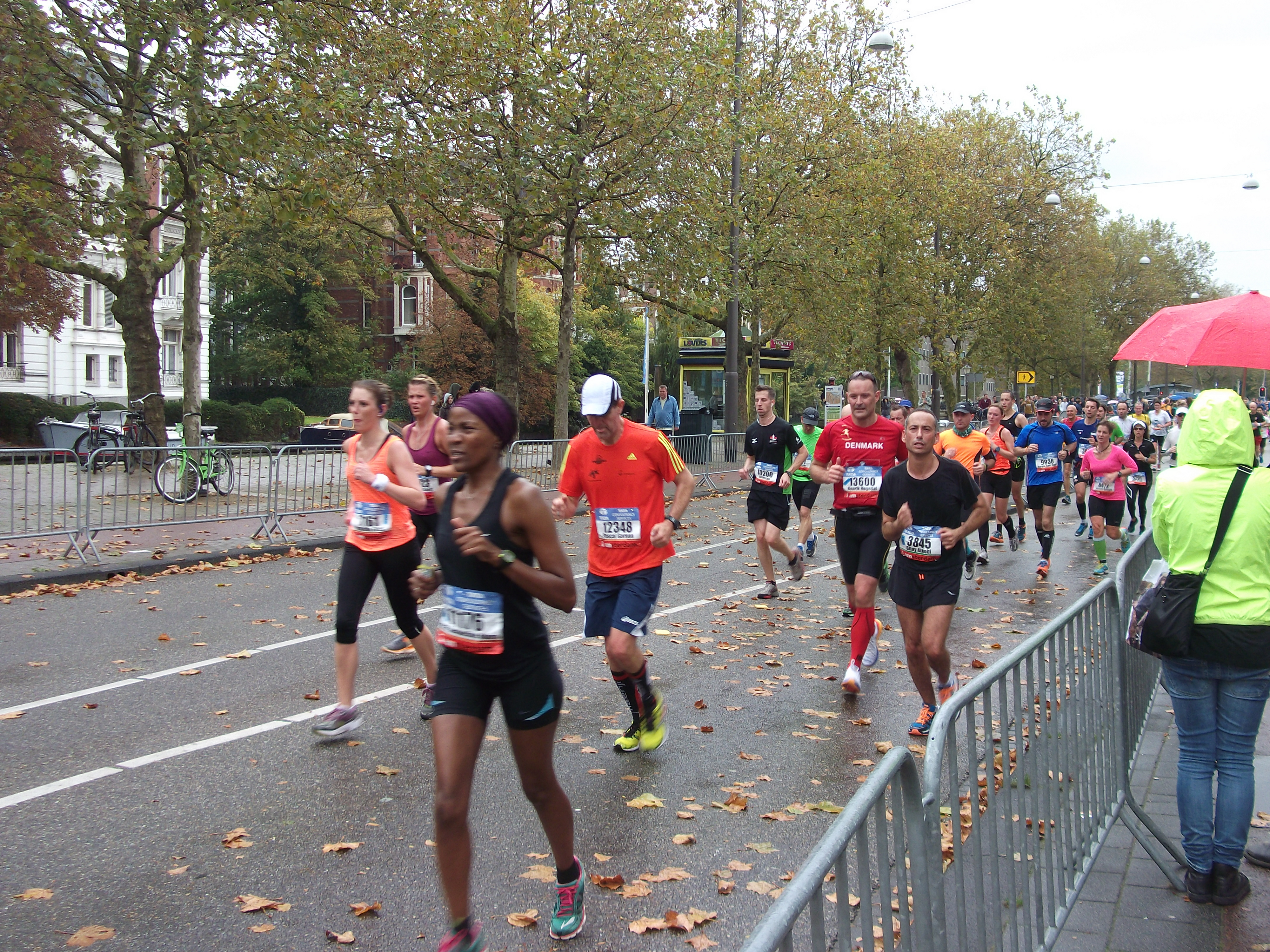
Amsterdam Marathon v roce 2014

Město pořádá Dam tot Damloop (anglicky Dam to Dam Run, česky volně přeloženo Běh z Damu do Damu). Závod začíná v Amsterdamu a končí v nedalekém Zaandamu. Závod měří 16 kilometrů. V nizozemské metropoli se koná ještě Amsterdam Marathon, který začíná i končí na Olympijském stadionu. Trasa je plochá, v nejvyšším bodě se běžci ocitnou v poslední třetině závodu, konkrétně v 10 metrech nad mořem. V roce 2019 se zúčastnilo přes 13,5 tisíce běžců.
Hokejový klub Amstel Tijgers hraje domácí zápasy na zimním stadionu Jaap Edenbaan. Tým soutěží v nejvyšší nizozemské lize ledního hokeje. Na čtyřsetmetrové dráze tohoto kluziště se konají i různé soutěže v rychlobruslení.
V Amsterdamu sídlí i dva kluby hrající americký fotbal: Amsterdam Crusaders a Amsterdam Panthers. Tým Amsterdam Admirals v roce 2005 vyhrál poprvé v historii World Bowl. Stadion sdílel s fotbalovým klubem AFC Ajax. Později však zanikl. Baseballový tým Amsterdam Pirates soutěží v nejvyšší nizozemské basketbalové lize. Existují i tři týmy pozemního hokeje, a to Amsterdam, Pinoké a Hurley. Všechny hrají své zápasy na stadionu Wagener v nedalekém městě Amstelveen.

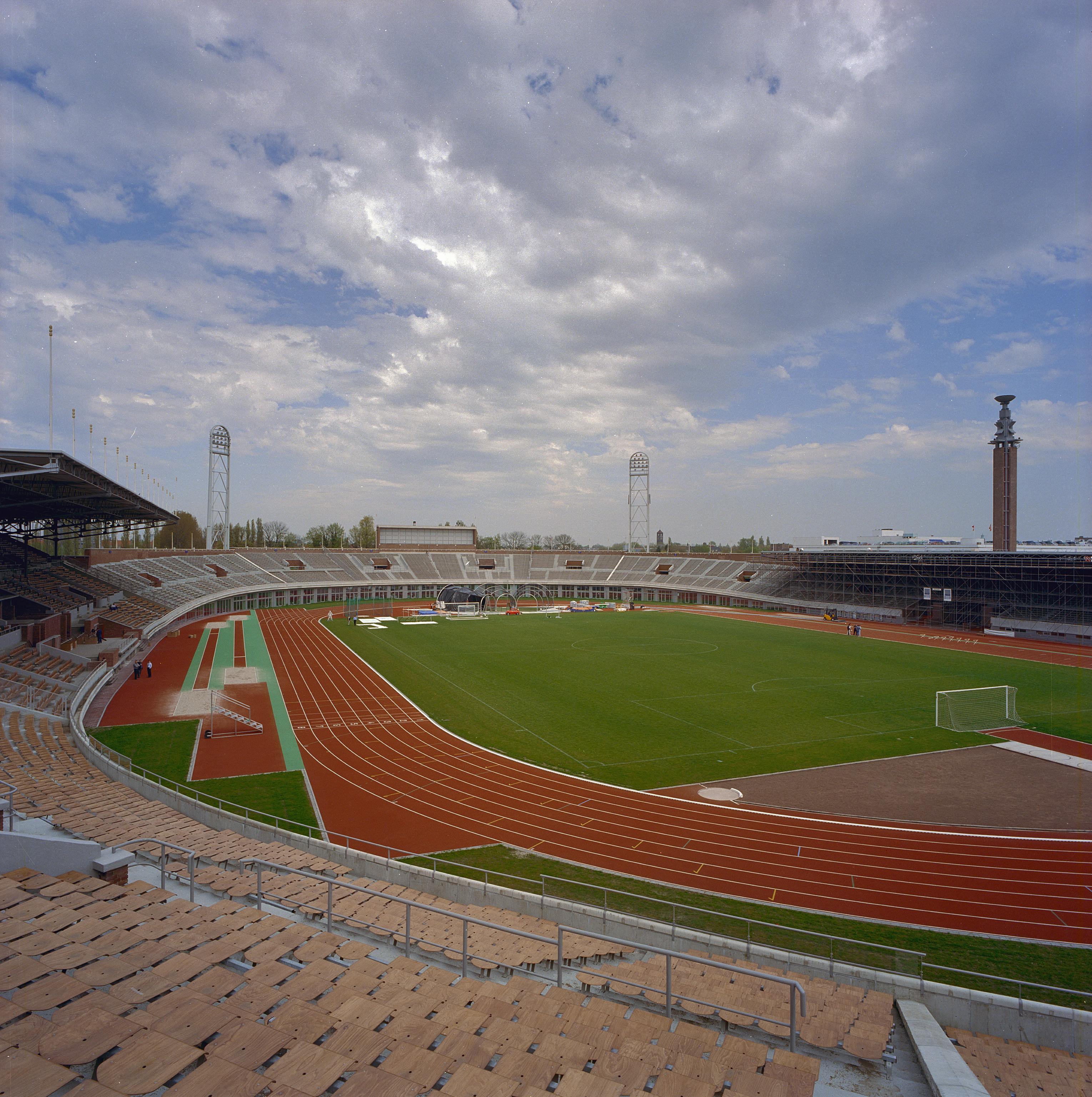
Olympijský stadion

V roce 1928 se v Amsterdamu konaly IX. letní olympijské hry. Olympijský stadion, postavený pro tyto hry, byl zrekonstruován a nyní slouží k sportovním a kulturním akcím. Mezi 6. a 10. červencem 2016 se na tomto stadionu uskutečnilo mistrovství Evropy v atletice, kvalifikace některých vrhačských disciplín (hod diskem a hod oštěpem mužů i žen) však netradičně proběhly v centru města, na náměstí Museumplein. Mezi 9. a 11. březnem 2018 se na olympijském stadionu konalo mistrovství světa v rychlobruslení ve víceboji: pořadatelé netradičně instalovali na ploše stadionu dočasný rychlobruslařský ovál, aby na tomto exponovaném místě připomenuli 125. výročí rychlobruslařských světových šampionátů. Ve městě se však konala i drobná část VII. letních olympijských her v roce 1920, kdy město vypomáhalo Antverpám. Konkrétně se jednalo o jachtařské soutěže v zálivu IJ.
Od roku 1999 město Amsterdam oceňuje nejlepší sportovce a sportovkyně na udílení cen Amsterdam Sports Awards. První jej obdrželi boxer Raymond Joval a záložnice v pozemním hokeji Carole Thate.
Amsterdam hostil World Gymnaestrada v roce 1991, což se bude opakovat v roce 2023. Jedná se o hromadná vystoupení gymnastických souborů.

## Osobnosti
- Jan Pieterszoon Sweelinck (1562–1621), skladatel a varhaník
- John Smyth (1570–1612), anglický baptistický kazatel a zastánce principu náboženské svobody
- Willem Blaeu (1571–1638), kartograf, tvůrce atlasů a spisovatel
- Dirck Hartog (1580–1621), námořník a průzkumník, druhý Evropan, který spatřil australský kontinent
- Esaias van de Velde (1587–1630), malíř-krajinář
- Jan Amos Komenský (1592–1670), český teolog, filosof, pedagog a spisovatel, poslední biskup Jednoty bratrské
- Nicolaes Tulp (1593–1674), chirurg a lékař J. A. Komenského
- Aernout van der Neer (1603/1604–1677), malíř-krajinář
- Rembrandt (1606–1669), malíř
- Paulus Potter (1625–1654), malíř
- Willem van Aelst (1627 – cca 1683), malíř zátiší
- Baruch Spinoza (1632–1677), filosof
- Meindert Hobbema (1638–1709), malíř-krajinář
- Frederik Ruysch (1638–1731), anatom a botanik
- Maarten Houttuyn (1720–1798), lékař a přírodovědec
- Coenraad Jacob Temminck (1778–1858), aristokrat a zoolog
- Martinus Willem Beijerinck (1851–1931), botanik a mikrobiolog
- Karl Kautsky (1854–1938), německý socialistický politik a teoretik marxismu
- Pieter Zeeman (1865–1943), fyzik, držitel Nobelovy ceny
- Paul Ehrenfest (1880–1933), rakouský fyzik a matematik
- Frits Zernike (1888–1966), fyzik, držitel Nobelovy ceny
- Max Euwe (1901–1981), matematik a mistr světa v šachu
- Annie M. G. Schmidtová (1911–1995), básnířka, spisovatelka, textařka a dramatička
- Anne Frank (1929–1945), spisovatelka, oběť holocaustu
- Paul Verhoeven (* 1938), režisér, scenárista a filmový producent
- Ton Koopman (* 1944), dirigent, varhaník a cembalista
- Johan Cruijff (1947–2016), fotbalista
- Theo van Gogh (1957–2004), režisér, publicista, televizní producent a herec
- André Kuipers (* 1958), lékař a astronaut ESA
- Ruud Gullit (* 1962), fotbalista
- Frank Rijkaard (* 1962), fotbalový trenér a bývalý záložník
- Dennis Bergkamp (* 1969), fotbalista
- Patrick Kluivert (* 1976), bývalý nizozemský fotbalový reprezentant
- Denny Landzaat (* 1976), fotbalový záložník
- Martin Garrix (* 1996), DJ, producent a hudebník